# Кентрон
Кентро́н (арм. Կենտրոնо файле, «центр») — один из 12 административных районов Еревана. Включает в себя деловой и культурный центр города.

## Описание
Кентрон граничит: на западе — с районами Ачапняк и Малатия-Себастия, на юге — с районами Шенгавит и Эребуни, на востоке — с районом Нор-Норк и Норк-Мараш, а на севере — с районами Арабкир и Канакер-Зейтун.
Через западную часть Кентрона протекает река Раздан с живописным ущельем, а в восточной — река Гетар.
Район неофициально разделён на микрорайоны: Норагюх (арм. Նորագյուղ), Покр Кентрон (арм. Փոքր Կենտրոն, «Малый Центр»), Нор Киликия (арм. Նոր Կիլիկիա, «Новая Киликия»), Конд (арм. Կոնդ), Дзорагюх (арм. Ձորագյուղ) и Айгестан (арм. Այգեստան). Конд и Норагюх входят в число семи исторических кварталов старого Еревана.

## История
История территории Кентрона ведётся с древнейших времён. Самое раннее упоминание о городе в армянских источниках обнаруживается в «Книге писем». В одном из документов 607 года сообщается o священнослужителе Даниеле из Еревана, который во время Двинского собора отклонил халкидонское вероучение по настоянию католикоса Абраама. Известно, что в это время в Ереване уже существовала Церковь Святых Павла и Петра, построенная, предположительно, в VI или начале VII века (в настоящее время на её месте находится кинотеатр «Москва»). Сохранилась церковь Святой Богородицы Катогике, расположенная на пересечении проспекта Саят-Новы и улицы Абовяна, древнейшие надписи на стенах которой датированы 1264 годом.
В каджарский период Ереван был довольно крупным городом по меркам того времени, но его границы не выходили за пределы современного Кентрона. Город занимал более 1,6 км² территории, а его окрестности и сады простирались приблизительно на 28,9 км². Городская и архитектурная модель Еревана следовали принципам проектирования, принятым в ближневосточных городах того периода. Город делился на 3 квартала: Конд (Тапабаши), Шаар и Демир-булаг. В городе было более 1700 домов, 850 магазинов, 8-9 мечетей, 7 церквей, 10 бань, 7 караван-сараев, 5 площадей, 2 рынка и 2 школы. Основные строения Еревана, сохранившиеся в наши дни: колокольня средневекового армянского собора XII века, четыре маленькие церкви XVII века (св. Зоравара, св. Ованнеса, св. Саркиса и св. Петрос-Погоса), мост 1664 года на реке Гетар и мост 1679 года на реке Раздан. Двумя наиболее крупными мечетями Еревана были Шир-Мечеть, возведённая в 1687 году, и Голубая мечеть, построенная в 1776 году, к концу персидского правления. Ханский дворец располагался вблизи одной из них. Голубая мечеть, отличающаяся своей красотой, был самой крупной мечетью города.
Во время русско-персидской войны важное военное значение имела Эриванская крепость, расположенная на территории современного Кентрона. В 1804 году русские войска осаждали её. Взять эту крепость россиянам удалось в 1827 году. При советской власти (в 1930-е годы) крепость была разрушена.
Став частью Советского Союза, Ереван был первым городом СССР, который составил генеральный план.
«Генеральный план Еревана» архитектора Александра Таманяна, первоначально рассчитанный на население в 150 000 человек, был утверждён в 1924 году. Таманян объединил национальные традиции средневековой Армении с современными в то время городскими сооружениями и принципами градостроительства. Его генплан представлял собой город-сад, который интегрировался в существующий город. Однако многие исторические здания в центре города были разрушены. Сносу подверглись в основном религиозные сооружения — церкви и мечети, а также крепость, многие бани, базары и караван-сараи.
На протяжении многих лет Кентрон был самым развитым и благоустроенным районом Еревана. Большинство учебных, культурных и исследовательских учреждений были сосредоточены именно здесь.
После независимости Армении облик района начал кардинально меняться. В 2000-е годы многие памятники архитектуры (в основном царской эпохи), которые в советское время охранялись государством стали сноситься. На их место начали строить современные многоэтажные жилые здания, офисы, гостиницы и другие сооружения.

## Власти

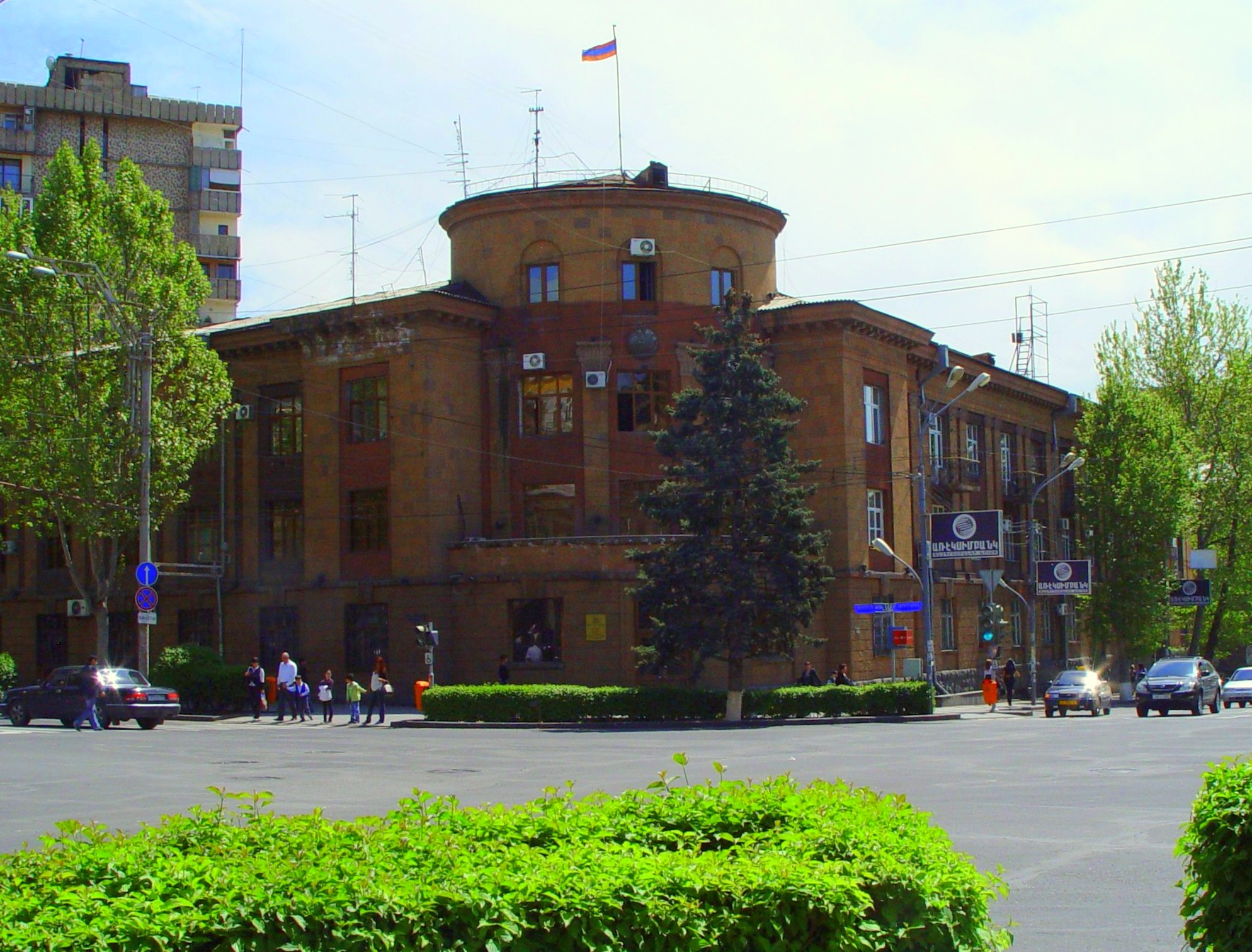
Управа района Кентрон

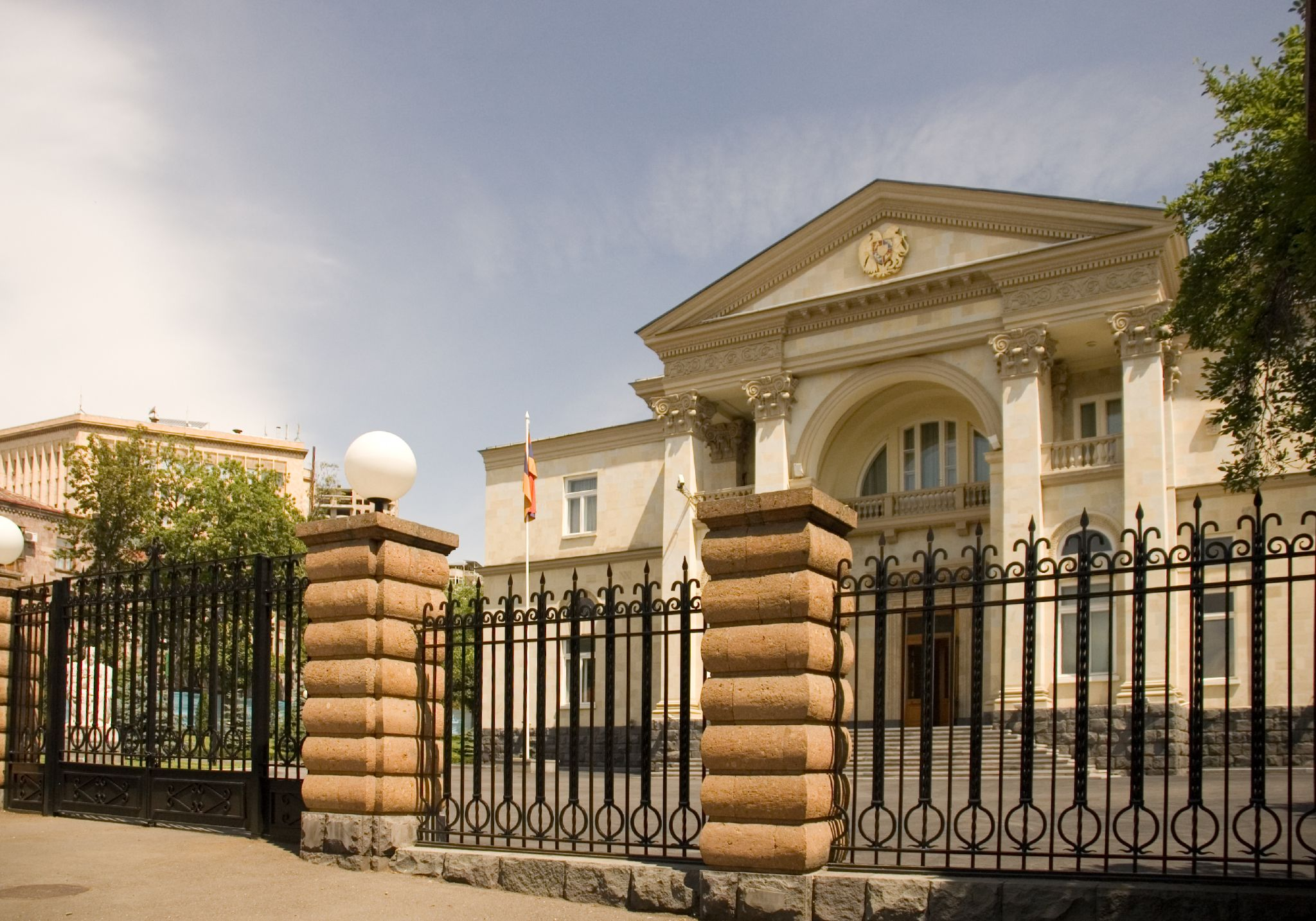
Резиденция президента Армении

Структура власти в Кентроне аналогична таковой в других районах Еревана. Управа расположена на улице Теряна, 44. Управа района, как и другие, с 2015 года регулярно отчитывается о показателях района и произошедших в нём событиях.
На территории Кентрона расположены органы власти Еревана и Армении.

## Достопримечательности

### Парки
На территории Кентрона располагается большое количество парков и скверов. Ниже перечислены лишь некоторые из них.
Английский парк (арм. Անգլիական այգի) был создан в 1860 году и до 1920 года был единственным общественным парком в Ереване. В 1910 году он был значительно обновлён. После того, как Армения стала частью Советского Союза, парк был назван в честь Бакинской коммуны. После распада СССР и обретения Арменией независимости он получил свое современное название. В 2020 году в парке запланировано открытие планетария.
Парк 2800-летия Еревана (арм. Երևանի 2800-ամյակի այգի) ранее была крайней частью Английского парка. Это подарок меценатов Микаела и Карена Варданянов, посвященный 2800-летию основания Ереванa. В начале 2018 года началось и в 2019 году завершилось строительство парка. Парк находится в окружении улиц Италии, Бейрута, Хоренаци и Святого Григора Лусаворича. Он начинается от памятника Степану Шаумяну и заканчивается у памятника Александру Мясникяну.
Кольцевой бульвар (арм. Օղակաձեւ Զբոսայգի), простирается от Собора Святого Григория Просветителя на юге до пруда Поплавок на севере. Он по дуге обходит центральную часть района, за что и получил своё название. В этом парке множество статуй, в том числе Александра Грибоедова, Андраника Озаняна, Вардана Мамиконяна, Егише Чаренца, Тиграна Петросяна, Микаэла Налбандяна, Армена Тиграняна, Фритьофа Нансена, Аветика Исаакяна и Ваана Теряна.
Парк влюблённых (арм. Սիրահարների զբոսայգի) существует с 18-го века и занимает 2,5 га. Парк был первоначально назывался «сад Козерна» в честь района Козерн. В 1949 году он был перепроектирован и назван Пушкинским парком. В конце 1970-х годов он был переименован в Парк дружбы в честь дружбы народов Советского Союза друг с другом. После распада Советского Союза и независимости Армении Ереван городской совет решил дать парку свое нынешнее название, так как он стал популярным местом для прогулок многочисленных влюблённых пар со второй половины 20-го века. С 2005 по 2008 год парк был перепроектирован по проекту французско-швейцарского архитектора Пьера Рамбаха (1925—2003). Есть кафе под открытым небом и 215-местный амфитеатр, где демонстрируются фильмы, представления и даются концерты. В 2010 году была установлена статуя поэта Геворга Эмина.
Комплекс памятников Цицернакаберд (арм. Ծիծեռնակաբերդ) был построен между 1965 и 1968 годами на одноимённом холме над рекой Раздан в память о геноциде армян 1915 года. В 1990-х годах был построен подземный музей и мемориальная стена.
Сквер Хачатура Абовяна (арм. Խաչատուր Աբովյանի Պուրակ) был назван в честь отца современной армянской литературы Хачатура Абовяна. Он состоит из треугольной зелёной зоны и внутренней поверхности кольцевой развязки посреди которой стоит памятник литератору.
Парк Мисака Манушяна (арм. Միսաք Մանուշյանի անվան այգի) находится в центре района. Известный в прошлом как парк Маштоца, он в 2012 году стал местом гражданского протеста против сноса исторических памятников и ликвидации зелёных зон в Ереване. Активистам удалось отстоять парк от размещения на его месте объектов торговли. В 2013 году парк получил своё нынешнее название.

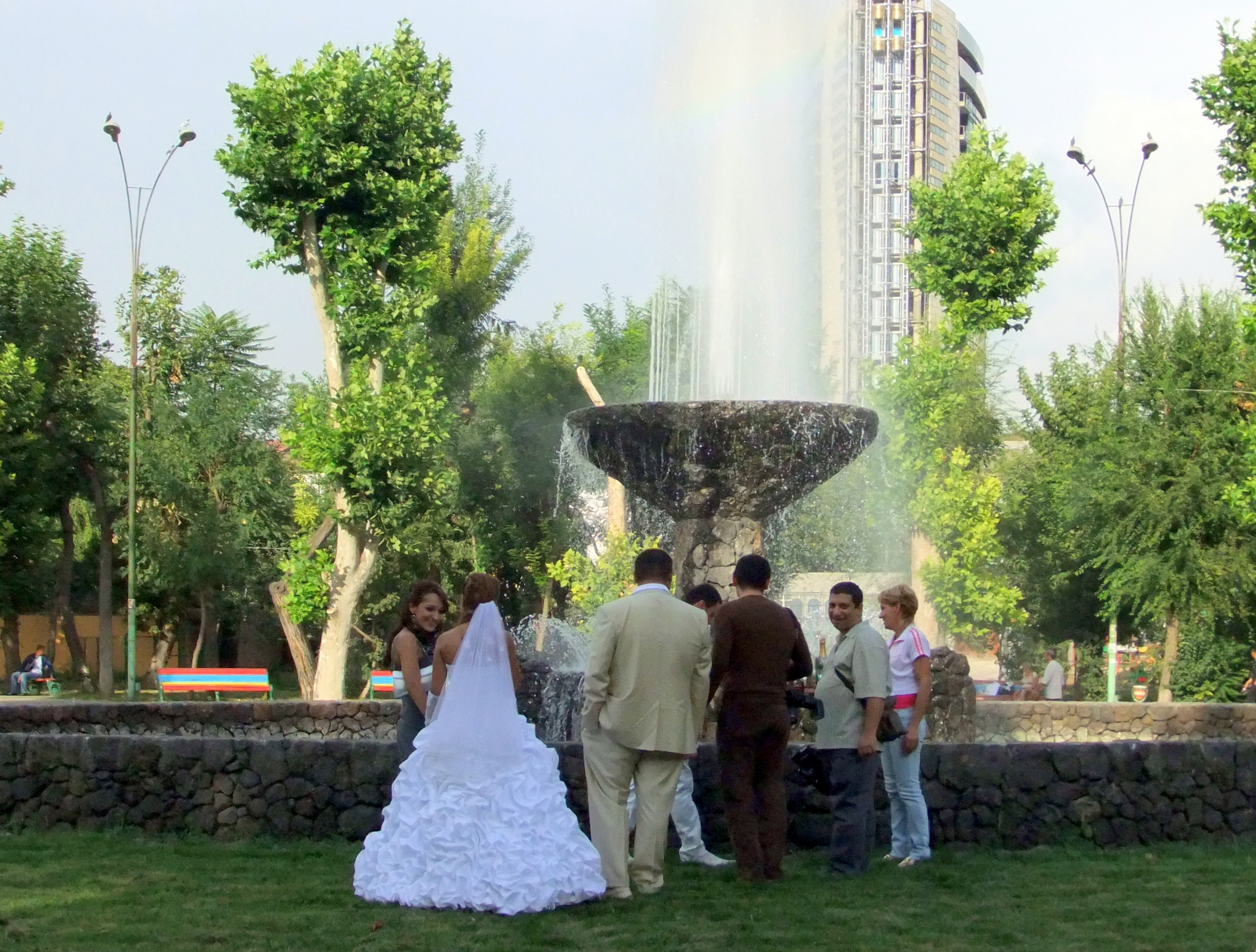
Английский парк
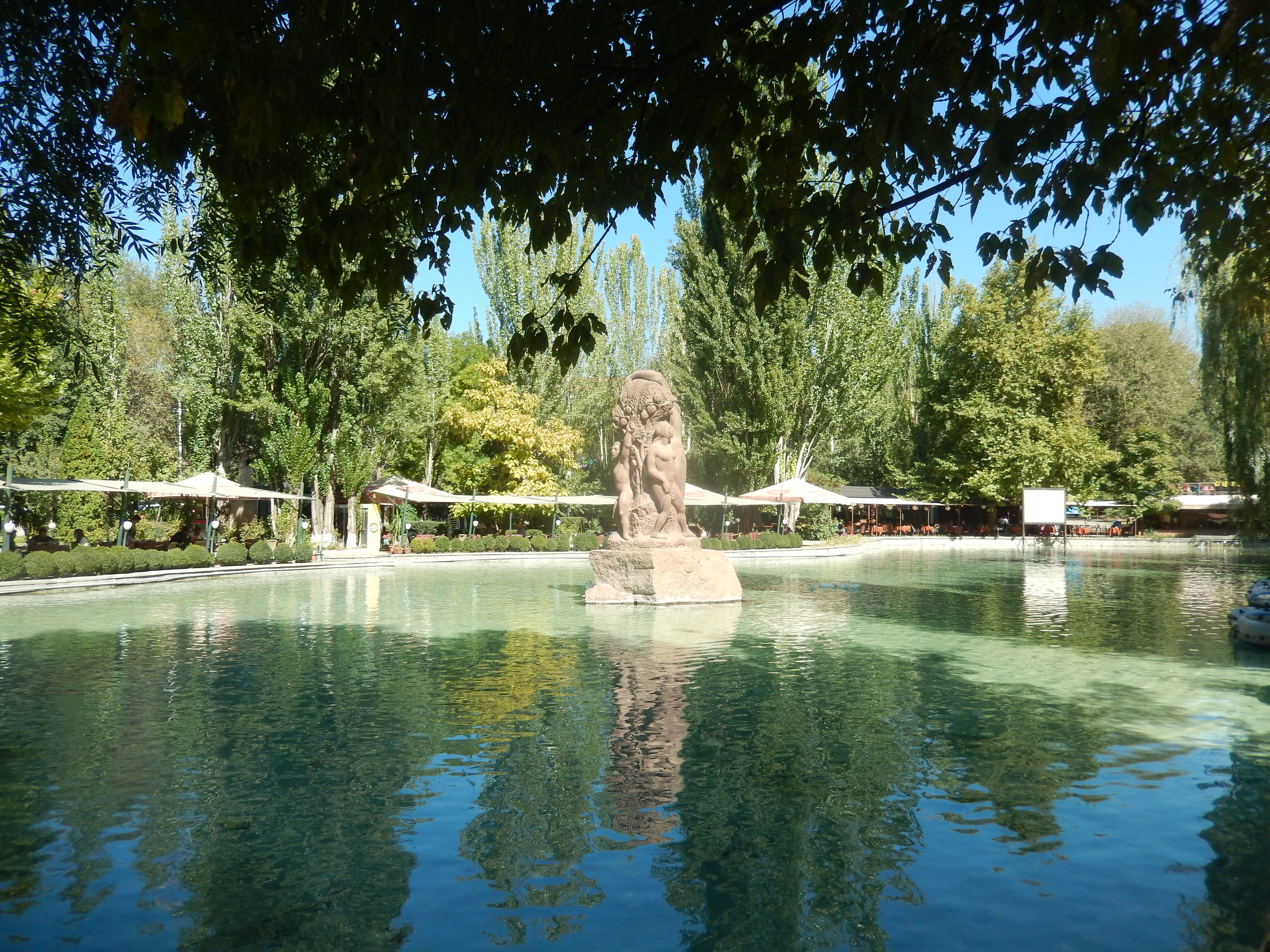
Кольцевой бульвар
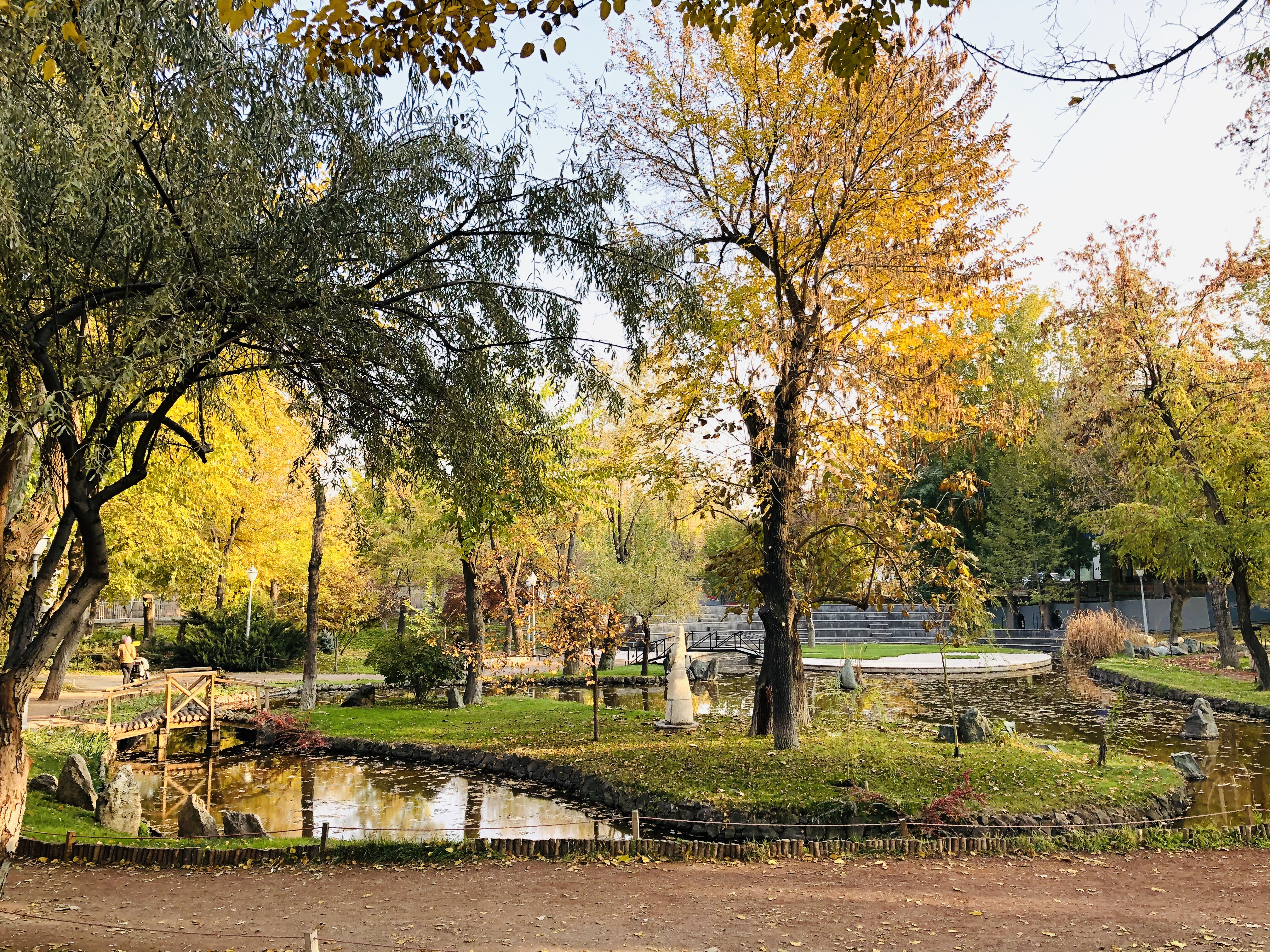
Парк влюблённых
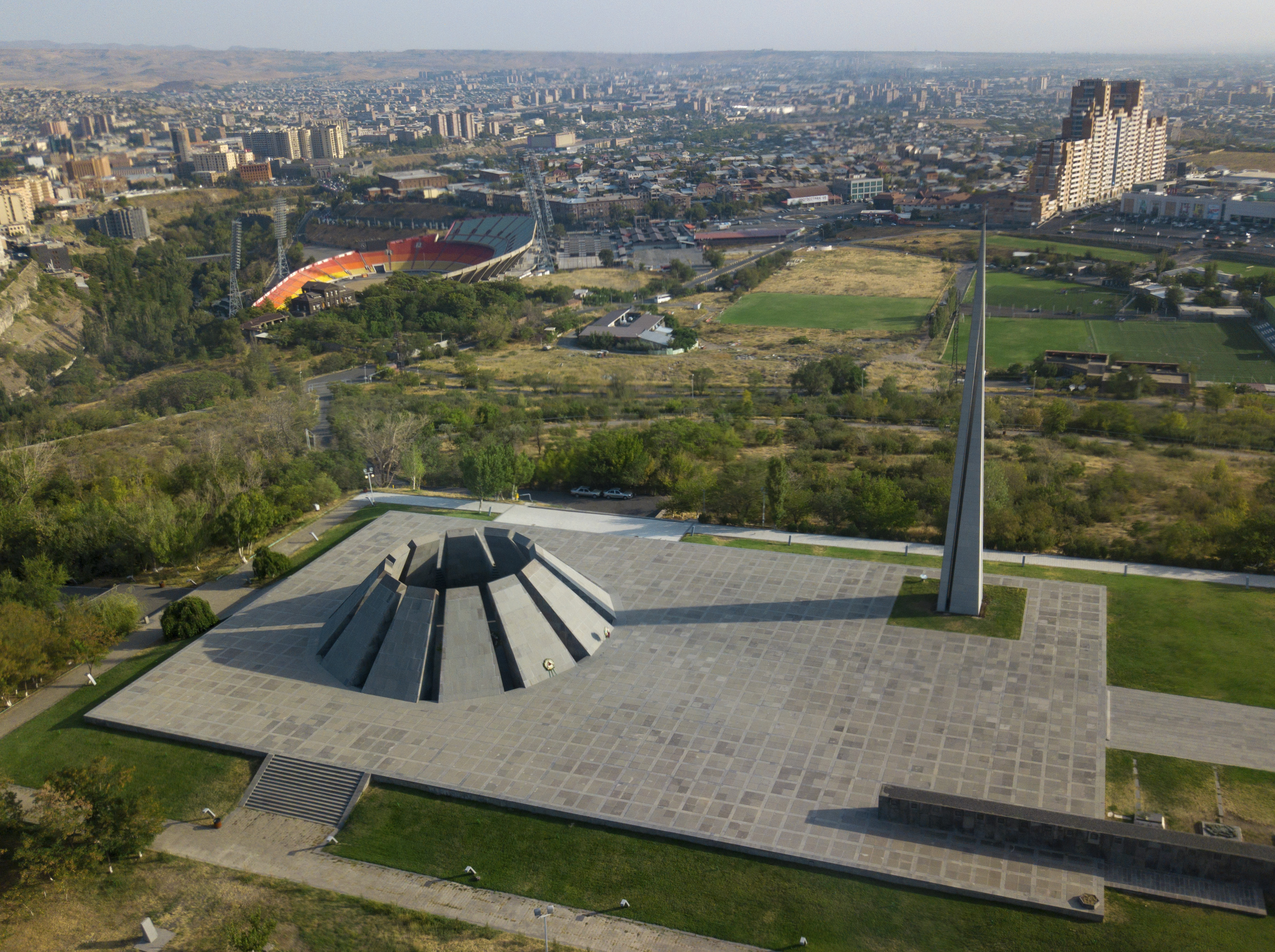
Цицернакаберд
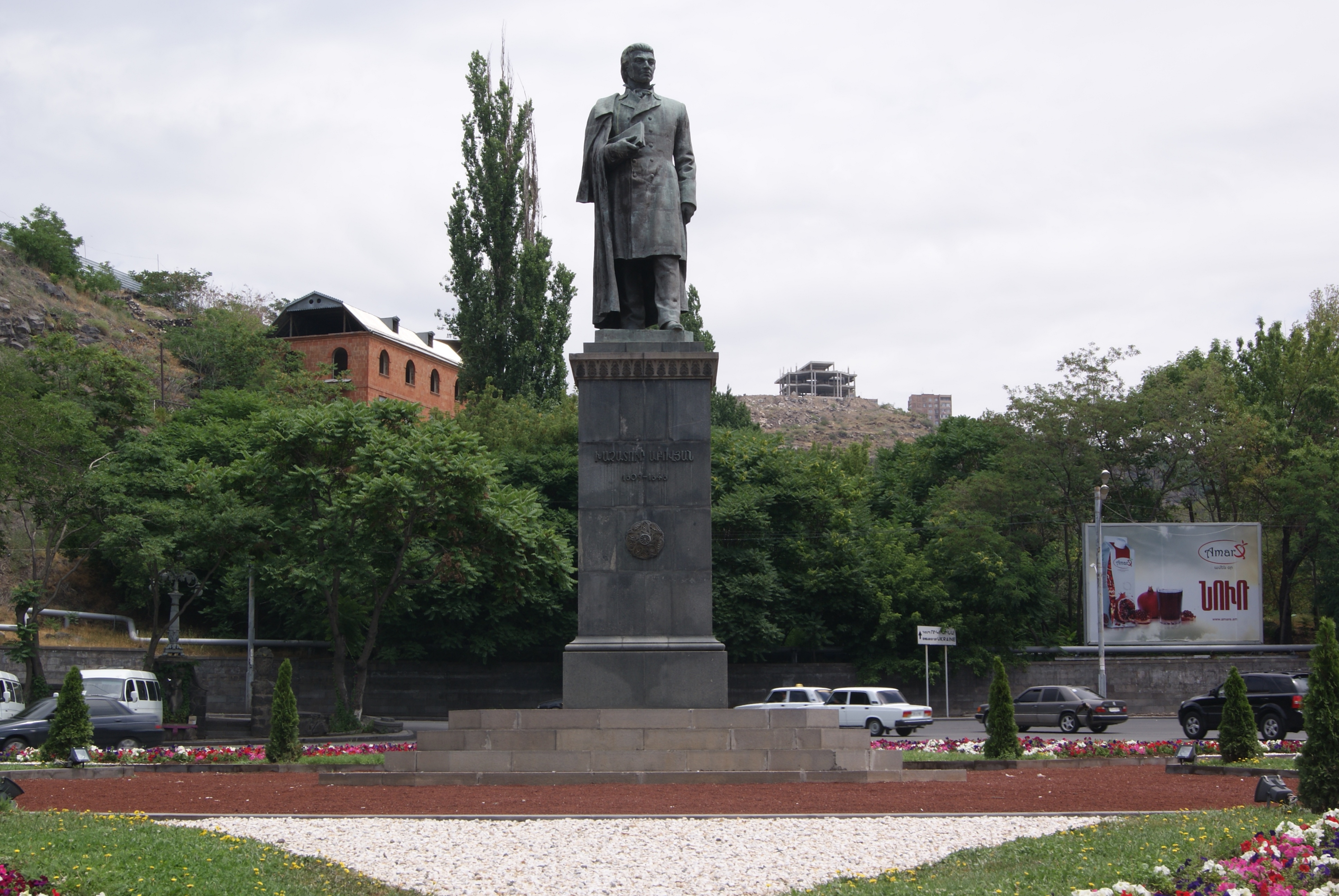
Сквер Хачатура Абовяна
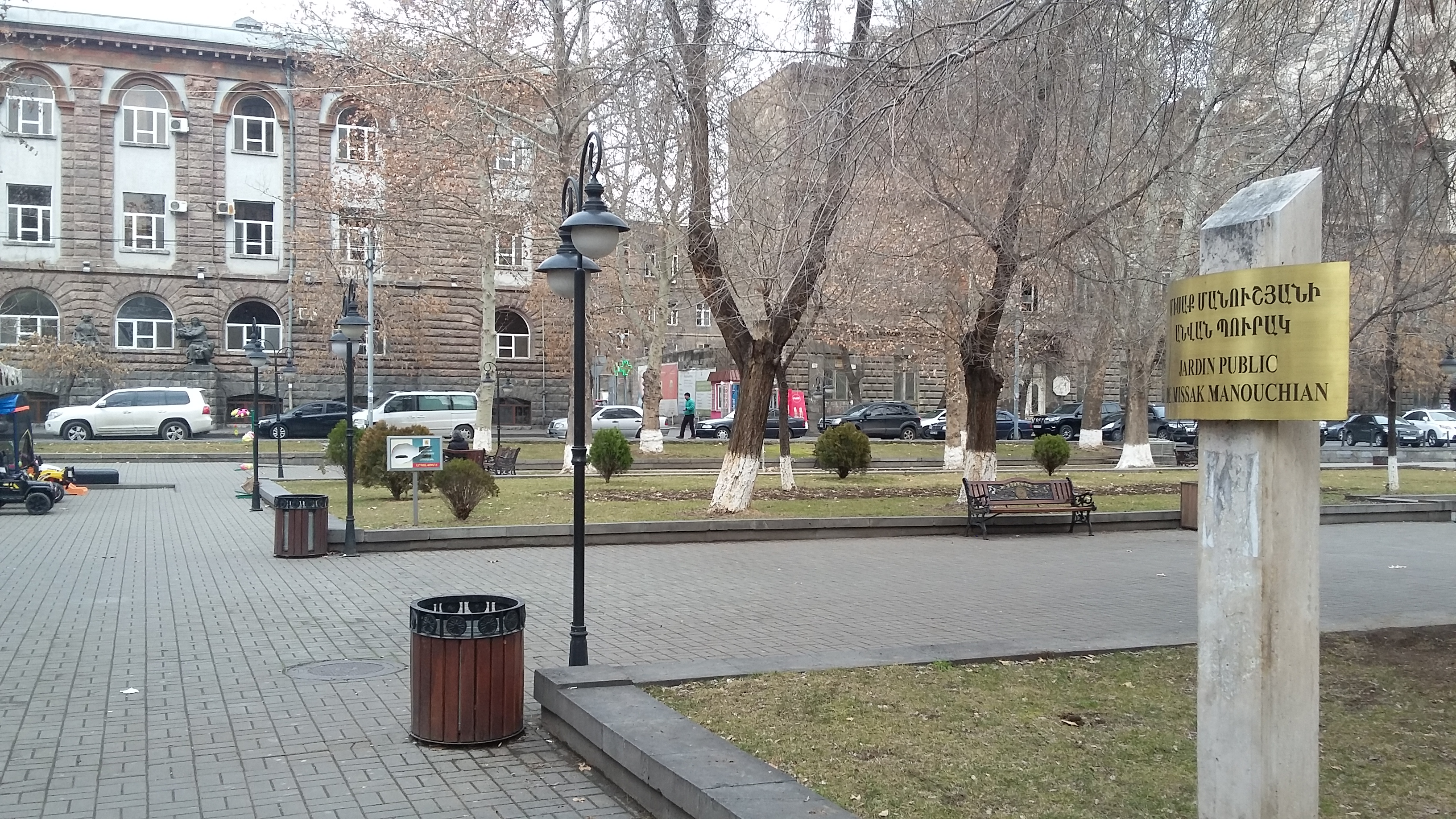
Парк Мисака Манушяна

### Религиозные сооружения
Церковь Сурб Зоравор Аствацацин (арм. Երևանի Զորավոր Սուրբ Աստվածածին եկեղեցի) восходит к XVII веку. Трёхсводчатая базилика без купола поддерживается внутри и снаружи. На плоских участках внешних стен находятся хачкары XVII века. Текущий храмовый комплекс был построен в 1693—1694 году на фундаменте разрушенного во время землетрясения 1679 года монастыря. В советское время комплекс служил различным нецерковным целям, однако в 1970 году он был возвращён в собственность Армянской апостольской церкви и полностью отремонтирован.
Церковь Сурб Саркис (арм. Սուրբ Սարգիս Մայր Եկեղեցի) был построен с 1835 по 1842 год местом предшественников раннего христианства. В 1972 году была проведена полная реконструкция планов архитектора Рафаэля Саркисовича. Фасад был одет в оранжевый Ани-туф и снабжён треугольными нишами
Церковь Святой Богородицы Катогике (арм. Կաթողիկե Սուրբ Աստվածածին եկեղեցի) была построена в 1264 году. Вероятно, она сохранилась как единственная церковь в Ереване, пережившая великое землетрясение 1679 года. С 1693 по 1695 год к ней была пристроена купольная трёхуровневая базилика. Когда базилика была разрушена красными в 1936 году ради строительства жилья и лингвистического института, старая церковь снова стала видна. Коммунистические варвары хотели снести и её, но после протестов местного населения её удалось сохранить.
Голубая мечеть (арм. Կապույտ մզկիթ) — единственная оставшаяся мечеть в Армении. Сооружение было построено в 1765—1766 году. В 1827 году она была самой важной из восьми мечетей в Ереване. В 1931 году советская администрация закрыла мечеть и перенесла туда исторический музей. В результате нагорно-карабахского конфликта (с 1988 по 1991 годы) почти все мусульмане покинули Армению и уехали в Азербайджан. Тем не менее, мечеть снова использовалась по прямому назначению снова после распада Советского Союза и суверенизации Армении. В 1995 году правительство Ирана приобрело здание и превратило его в шиитскую мечеть. Для городского музея было построено новое здание.
Церковь Святого Иоанна Крестителя (арм. Սուրբ Հովհաննես Մկրտիչ Եկեղեցի) представляет собой трехзвенную базилику. Она была построена в 1710 году на месте средневековой церкви, разрушенной в результате землетрясения 1679 года. В 1980-х годах церковь была полностью отремонтирована. Внешние стены были покрыты туфом, а пол внутри был выложен мрамором. Кроме того, церкви была дана колокольня.
Собор святого Григория Просветителя (арм. Սուրբ Գրիգոր Լուսավորիչ մայր տաճար) был построен с 1997 по 2001 год. Это самый большой собор Армянской Апостольской церкви. Собор представляет собой комплекс из трёх церквей: главной церкви с 1700 местами и часовни Трдата III, король и пепел королевы с 150 местами каждый. Главная церковь — 54 метра высотой до вершины креста. Колокольня имеет более 30 арок.
Церковь Святой Анны (арм. Սուրբ Աննա Եկեղեցի) открылась в 2015 году. Крестообразная конструкция имеет купол. Колокольня расположена над входом.

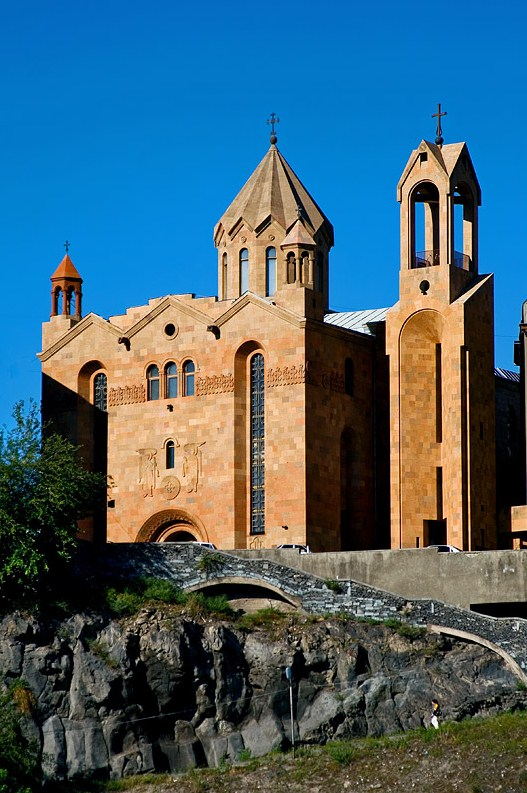
Сурб-Саркис, 2008
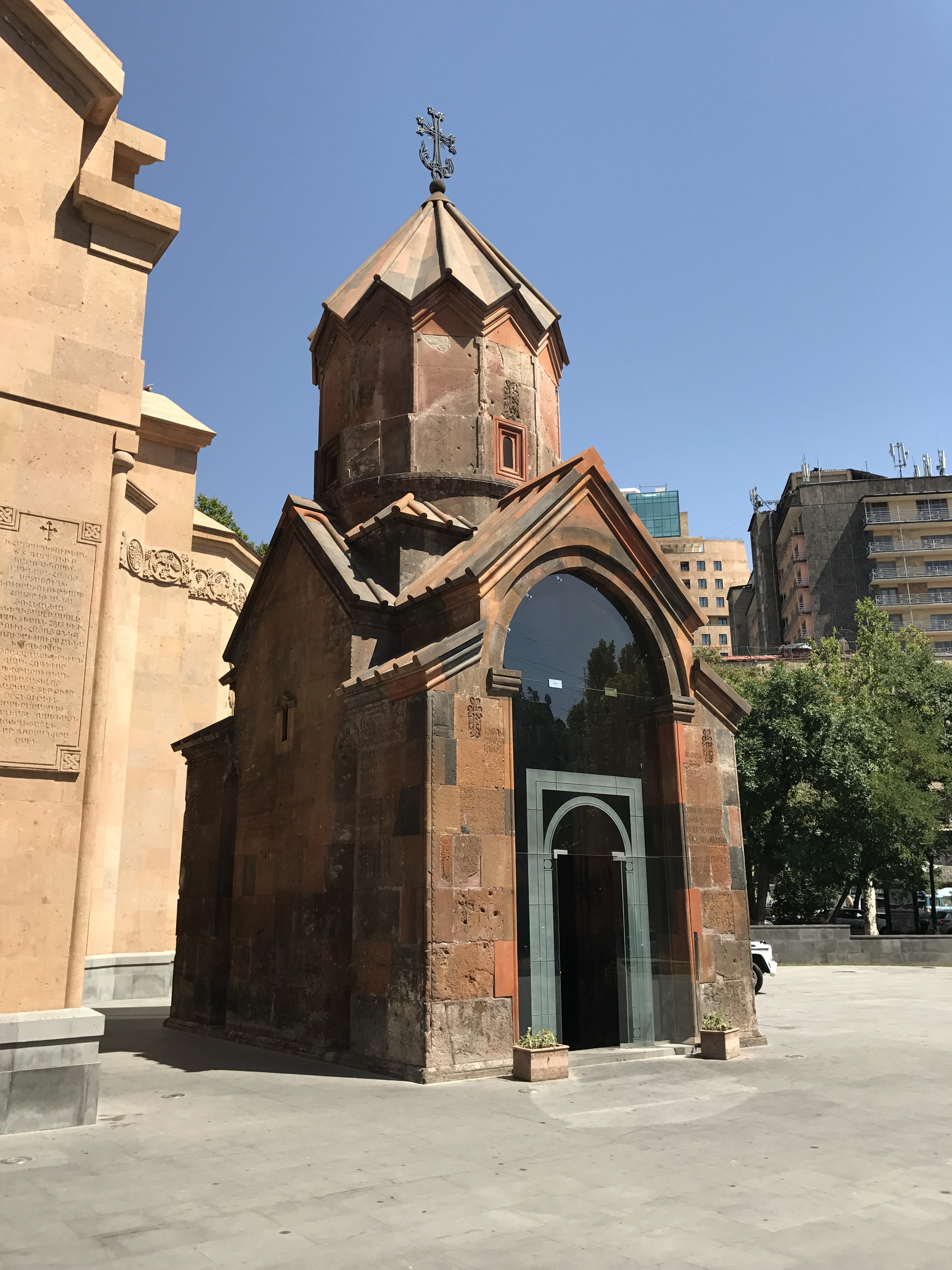
Церковь Святой Богородицы Катогике, 2017
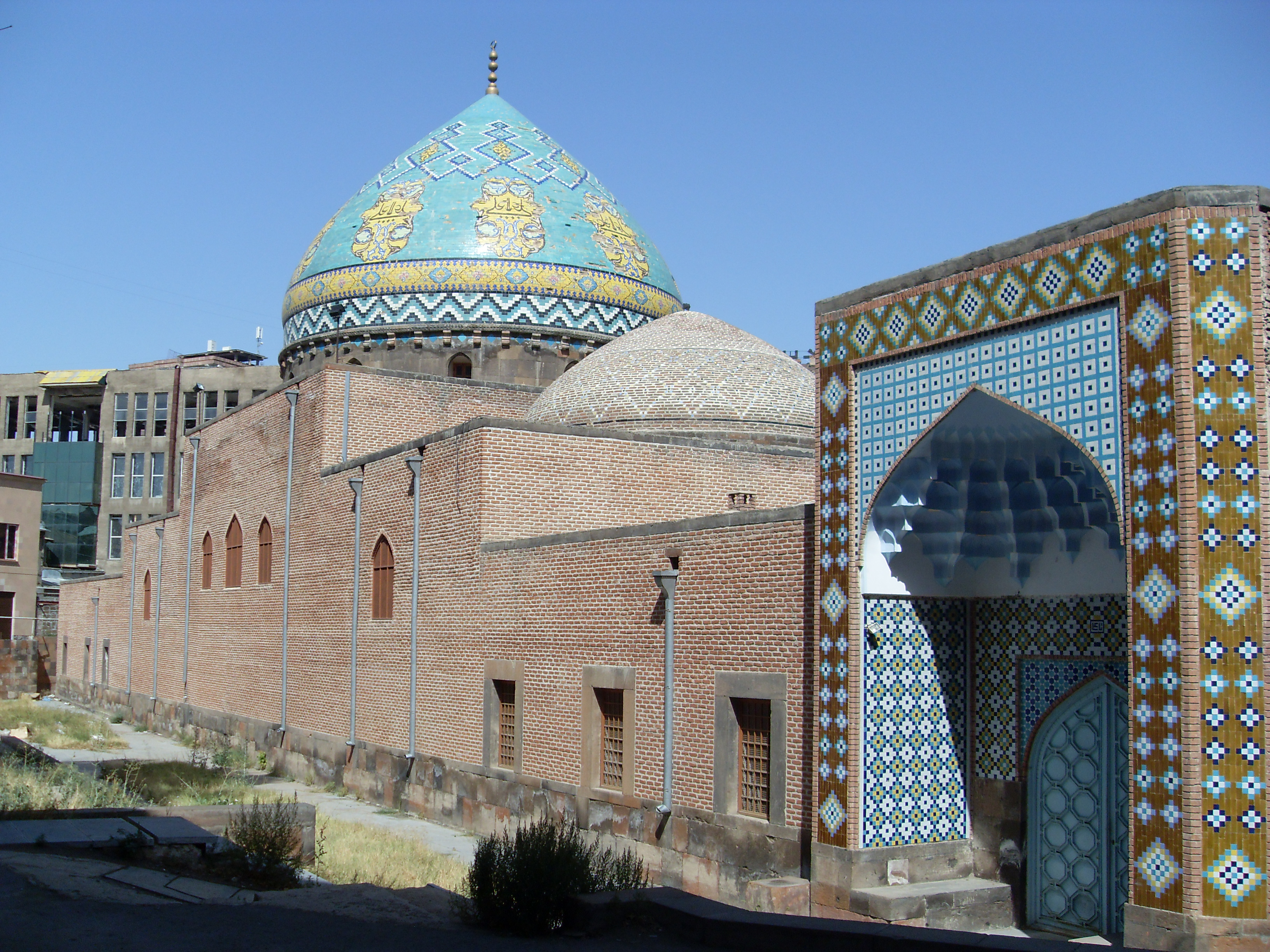
Голубая мечеть, 2007
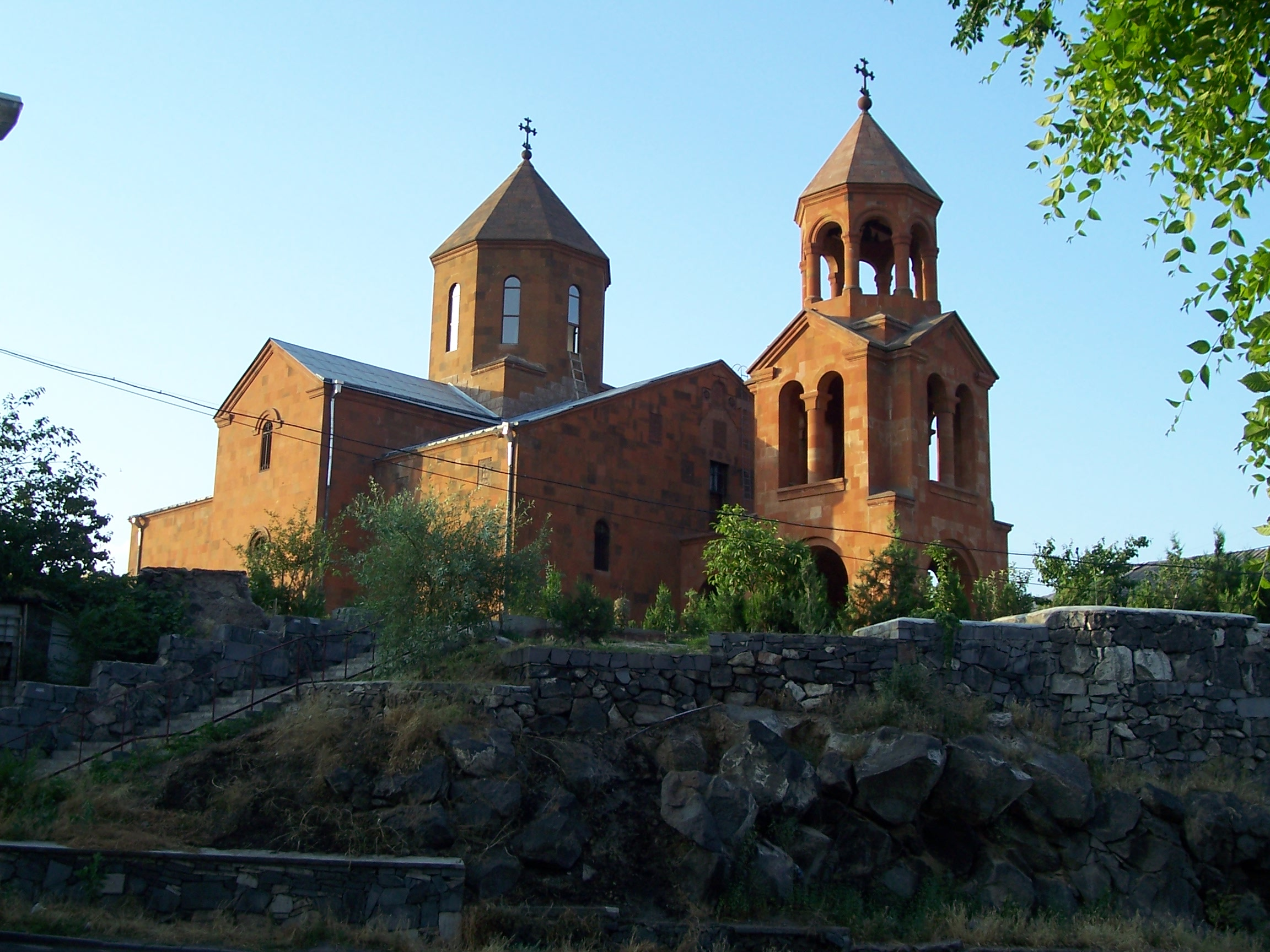
Церковь Святого Иоанна Крестителя, 2004
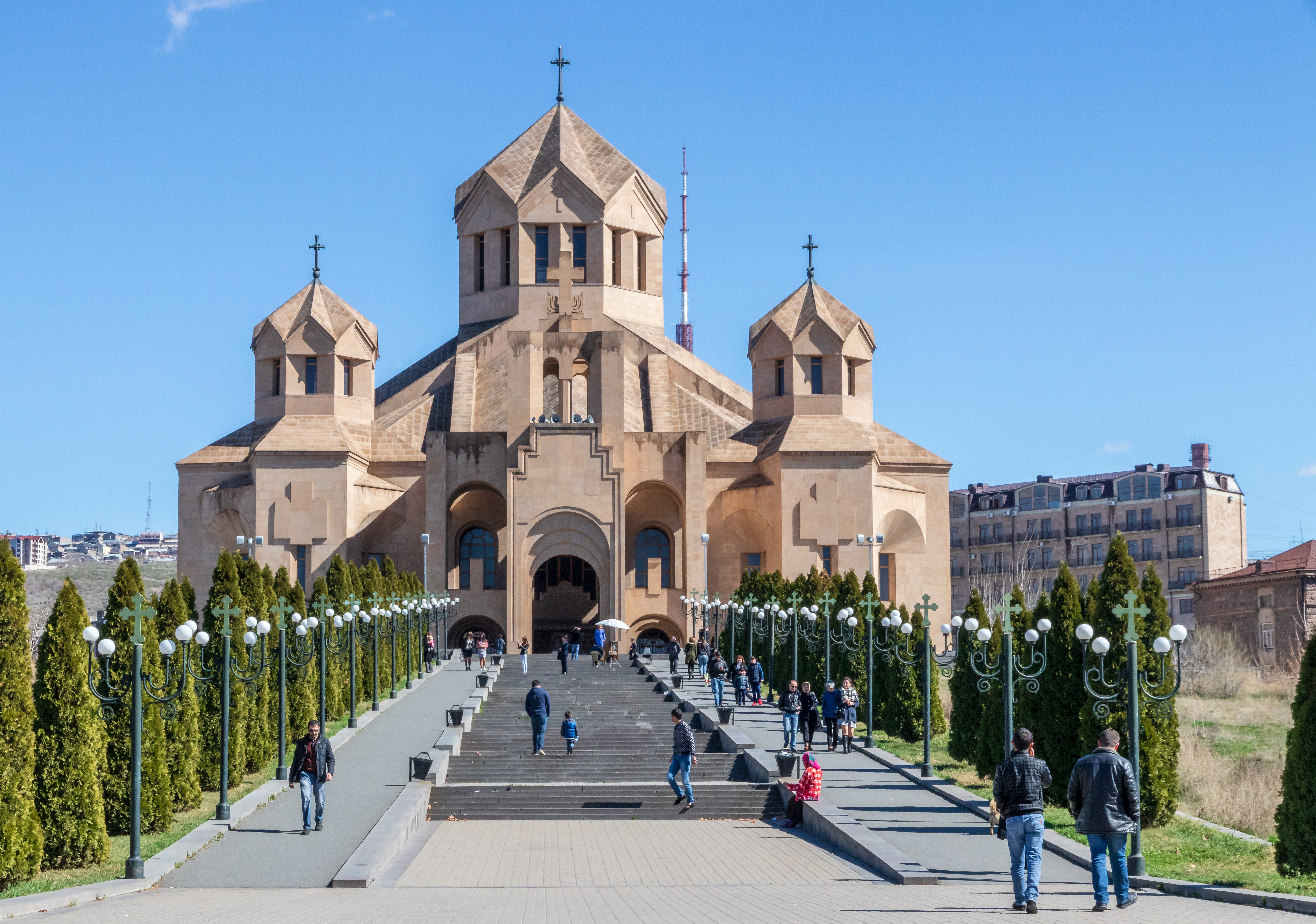
Собор святого Григория Просветителя, 2018
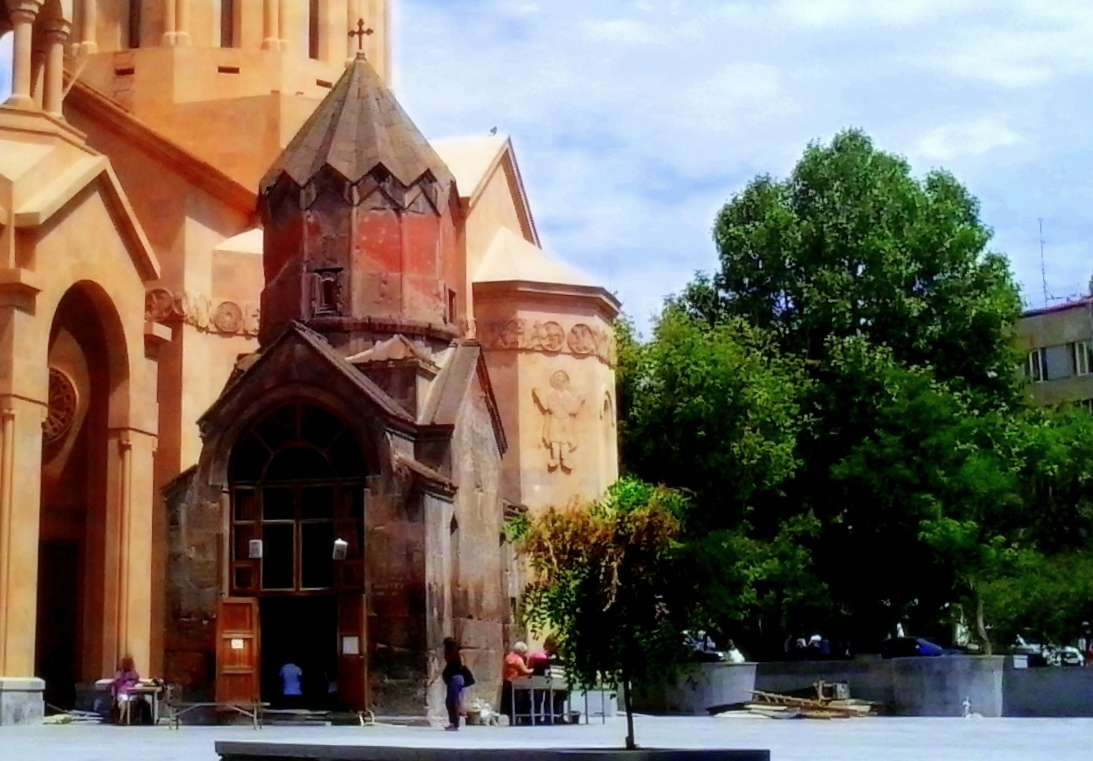
Церковь святой Анны, 2014

### Учреждения культуры и искусства
Национальная библиотека Армении (арм. Հայաստանի ազգային գրադարան) восходит к 1832 году, основал библиотеку Ереванского средней школы, который был назван в советский период с 1925 по 1990 год Александр Мясников. Неоклассическое главное здание было построено в 1939 году по планам архитектора Александра Таманяна. Среди 6,3 миллионов СМИ Урбатагирк, напечатанный в Венеции в 1512 году, является самым старым печатным изданием на армянском языке.
Армянская национальная галерея (арм. Հայաստանի ազգային պատկերասրահ) является самой большой коллекцией произведений искусства в Армении. Завершённое в 1977 году здание было спроектировано Марком Григоряном и Эдуардом Сарапьяном. Основой коллекции в 1921 году были десятки работ с выставки армянских художников. Коллекция теперь включает в себя около 26 000 произведений, начиная от древних урартских фресок и средневекового армянского церковного искусства до современного искусства армянских, русских и западноевропейских художников.
Ереванский оперный театр (арм. Ա. Սպենդիարյանի անվան օպերայի և բալետի ազգային ակադեմիական թատրոն) был построен по проекту архитектора Александра Таманяна и открыт 20 января 1933 года. В оперном театре есть 2 зала: концертный зал Арама Хачатуряна с 1400 местами и оперный и балетный национальный театр Александра Спендиаряна с 1200 местами.
Дом-музей Арама Хачатуряна (арм. Արամ Խաչատրյանի տուն-թանգարան) — преобразованный в музей дом композитора Арама Хачатуряна. В многоэтажном здании есть концертный зал с роялем Бехштейна, где проходят регулярные концерты.
Матенадаран (арм. Մատենադարան) — центральный архив старых армянских рукописей. Коллекция восходит к архиву католического апостола Армянской Апостольской церкви в Эчмиадзине. Советская власть экспроприировала его в 1920 году и привезла в Москву. В 1939 году архив вернулся в Ереван. В период с 1945 по 1957 год для архива было построено новое здание. Он хранит 17 000 рукописей и 30 000 других документов. Одна только армянская коллекция включает в себя 2500 рукописей.
Ереванский государственный кукольный театр имени Ованеса Туманяна (арм. Երևանի Հովհաննես Թումանյանի անվան Պետական Տիկնիկային Թատրոն) открылся 1 июня 1935. Вариа Степанян стал первым директором театра, размещённого в зале собора Святого Григория Просветителя. В 1938 году кукольный театр был назван в честь армянского поэта Ованнеса Туманана. Кукольный театр был закрыт в 1950 году, но вновь открыт 27 июля 1957 года в другом здании. С 1975 года кукольный театр находится в своем нынешнем месте на проспекте Саят-Новы, дом 4. В театре также размещается музей кукольного театра имени Павлоса Борояна с около 200 экспонатами.
Ереванская государственная консерватория имени Комитаса (арм. Երևանի Կոմիտասի անվան պետական կոնսերվատորիա) была открыта в 1977 году. Внешний вид здания напоминает трёхнефную армянскую базилику. Стены украшены традиционными армянскими орнаментами. Сзади есть большой бассейн с фонтанами. В консерватории есть концертный зал на 200 мест с консольным потолком и без структурного разделения между оркестром и аудиторией. Внутренние стены и люстры были также спроектированы архитектором Степаном Кюркчжаном. Орган был разработан по модели голландских органов 17-го века. Инструмент с 4000 трубами был установлен в 1979 году и отремонтирован в 2007 году.
Армянский исторический музей (арм. Հայաստանի պատմության թանգարան) был основан 9 сентября 1919 года Национальным собранием Армении и открыт 20 августа 1920 года. Он имеет кафедры археологии, нумизматики, этнографии, современной истории и восстановления. Оригинальная коллекция включала 15 289 объектов. В 1935 году были развернуты два музея: нынешняя Армянская национальная галерея и современный музей литературы и искусства Джегиш Чаренц. Строительные работы на сегодняшнем здании на площади Республики начались в 1950-х годах и завершились в 1977 году завершением Национальной галереи. В 1978 году был создан Государственный музей этнографии. Коллекция неуклонно дополняется археологическими находками со всей Армении и включает в себя около 201 000 объектов в 2018 году.
Музей литературы и искусства имени Егише Чаренца (арм. Եղիշե Չարենցի անվան գրականության և արվեստի թանգարան) — организация культуры, расположен в Ереване, улица Арама, 1.
В музее собраны фонды по армянской литературе, театру, музыке и кинематографу, фонды отдельных культурных учреждений, организаций, учебных заведений и специалистов-арменоведов. Основан в 1921 году. Организовано 5 выставочных залов общей площадью 300 м²., два армянской литературы, театрального искусства, кинематографа, музыкального искусства.
Материалы музея охватывают 3000 лет и от Саят-Нова (XVIII век) до современных авторов, сотни писателей, деятелей искусства, учебных заведений, научных и культурных учреждений, музыкальных и театральных коллективов, союзов, рукописи, письма, документы, документальные фильмы, заметки, фотографии, афиши, музыкальные инструменты, личные вещи, костюмы, декоративные предметы, сувениры, государственные награды, монеты, оружие, киноленты, антикварные книги, периодические издания, картины, рисунки, карикатуры, скульптуры и так далее.
Центр искусства Гафесчяна (арм. Գաֆէսճեան արվեստի կենտրոն) расположен неподалёку от Каскада. Фонд Музея был основан в апреле 2002 года американо-армянским адвокатом и покровителем Джерардом Гафесчяном и правительством Армении. В ноябре 2009 года в музее открывается широкий спектр выставок в соответствии с пожеланием его основателя. Основой экспонатов является коллекция современного искусства. В дополнение к выставке есть лекции, показы фильмов, концерты и множество образовательных предложений. Снаружи показаны работы из Сафари-скульптуры Cafesjian.
Ереванский исторический музей (арм. Երևանի Պատմության Թանգարան) переехал в свое нынешнее здание возле Ереванского городского совета. Раньше он размещался последовательно в зданиях Ереванской пожарной станции, Голубой мечети, Женской гимназии им. Рипсимэ, и, наконец, в школе № 1. В коллекции музея более 94 000 объектов, разделённых на археологию, этнографию, нумизматику, изобразительное искусство, письмо и фотографию.
Мемориальный комплекс памяти жертв геноцида армян в 1915 году «Цицернакаберд» (арм. Հայոց ցեղասպանության զոհերի հուշահամալիր) расположен на холме. Построенный в 1966—1968, комплекс состоит из 44-метрового обелиска, 12 пилонов, вечного огня, 100-метровой стена с названиями городов и деревень, где происходил геноцид.
Дом-музей Сергея Параджанова (арм. Սերգեյ Փարաջանովի տուն-թանգարան) посвящён советско-армянскому режиссёру и художнику Сергею Параджанову. Он был основан в 1988 году. Сам Параджанов выбрал расположение и внешний вид музея. Из-за землетрясения в Спитаке в 1988 году и социально-экономических проблем музей был открыт только в 1991 году, спустя год после смерти художника. В двухэтажном здании представлено 1400 экспонатов. Музей организует временные выставки, публикации и почётные приемы, в том числе ежегодный международный кинофестиваль «Золотой абрикос».
Национальная детская библиотека Хнко-Апера (арм. Խնկո-Ապոր Անվան Ազգային Մանկական Գրադարան) была основана в 1933 году и получила после в 1935 году имя армянского детского писателя Хнко-Апера. В 1980 году она переехала в здание возле Ереванского оперного театра. В библиотеке содержится 500 000 экземпляров печатных изданий, есть собственные отделы для китайской, иранской и немецкой литературы для детей и читальный зал на 100 мест.
Армянский центр современного экспериментального искусства (арм. Նորարար փորձառական արվեստի կենտրոնը (ՆՓԱԿ)  была создана сразу же после распада Советского Союза в 1992 году силами американо-армянской художницы и поэтессы Сони Баласанян с помощью своего мужа, архитектора и урбаниста Эдуарда Баласаняна. Он открылся в 1992 году, начинал с одной выставки в год и со временем стал очень важным центром с более чем 20 мероприятиями в год. В 1995 году центр организовал первый в истории армянский павильон на Биеннале в Венеции. Следующие семь павильонов были также спроектированы Армянским центром экспериментального искусства.

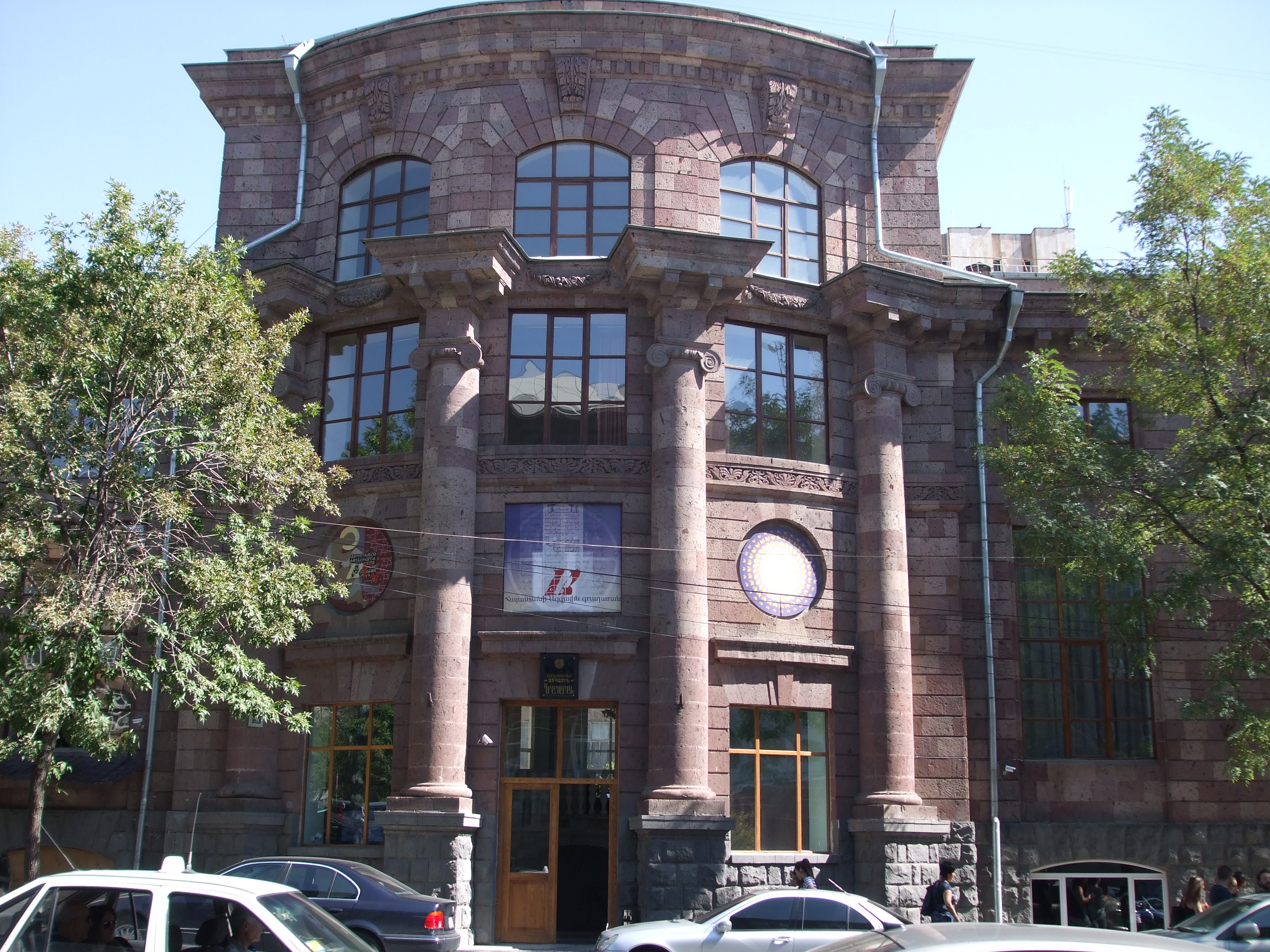
Армянская национальная библиотека
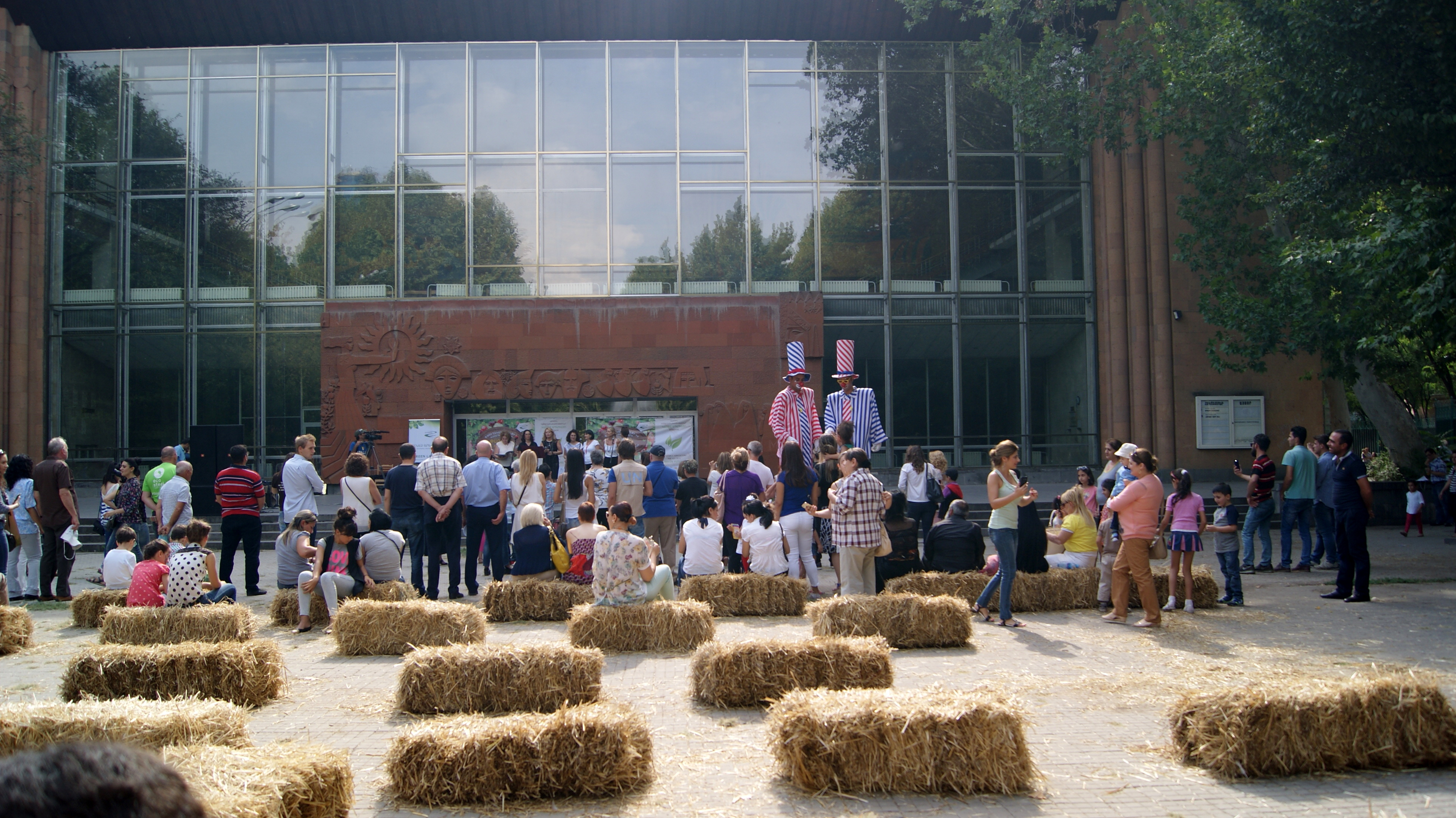
Театр им. Сундукяна
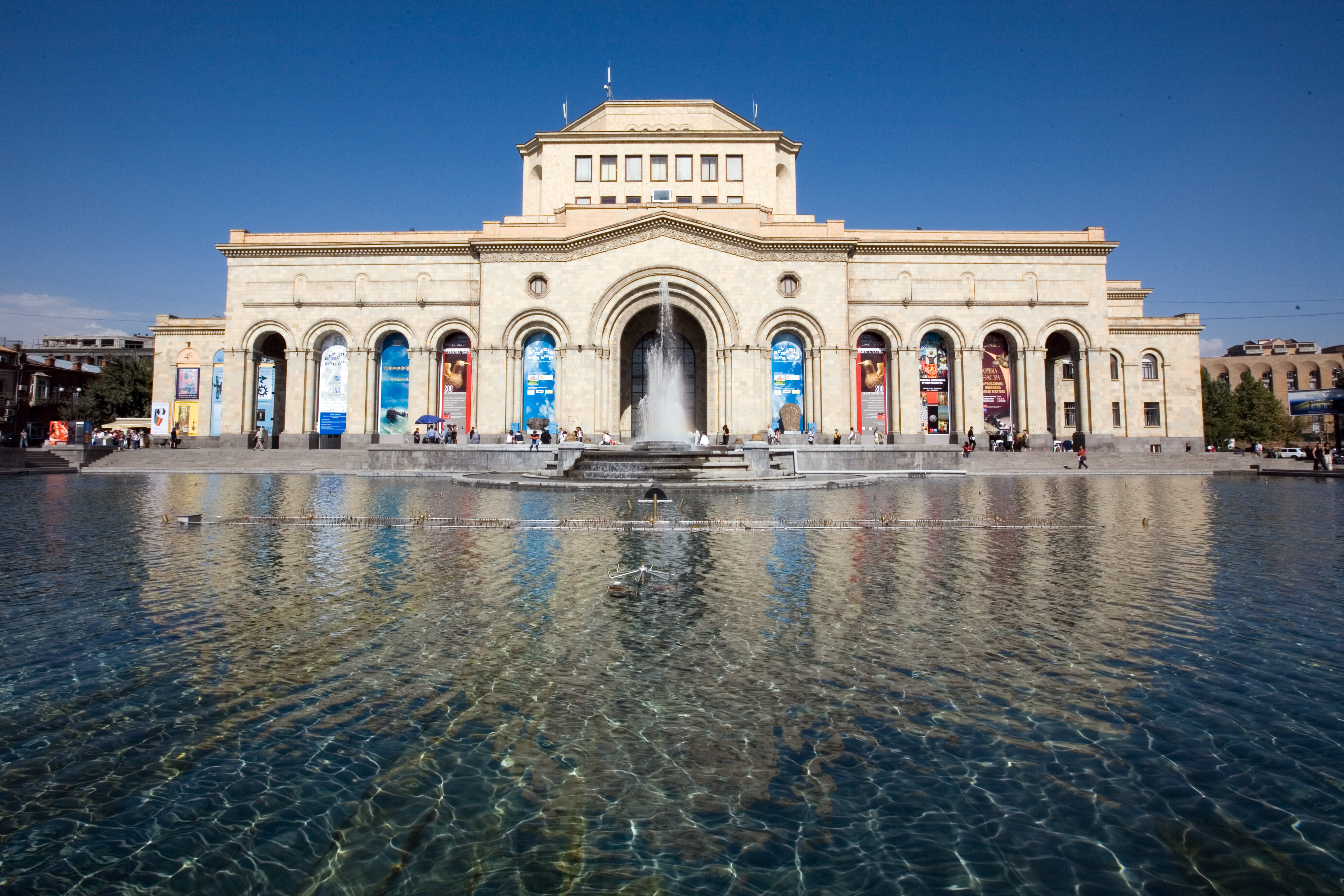
Национальная картинная галерея
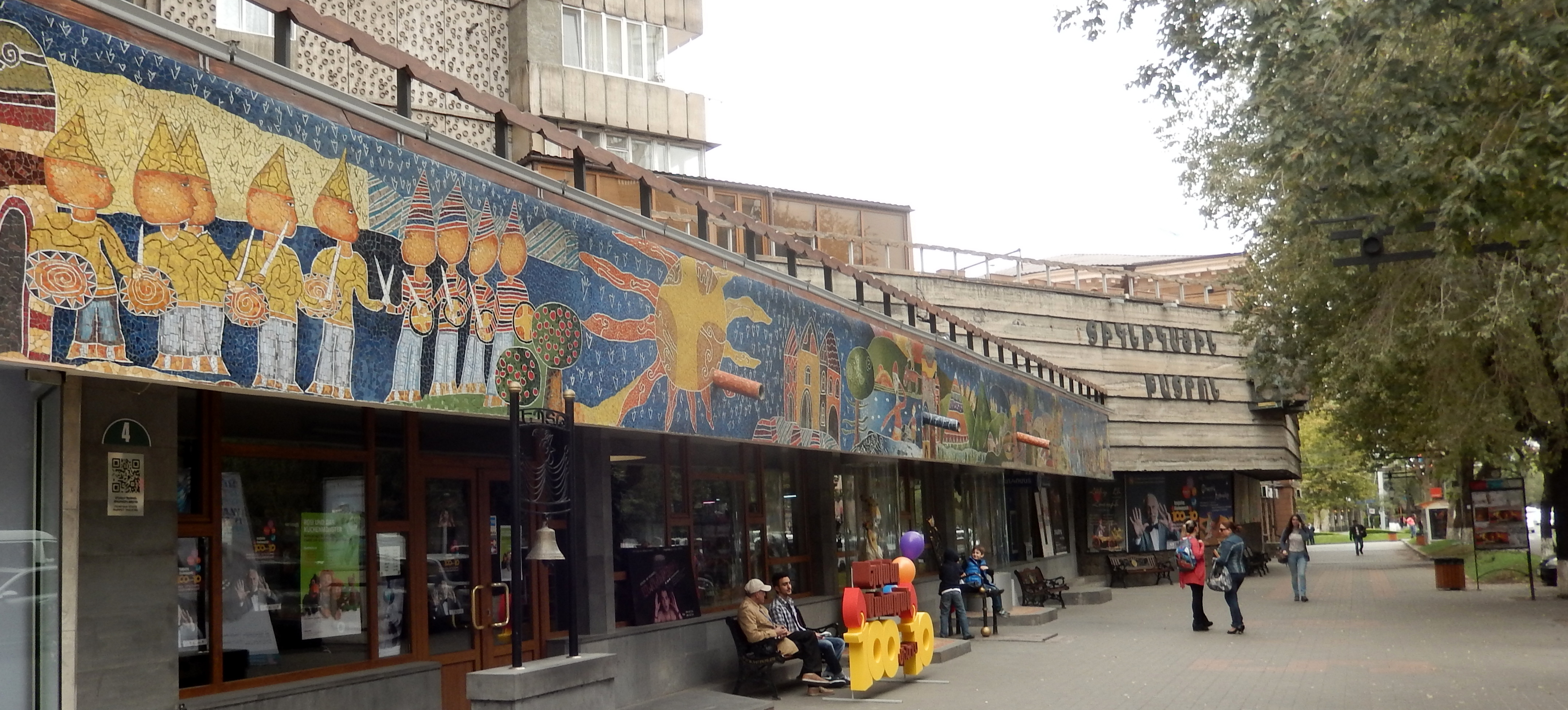
Кукольный театр
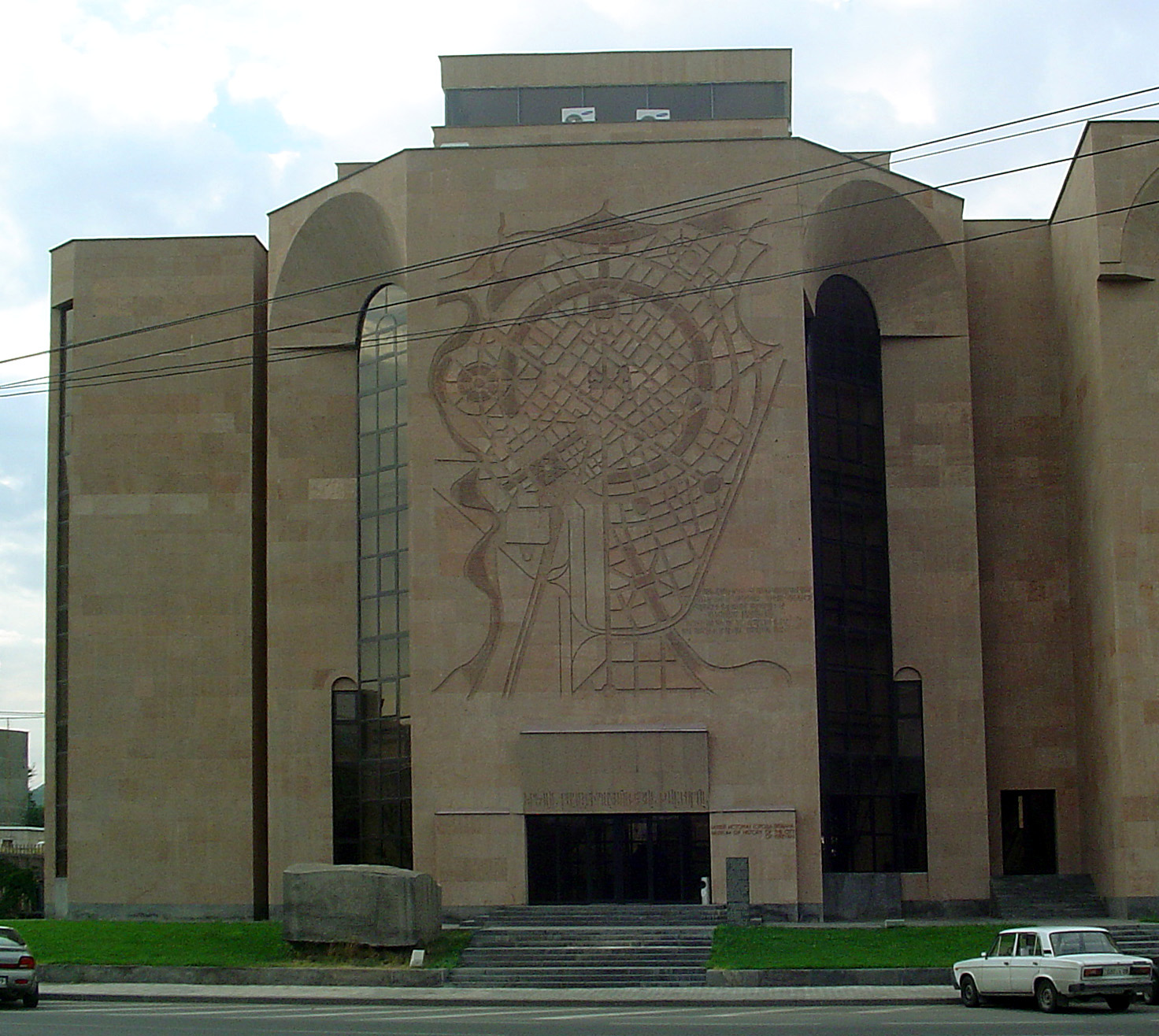
Музей истории Еревана
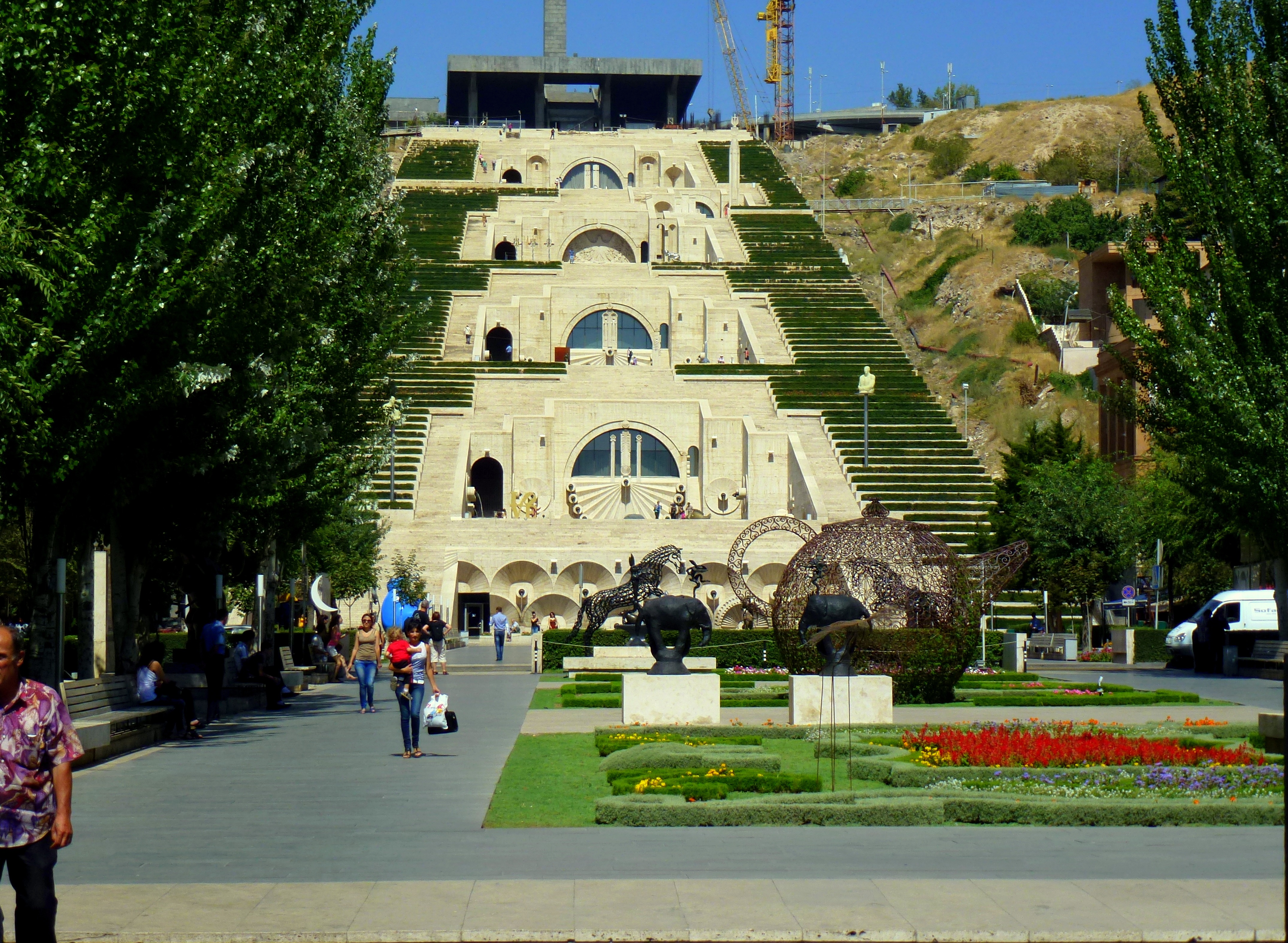
Центр искусств Гафесчяна
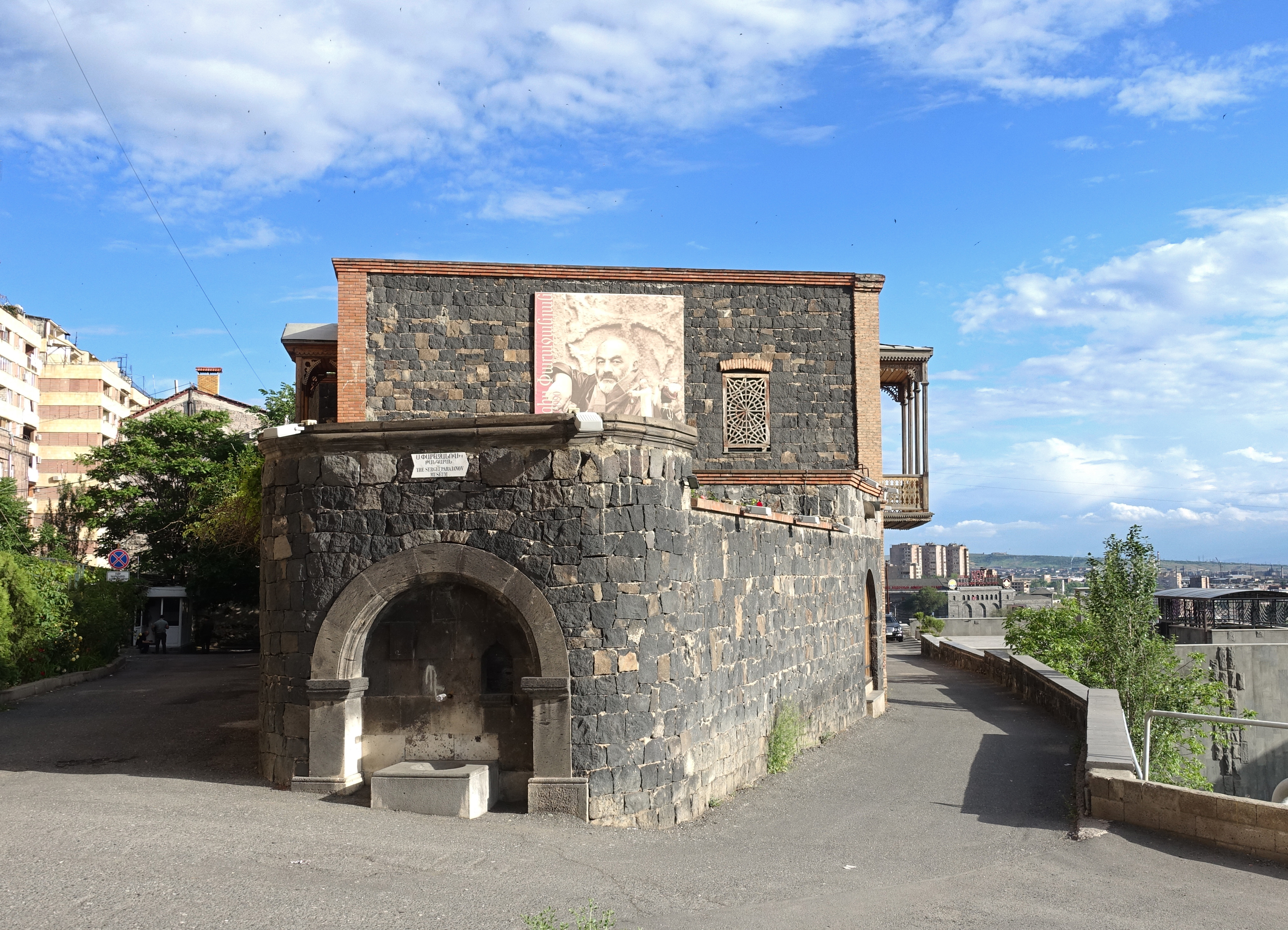
Музей Сергея Параджанова
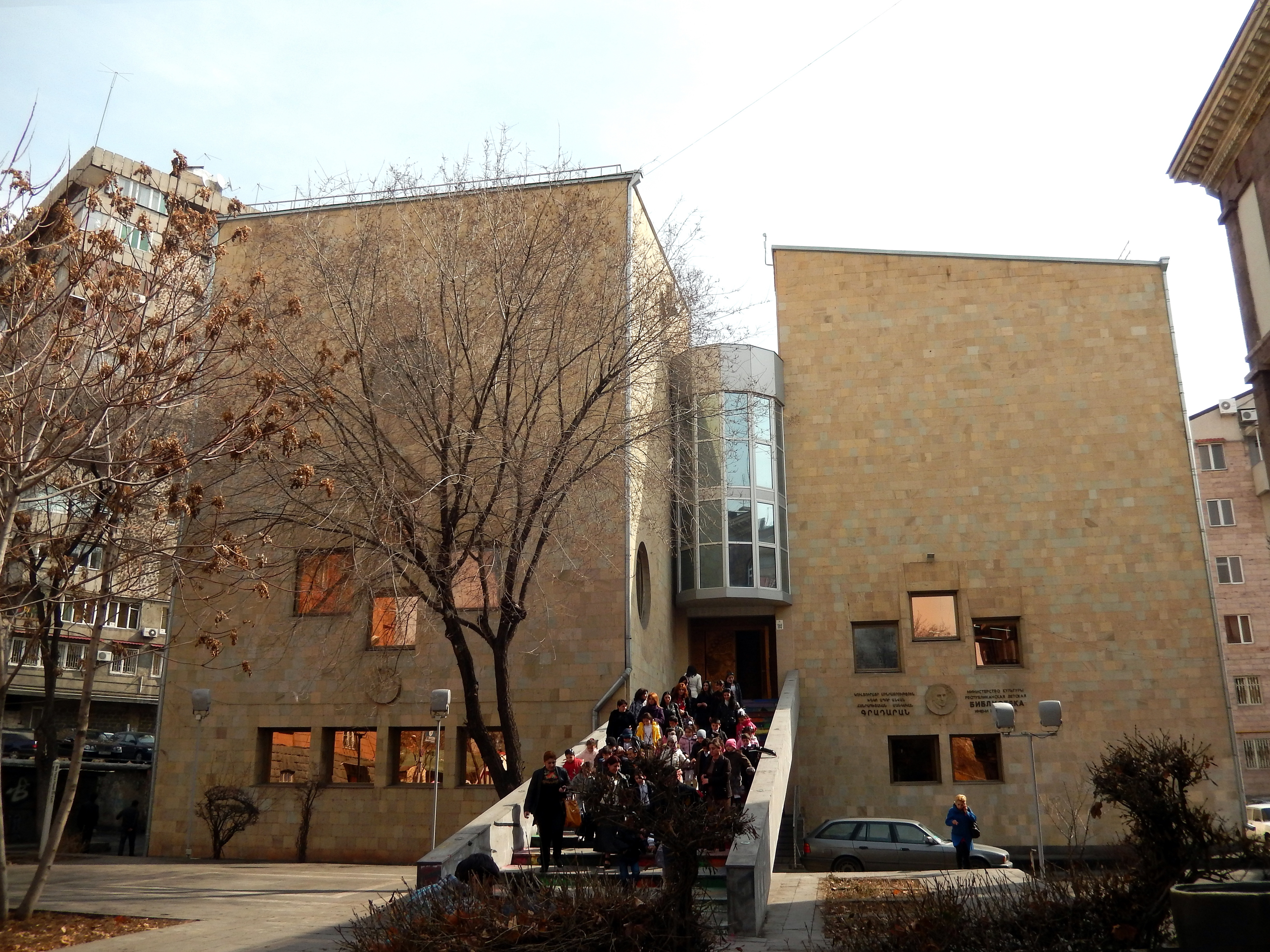
Национальная детская библиотека имени Хнко-Апер
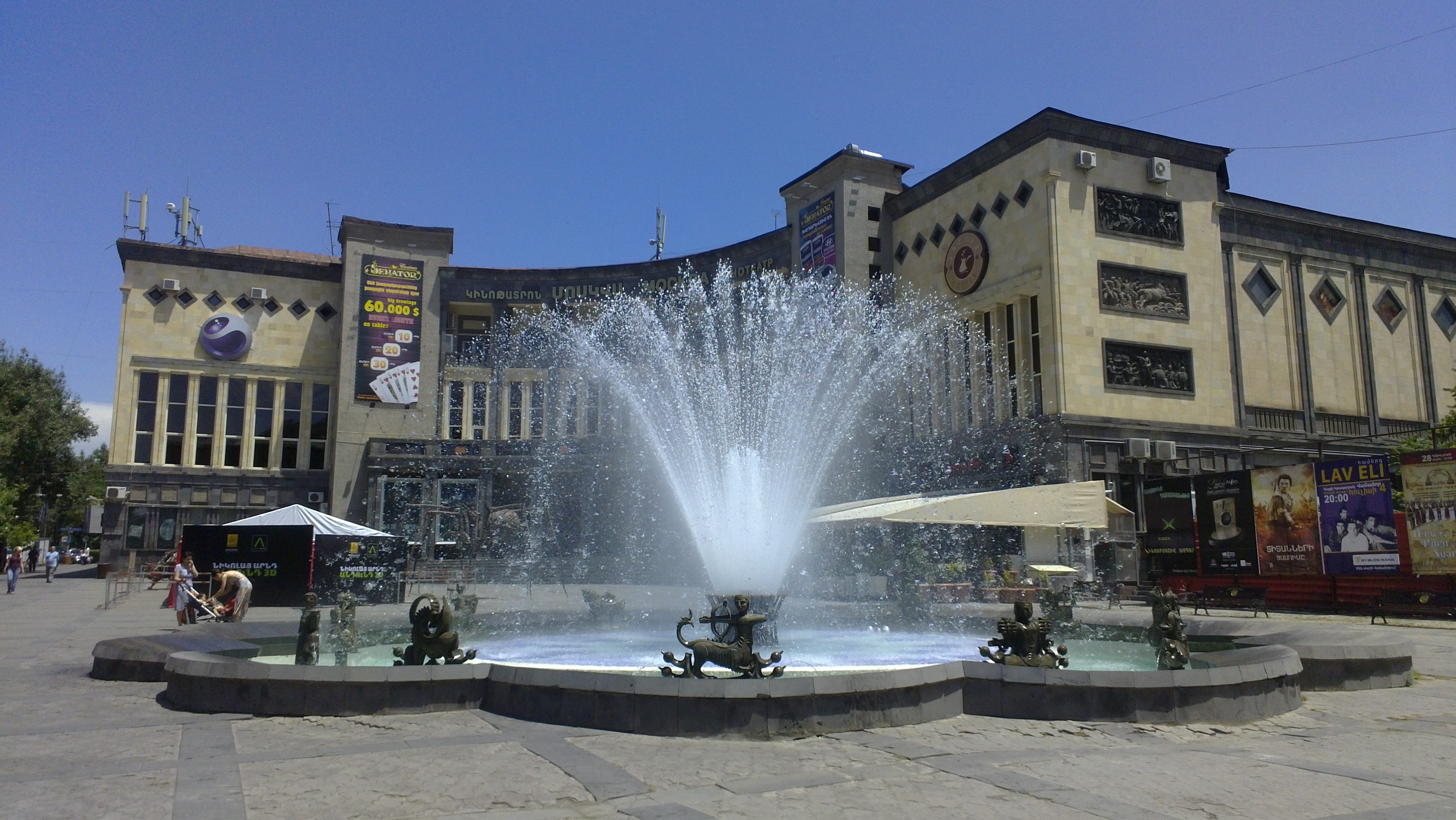
Кинотеатр «Москва»
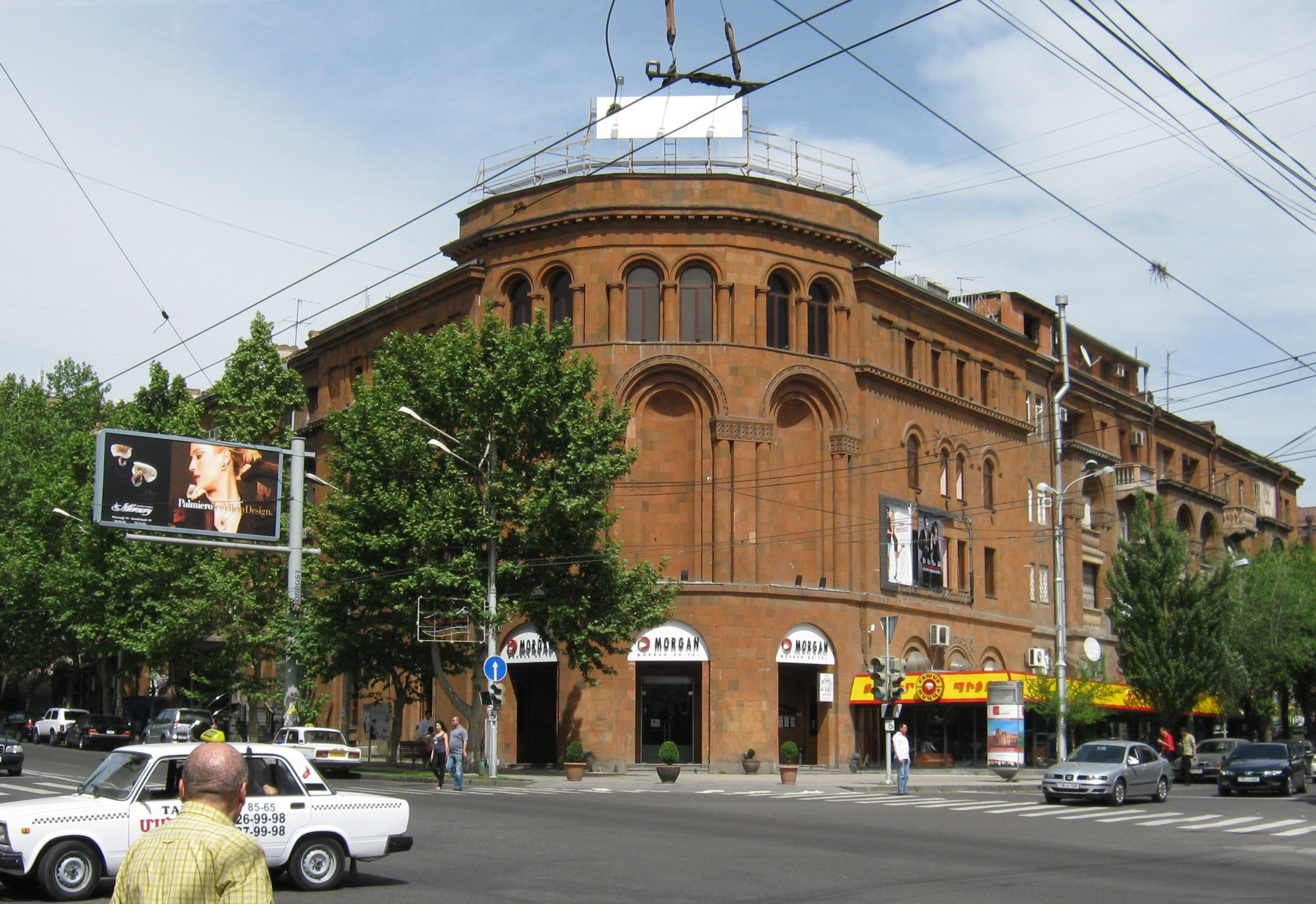
Кинотеатр «Наири»
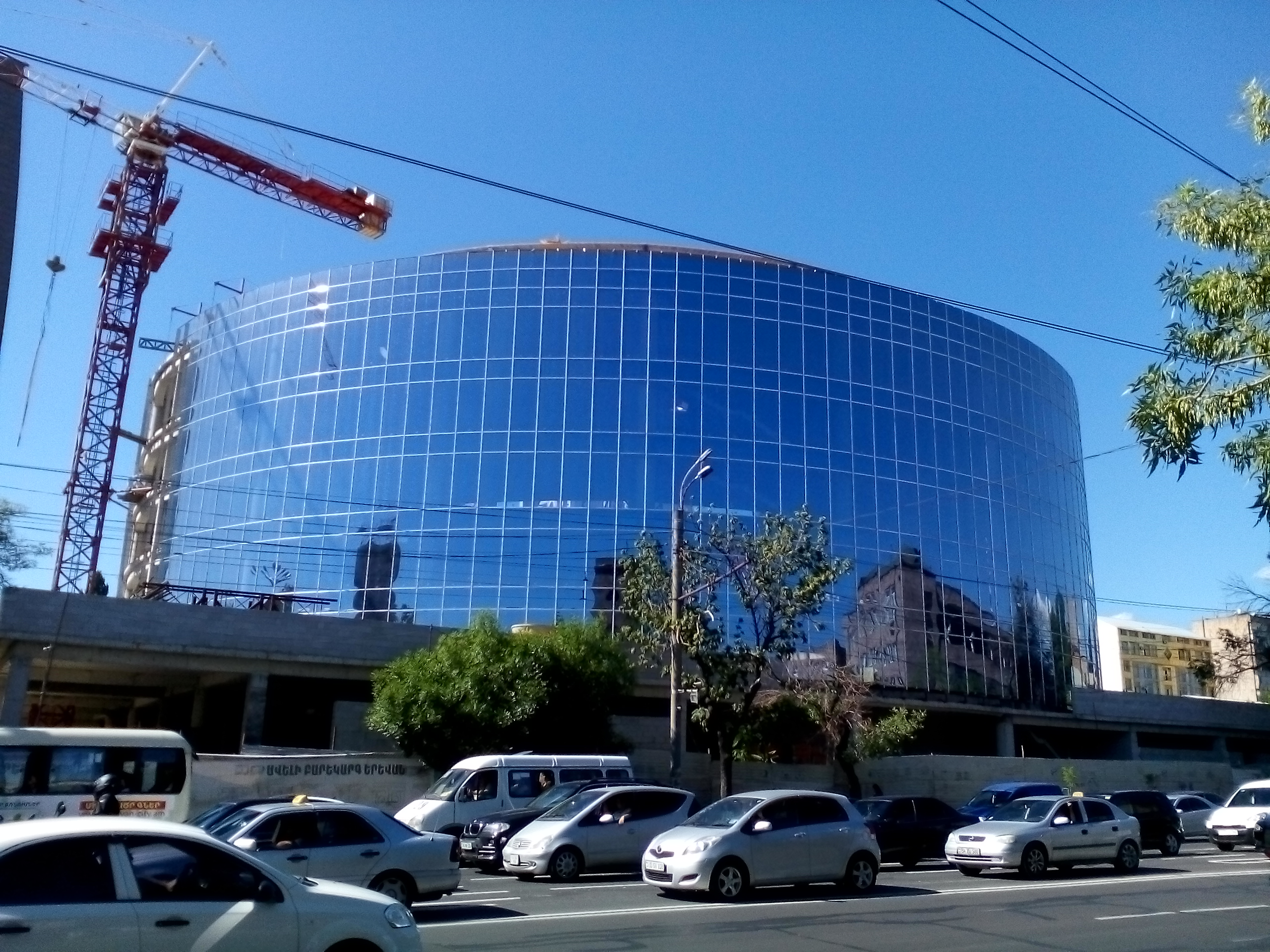
Новое здание Ереванского цирка
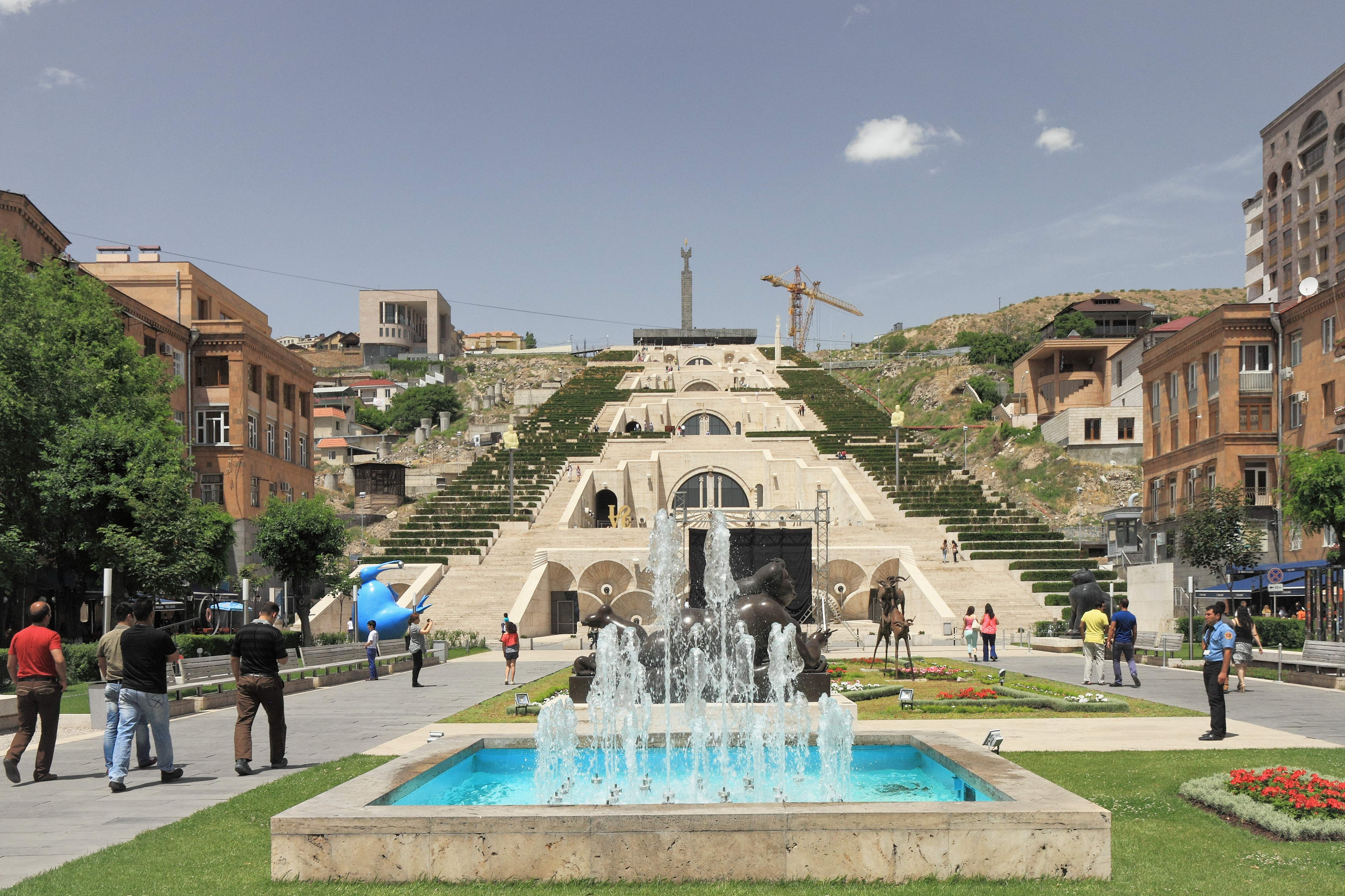
Каскад
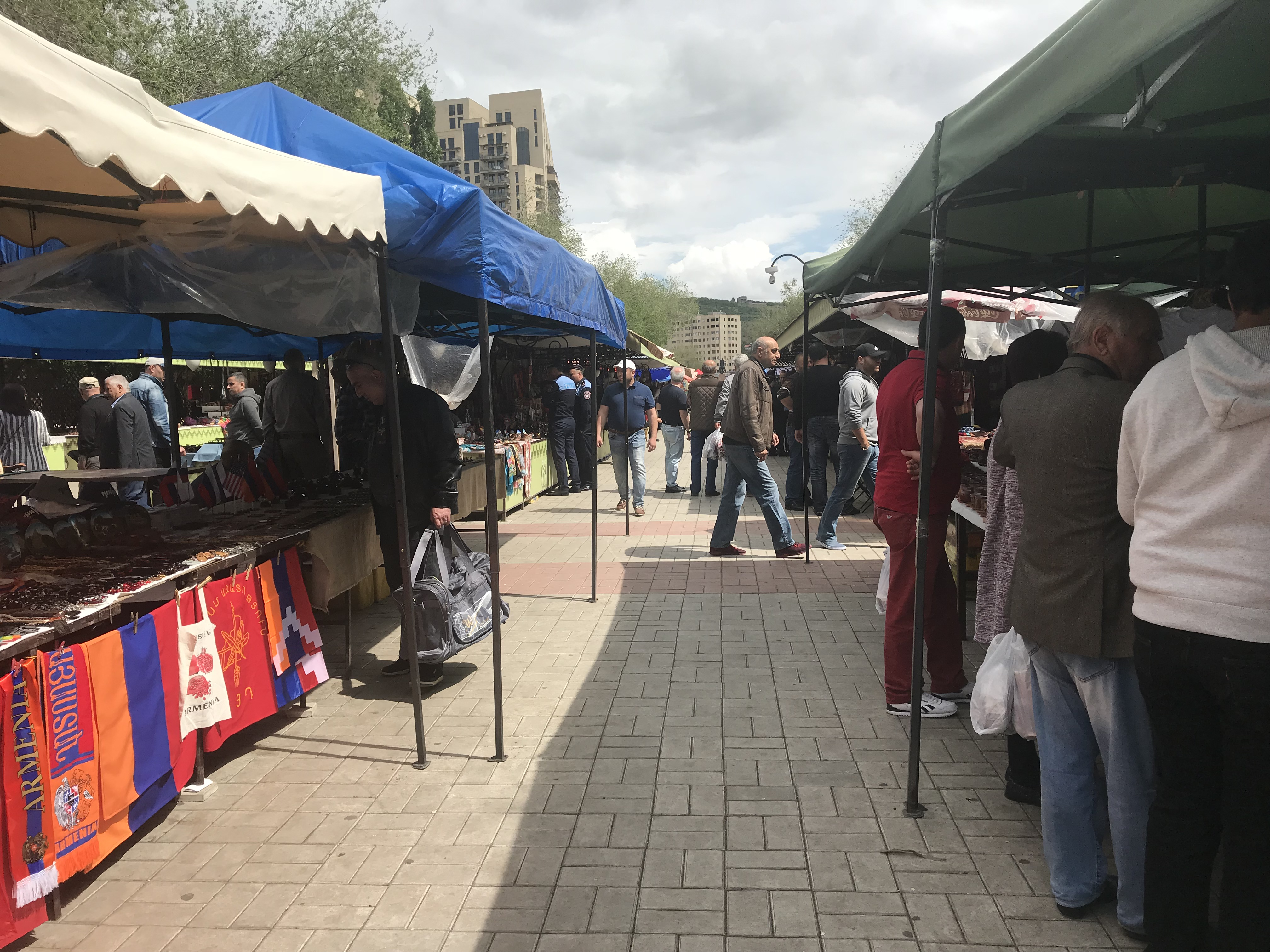
Ярмарка ручных работ «Вернисаж»
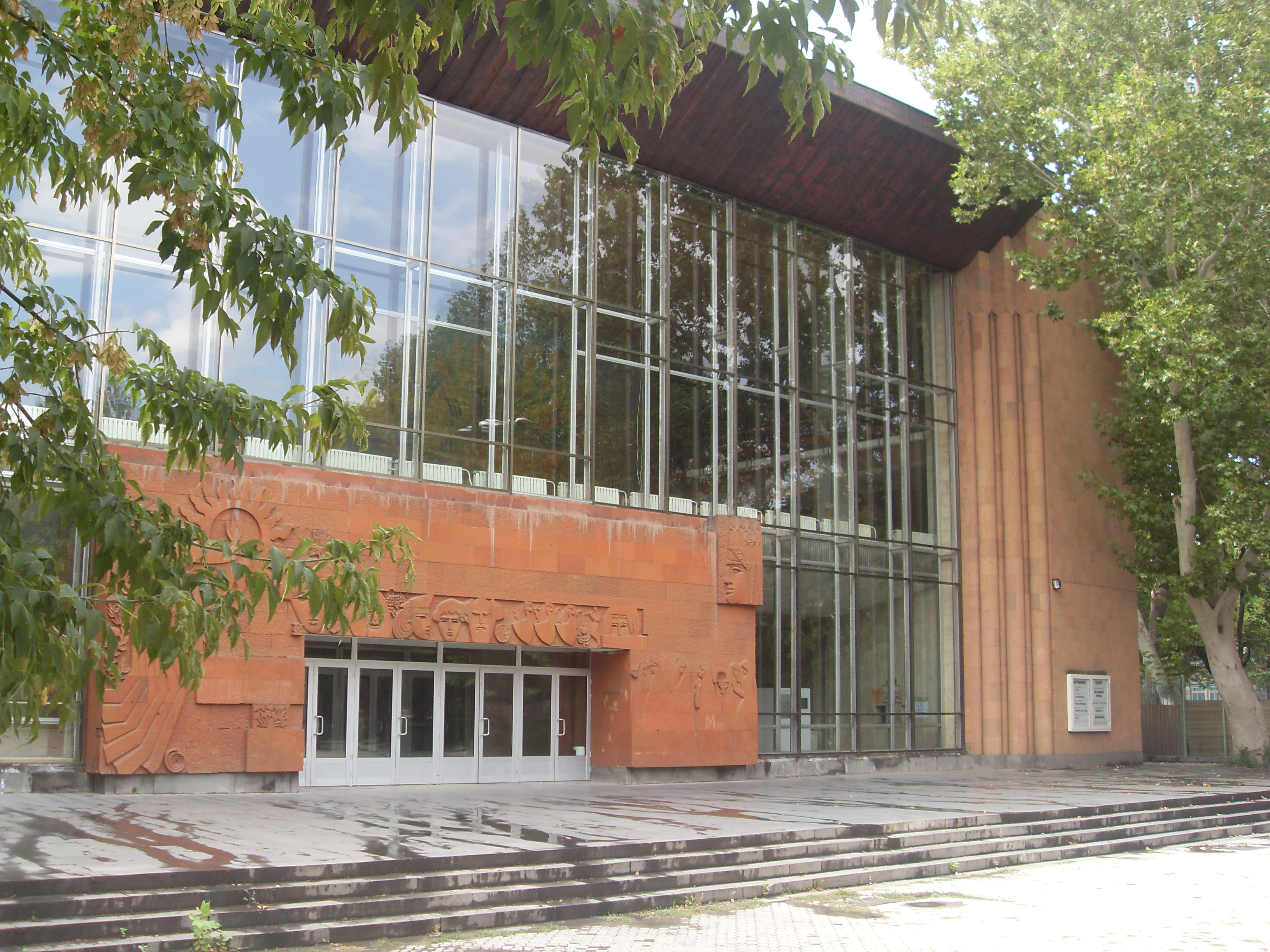
Театр Габриэля Сундукяна
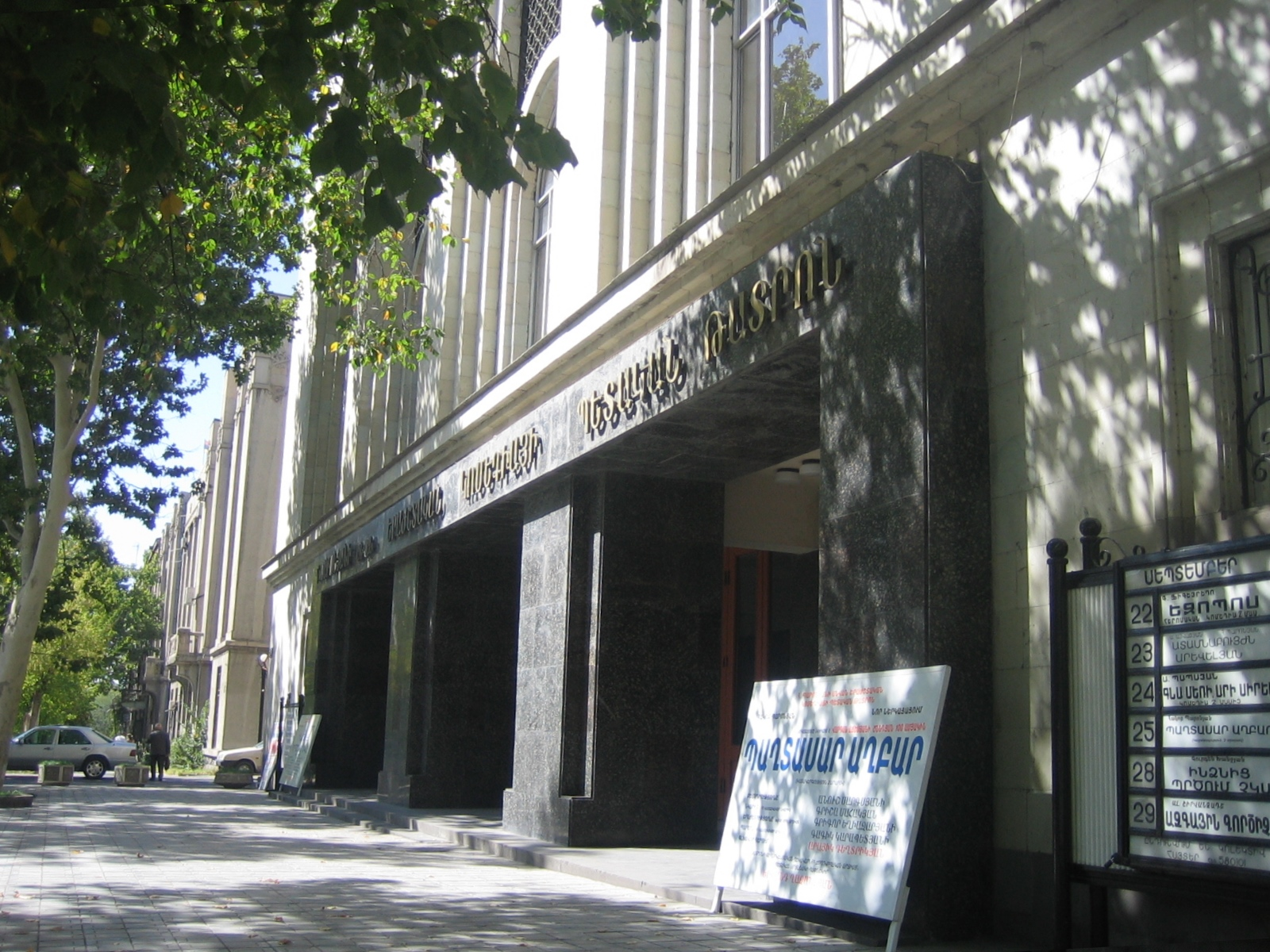
Государственный театр музыкальной комедии им. Пароняна
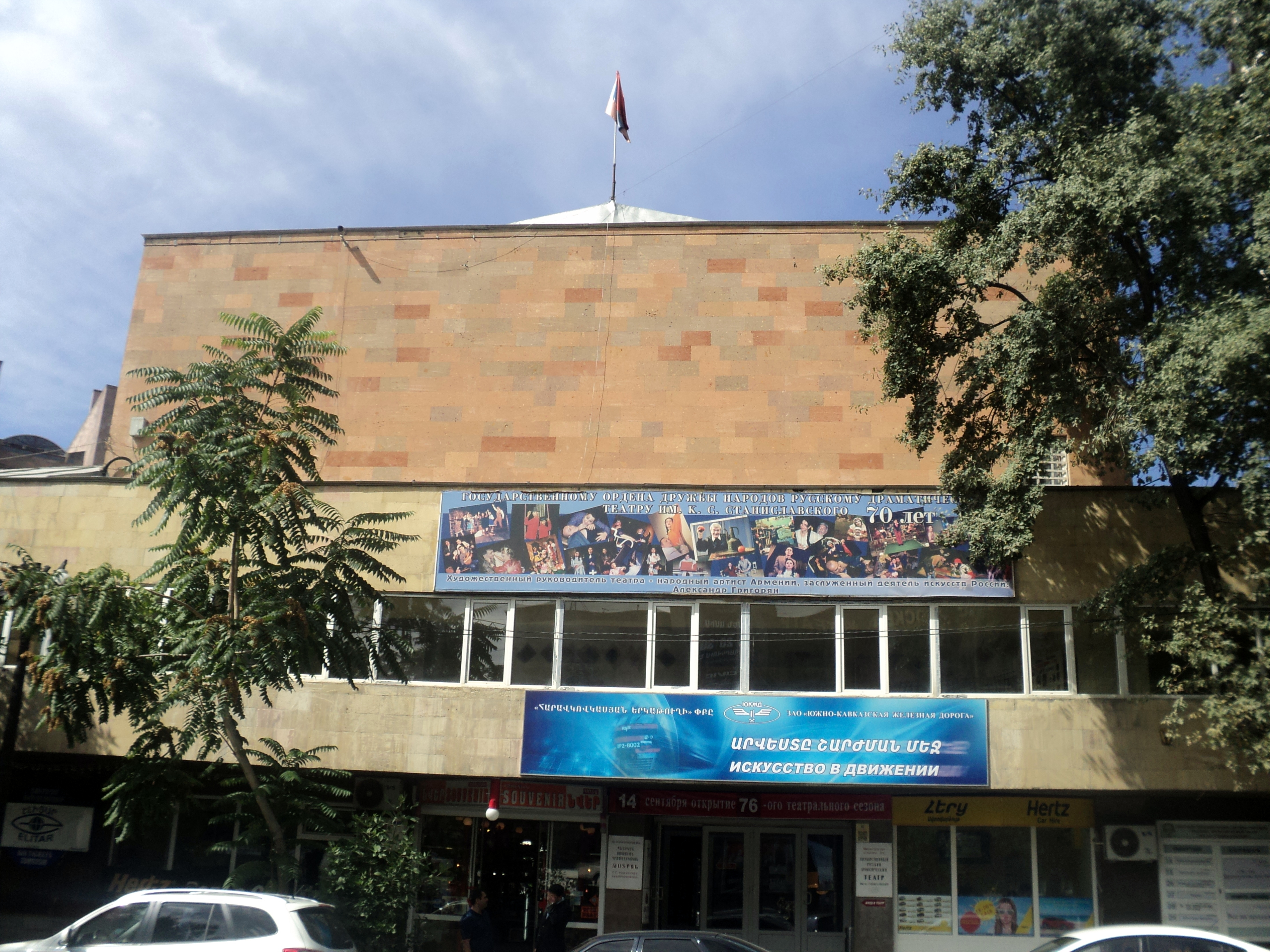
Русский театр им. Станиславского
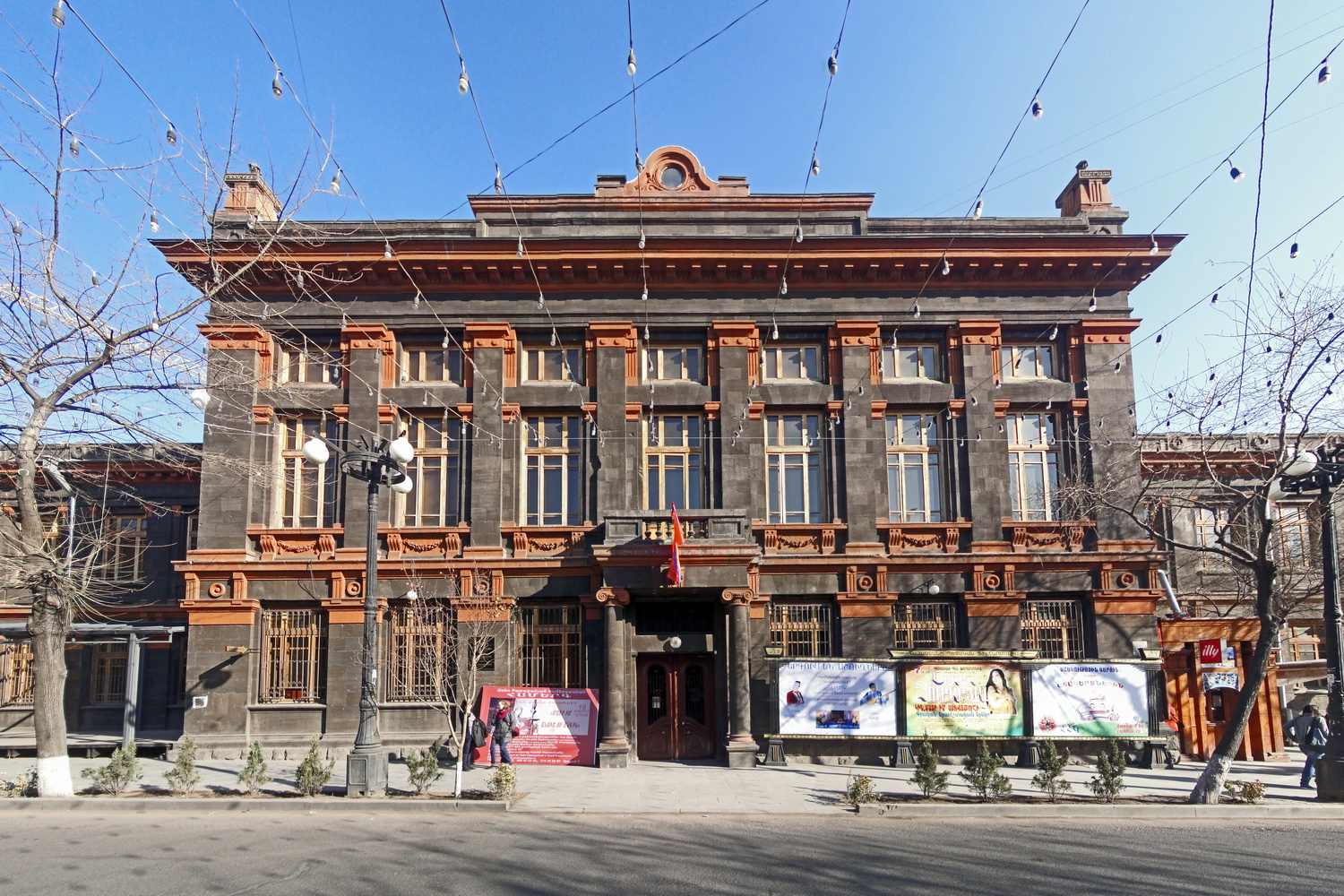
Концертный зал им. Арно Бабаджаняна

Кинотеатр «Наири» (арм. Նաիրի կինոթատրոն) — старейший кинотеатр в Ереване. В 1926 году здесь был представлен первый советско-армянский фильм Саре. Современное здание было построено в 1952—1954 годах по проекту архитектора Александра Таманяна и имеет два зала.
Ереванский цирк (арм. Երևանի կրկես) был построен на месте, где в 1930-х годах был построен временный деревянный циркулярный цирк. Здание 1939 года было прочным зданием, которое было заменено в 1962 году новым зданием. В 2011 году цирк сильно нуждался в ремонте, был взорван в 2012 году, а строительство нового здания началось в 2014 году. Высота купола составляет 21 м. Есть 1700 зрительских мест.
Ереванский каскад (арм. Կասկադ համալիր) — это монументальный комплекс лестниц, фонтанных каскадов и Центра искусств Кафесчжана с выставочными залами и садом скульптур. Комплекс был построен в 1971 году и был частично завершён в 1980 году. На втором этапе строительства с 2002 по 2009 год был создан центр искусств. Строительство остановилось в результате глобального финансового кризиса 2008 года.
Вернисаж (арм. Վերնիսաժ) — это арт-рынок, открытый по выходным. На рынке в основном представлена продукция различных видов традиционных произведений армянского искусства: ковры, одежда ручной работы, сувениры, картины.

## Транспорт

### Метро
На территории Кентрона находятся 4 станции Ереванского метрополитена, с севера на юг: Маршал Баграмян, Еритасардакан, Площадь Республики и Зоравар Андраник. Первый пусковой участок Ереванского метро (7 марта 1981) полностью расположился в этом районе, причём станции «Площадь Республики» и «Зоравар Андраник» были открыты на действующем перегоне впоследствии (11 июля 1983 и 2 декабря 1989 соответственно). Поскольку линия прошла через район плотной исторической застройки, все станции глубоко заложены и построены закрытым способом, без разрытия котлована.

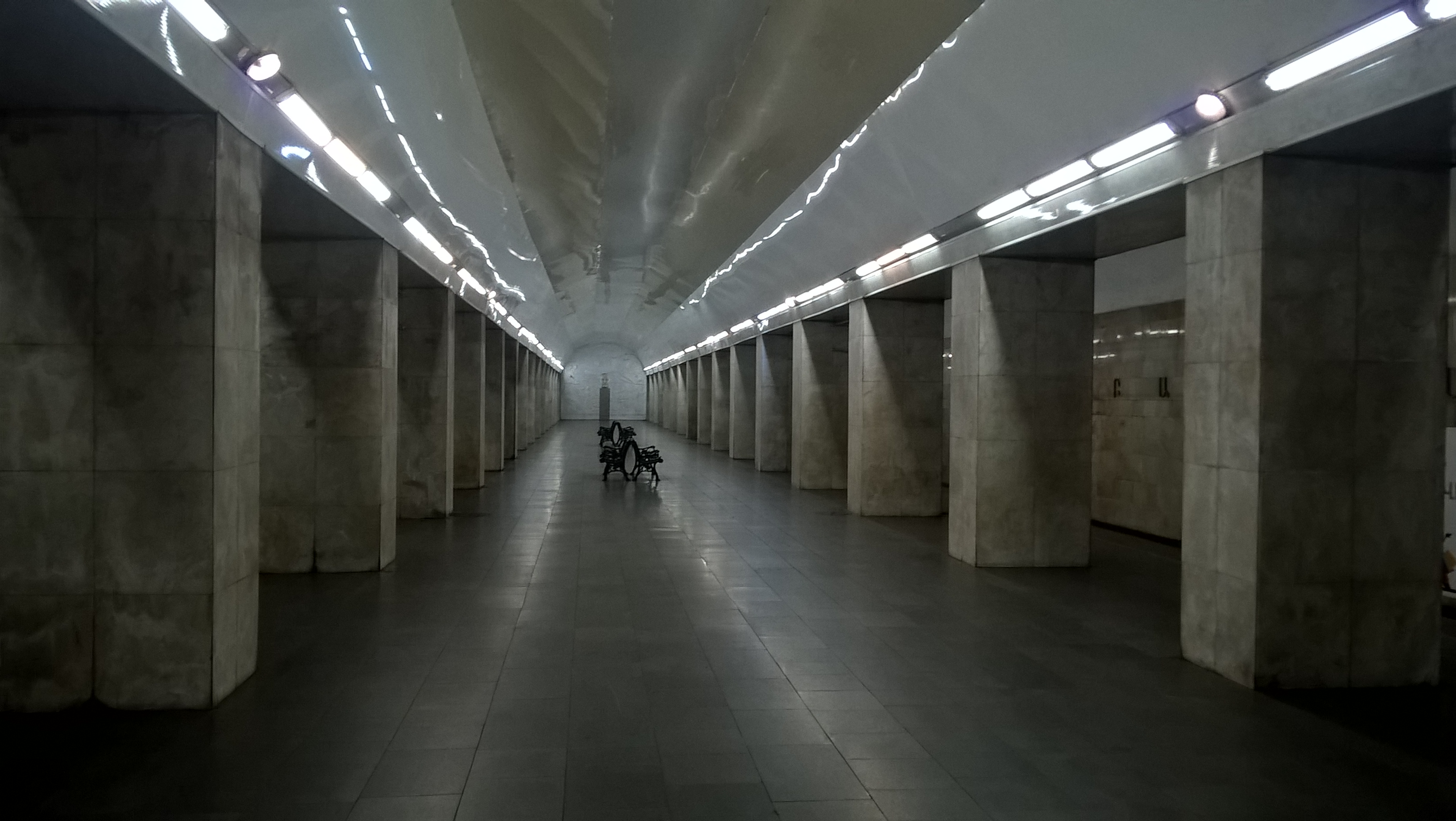
Маршал Баграмян
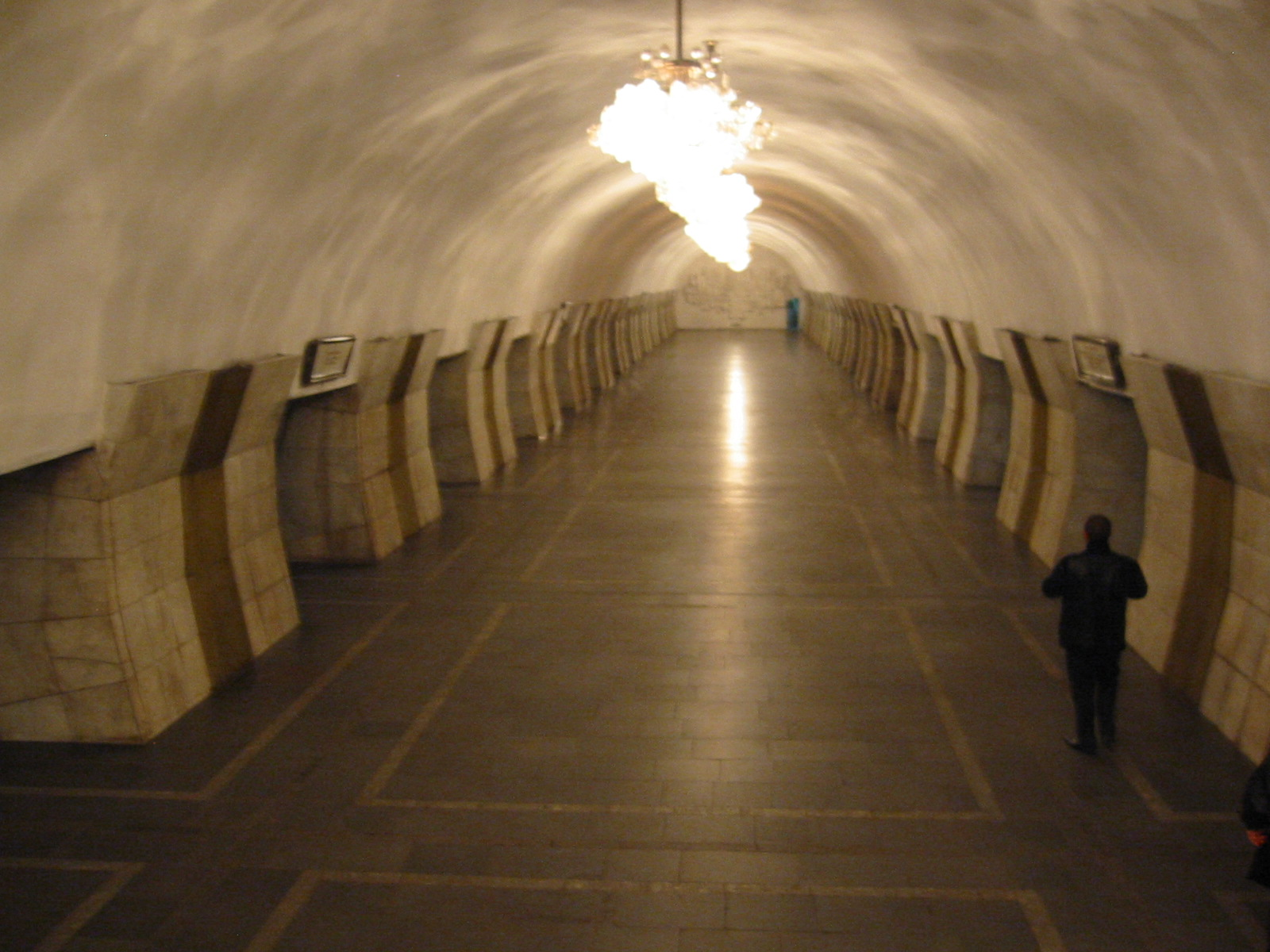
Еритасардакан
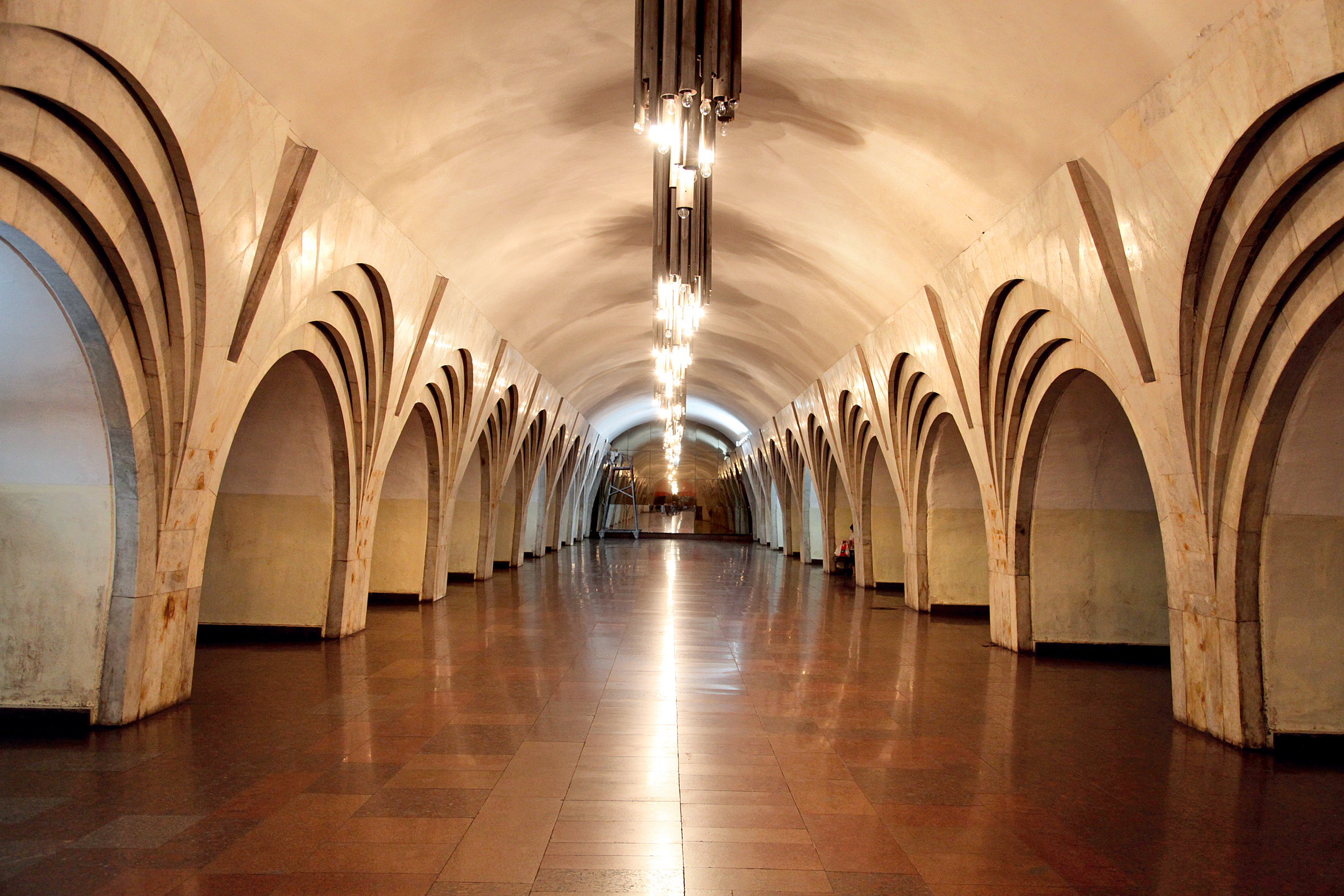
Площадь Республики
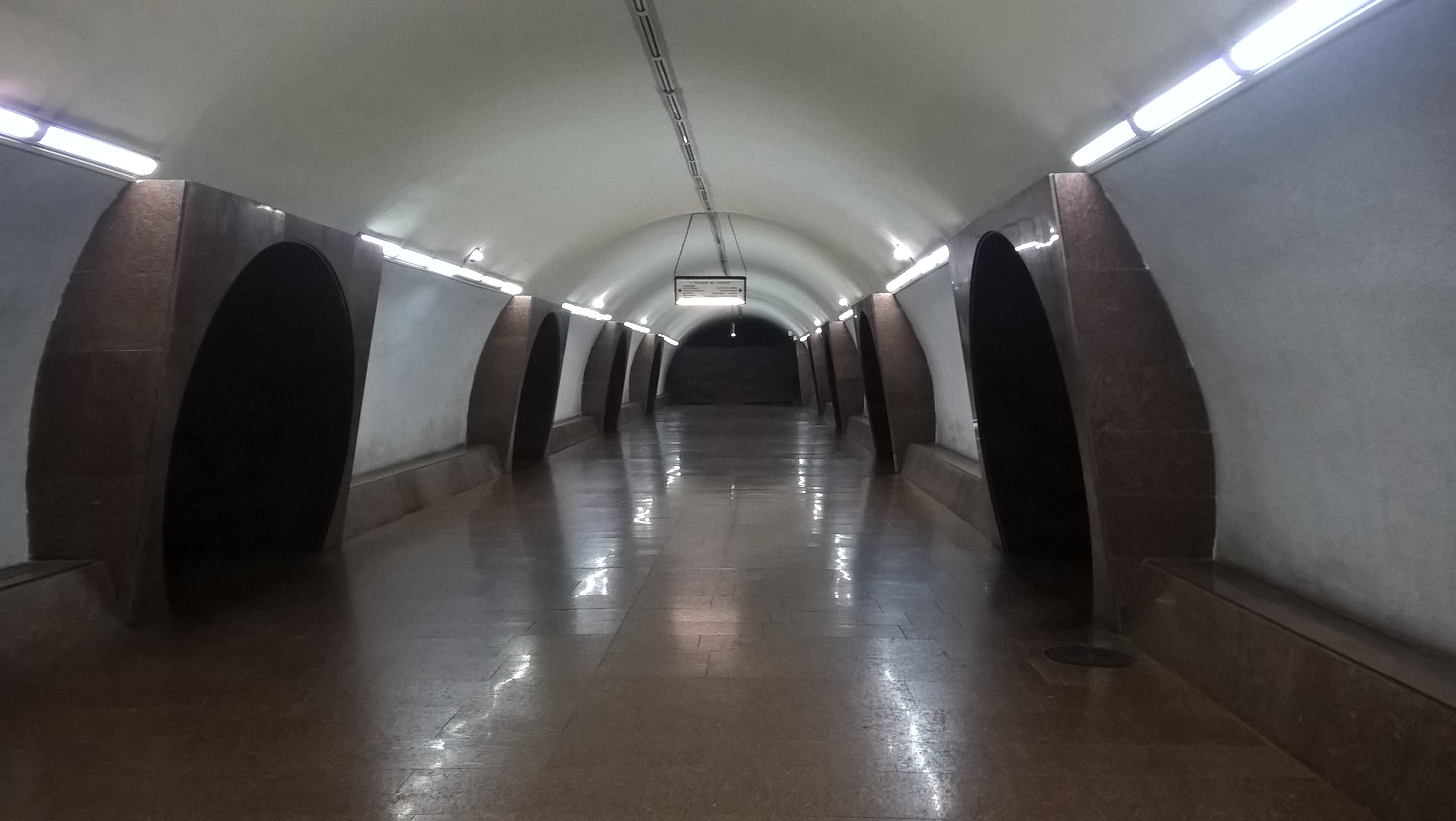
Зоравар Андраник

### Железнодорожный транспорт
В Кентроне нет железнодорожных станций и вокзалов. Ближайший вокзал — Ереванский вокзал находящиеся в административном районе Эребуни. На территории района находятся некоторые тупики вокзальных путей.
В Разданском ущелье расположена Ереванская детская железная дорога, действующая летом.

### Улично-дорожная сеть
Дорожная сеть характеризуется очертаниями исторического центра города.
Генплан города создавший современную структуру Кентрона создан Александром Таманяном.
Центральная часть (ядро района) по дуге окружена несколькими крупными улицами. Основные магистральные дороги — проспект Маршала Баграмяна, проспект Тиграна Меца, проспект Саят-Новы, проспект Месропа Маштоца, улица Мхитара Гераци, улица Абовяна . Важными площадями являются площадь Республики, площадь Франции, площадь Шарля Азнавура, площадь Сахарова и площадь Свободы.

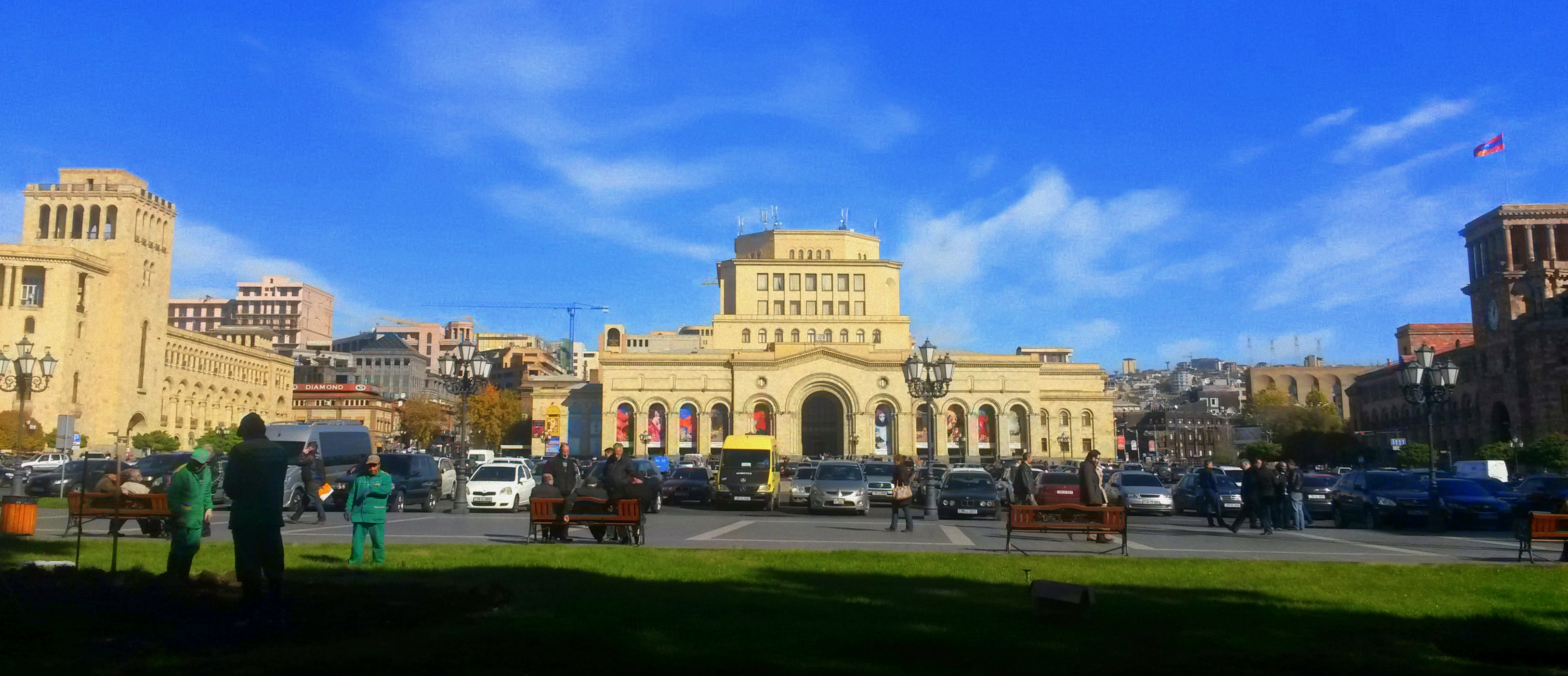
Площадь Республики. В центре фото здание Музея Истории и Национальной Картинной Галереи.
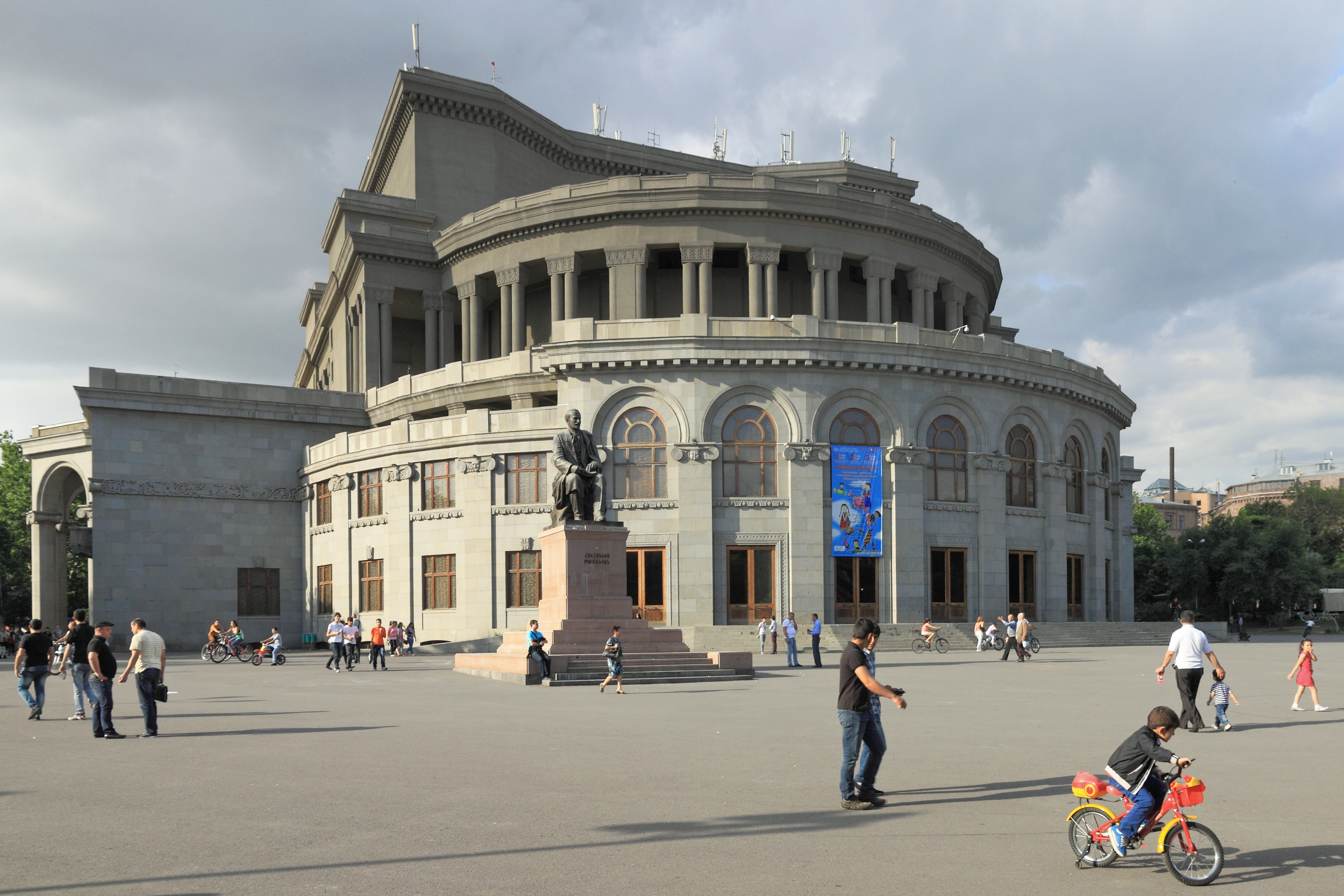
Площадь Свободы. Театр оперы и балета им. А. Спендиарова.
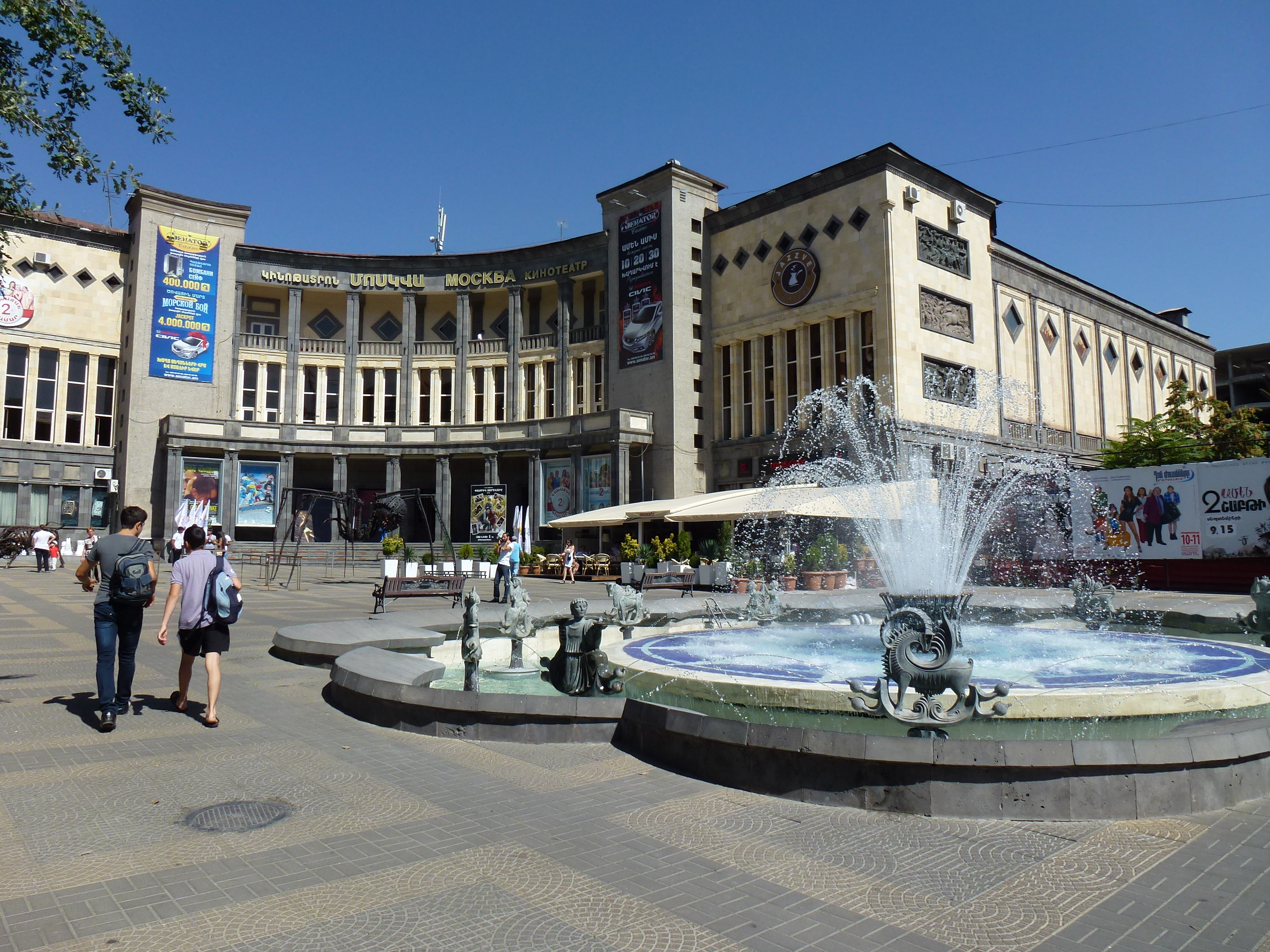
Площадь Шарля Азнавура. Кинотеатр «Москва».
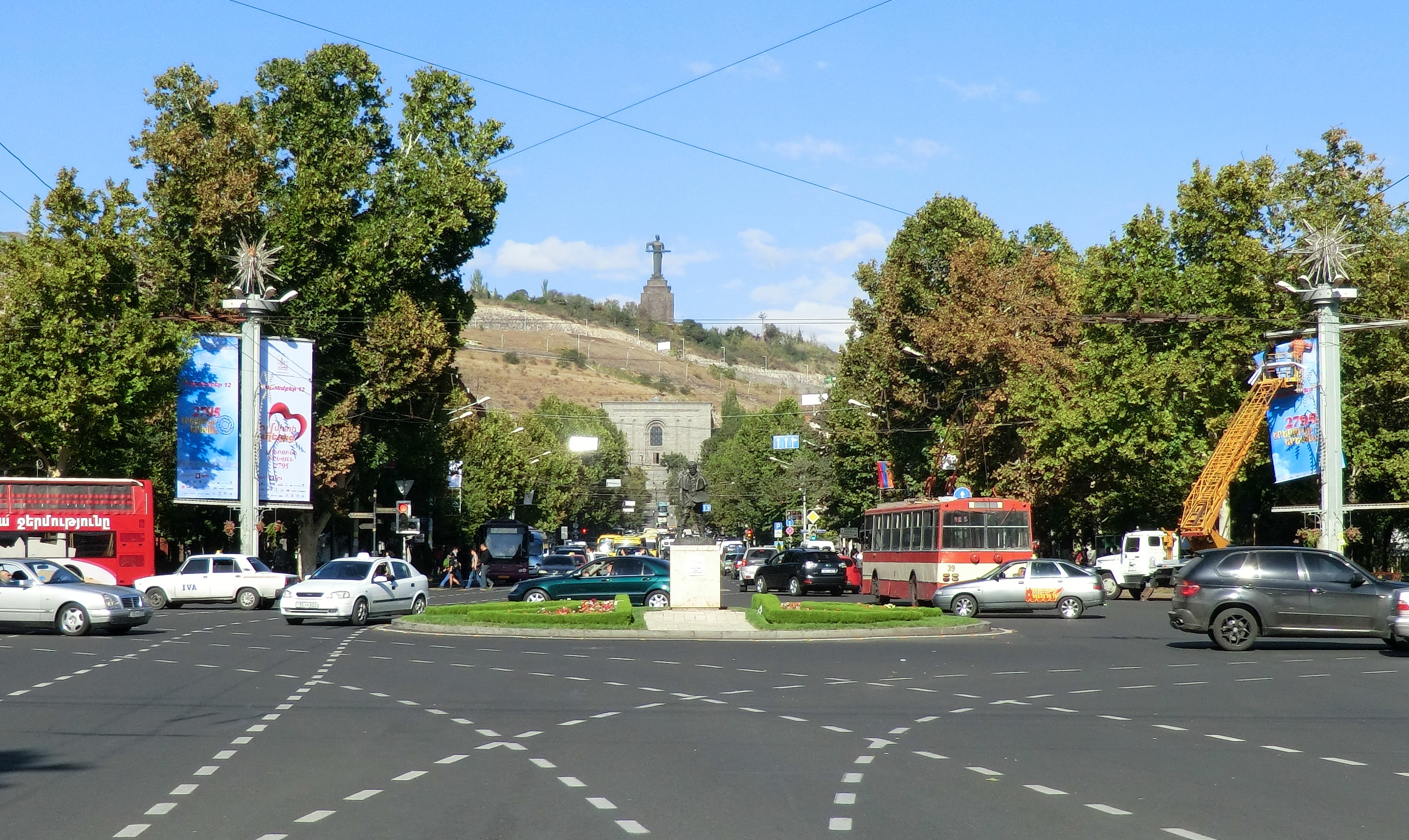
Площадь Франции со скульптурой Жюля Бастьен-Лепажа работы Огюста Родена центре.

## Экономика
В районе Кентрон расположены офисные и правительственные здания, в которых находятся банки, государственные учреждения и учебные заведения. Вдоль главных дорог расположены высококлассные магазины (бутики). Здесь расположен, помимо всего прочего, Центральный банк Республики Армения.

### Торговые объекты

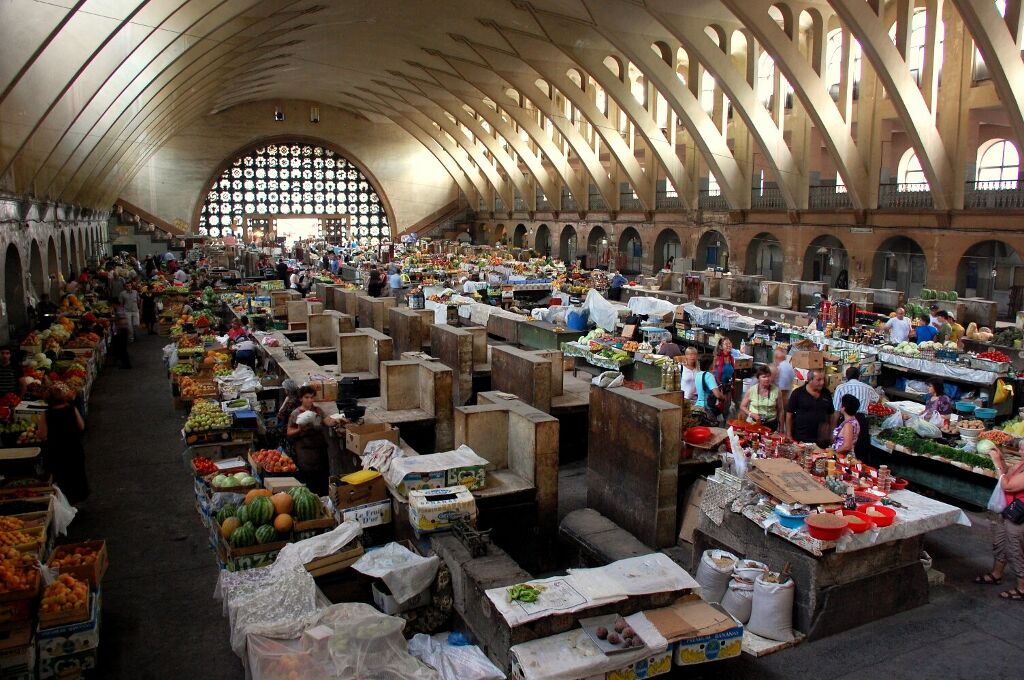
Старый интерьер центрального крытого рынка.

В районе расположено несколько рынков. В том числе, Центральный крытый рынок, здание которого является памятником архитектуры, и знаменитый блошиный рынок «Вернисаж».
Кентрон имеет и несколько торговых центров: «Сити Проспект» (принадлежит компании Ереван Сити), «Ташир Центр» и подземный «Ташир Стрит» (оба принадлежат российской группе компаний «Ташир»), «Метроном» и другие.

### Промышленность
В Кентроне нет крупных промзон. Тем не менее, здесь расположены 2 всемирно известных алкогольных предприятия:
- Ереванский коньячный завод
- Ереванский коньячно-винно-водочный комбинат «Арарат»

### Туризм
На территории района расположено несколько гостиниц и хостелов.

## Образование

### Школы
В районе есть около 20 общеобразовательных школ.

### Высшие учебные заведения
На территории района находится большое количество старейших и известнейших вузов Армении, как-то:
- Ереванский государственный университет
- Армянский национальный университет строительства и архитектуры
- Ереванская государственная консерватория имени Комитаса
- Государственный институт физической культуры и спорта Армении
- Армянский государственный педагогический университет имени Хачатура Абовяна
- Ереванский государственный медицинский университет имени Мхитара Гераци
- Национальный политехнический университет Армении
- Ереванский государственный лингвистический университет имени В. Я. Брюсова
- Армянский государственный экономический университет

Здесь же расположено главное научное заведение страны — Национальная академия наук Республики Армения.

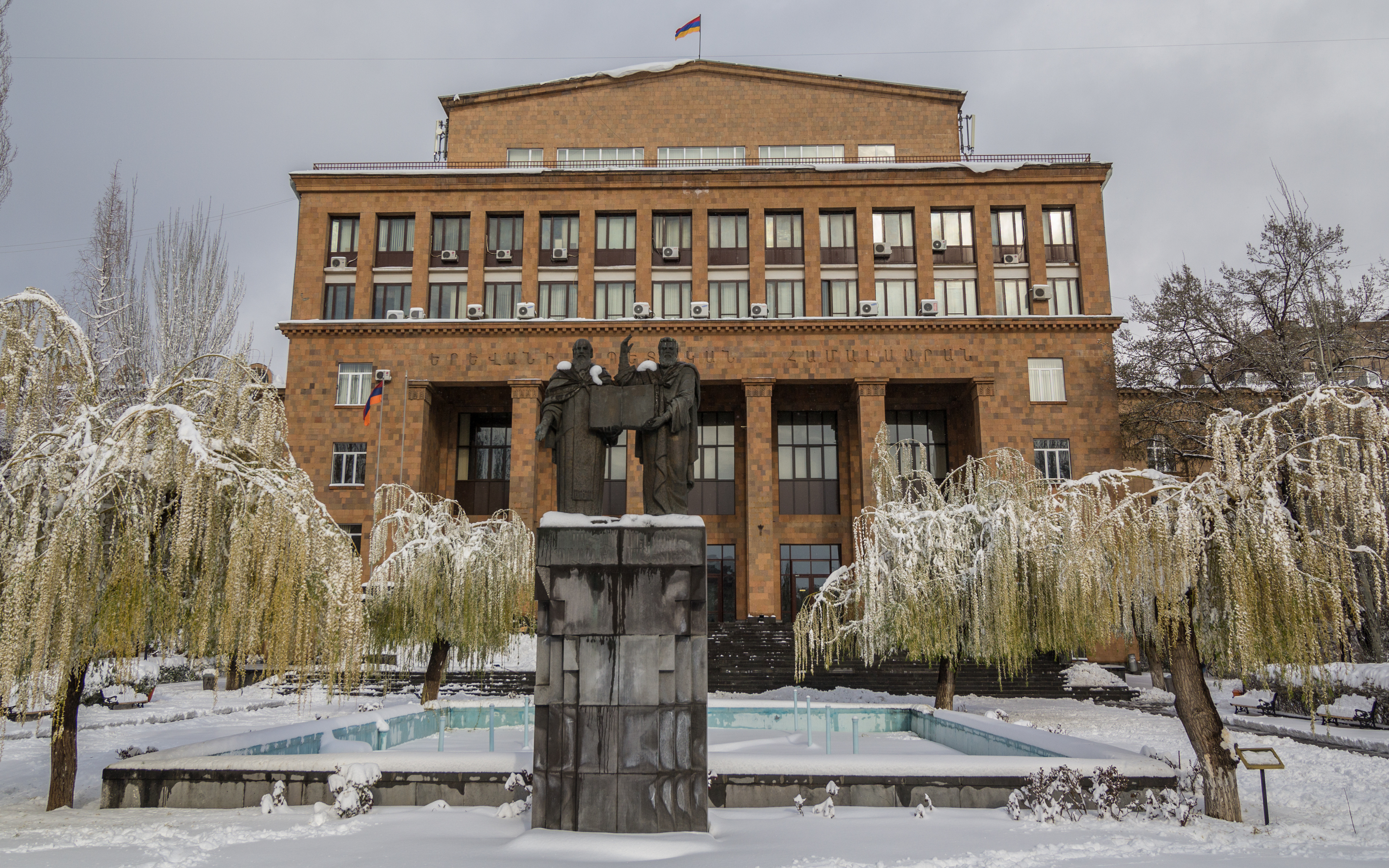
Ереванский государственный университет
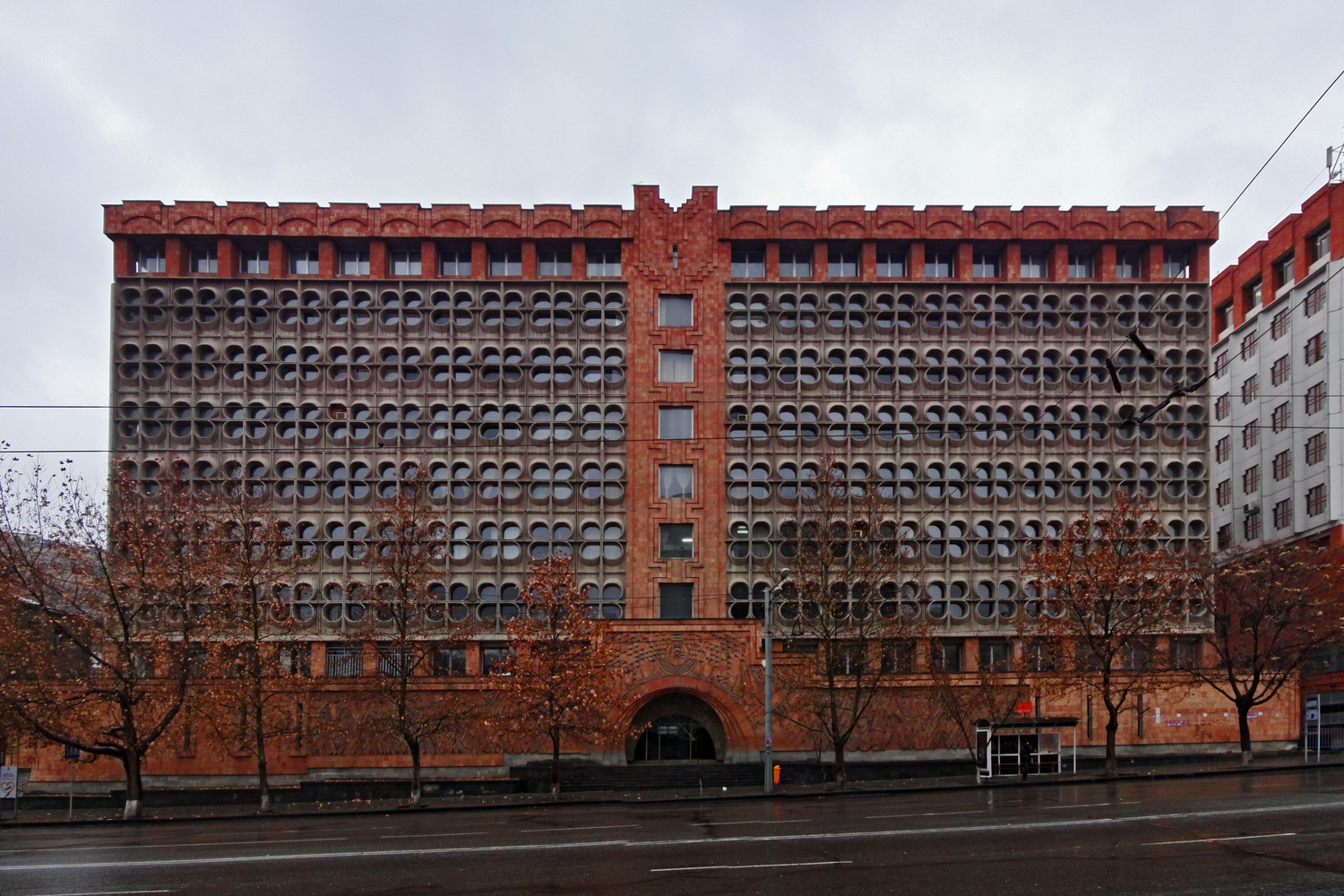
Армянский национальный университет строительства и архитектуры
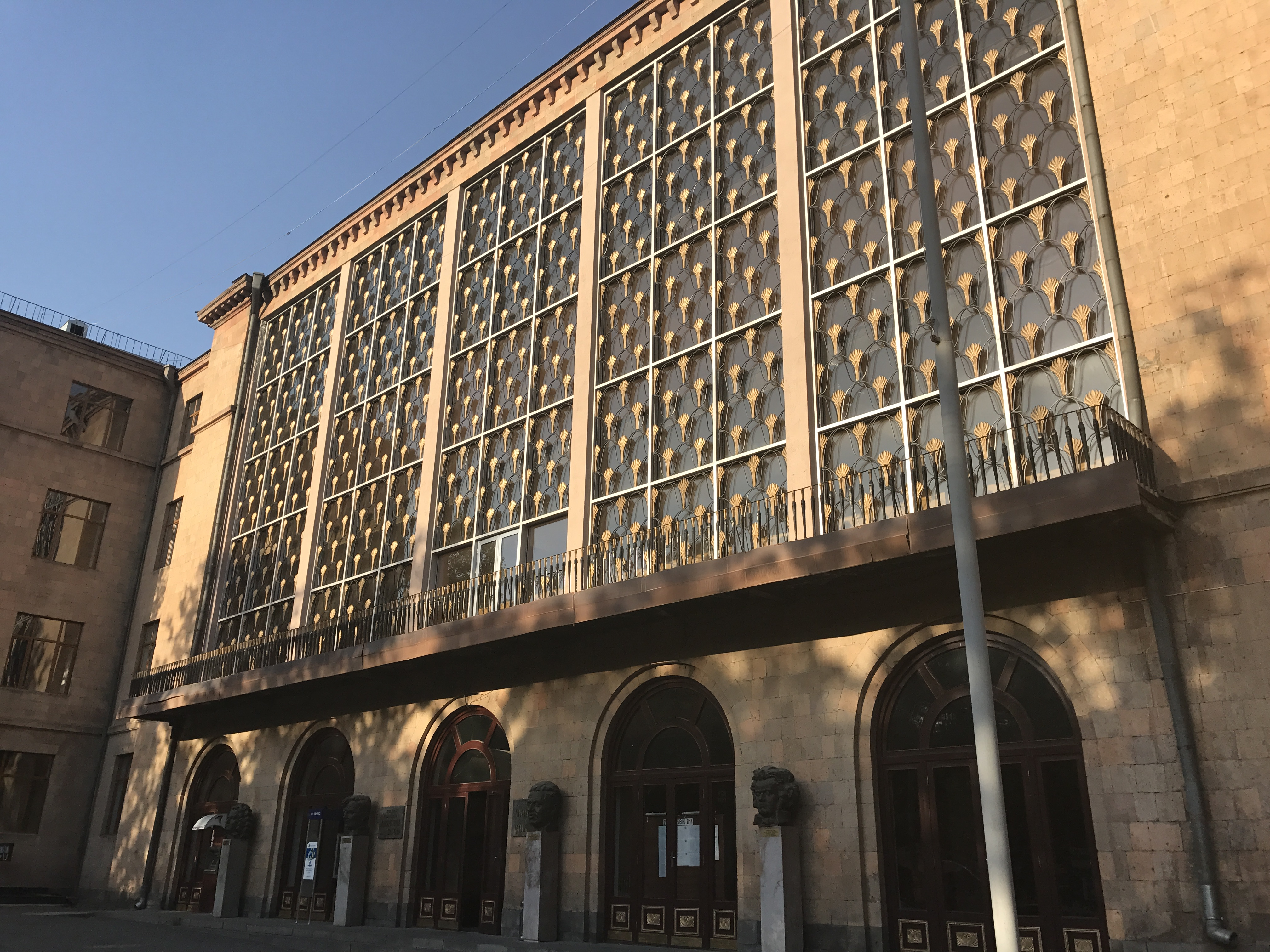
Ереванская государственная консерватория
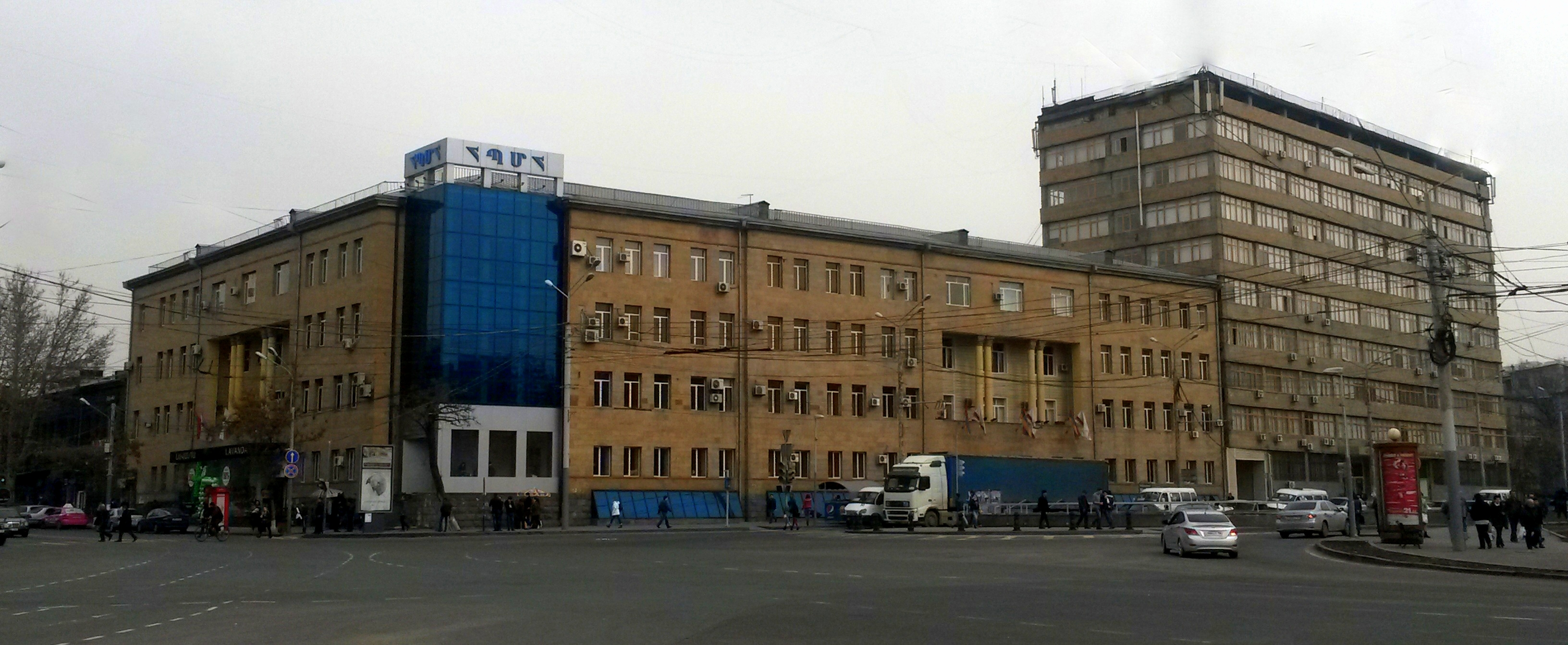
Армянский государственный педагогический университет
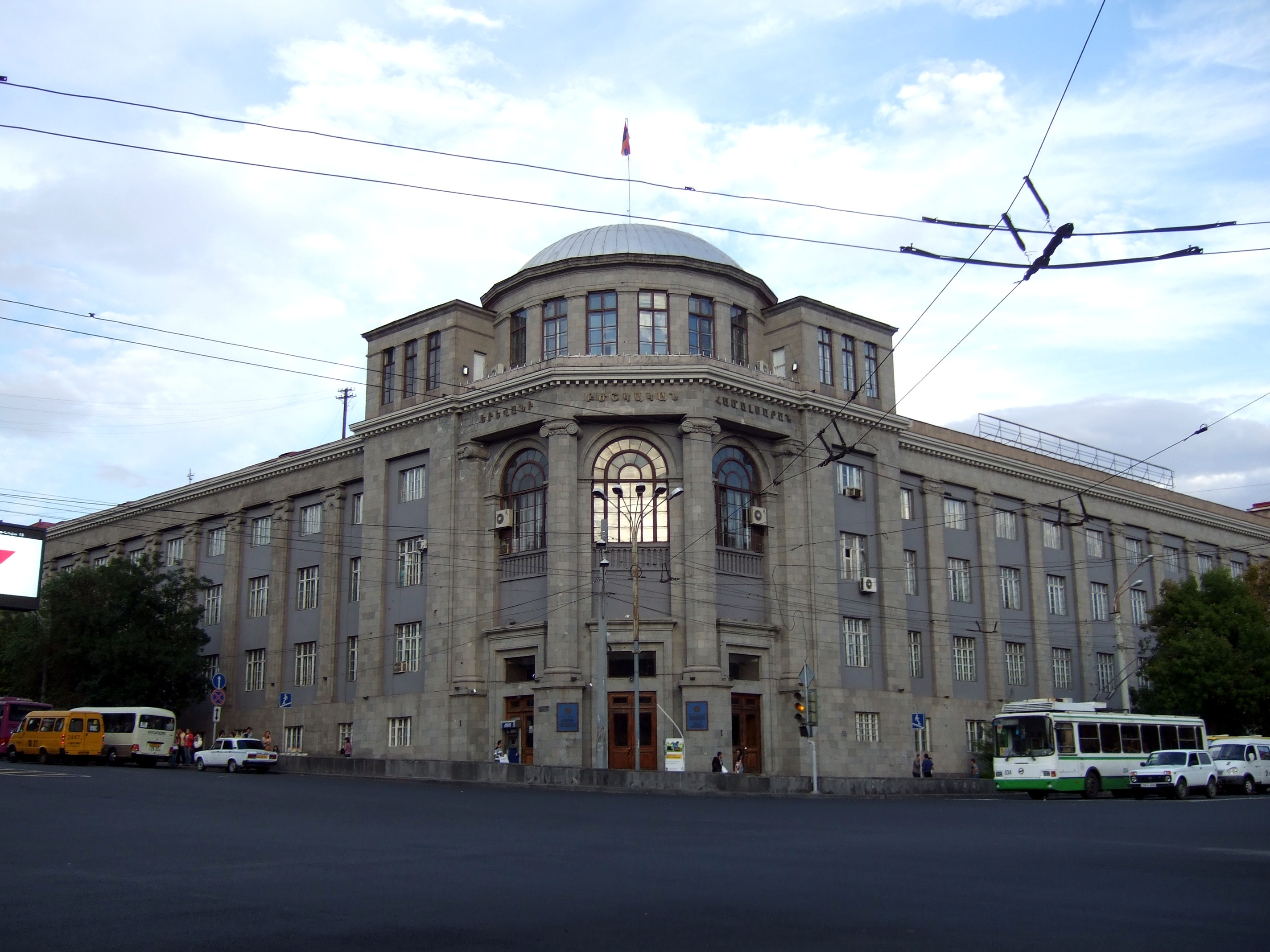
Ереванский государственный медицинский университет
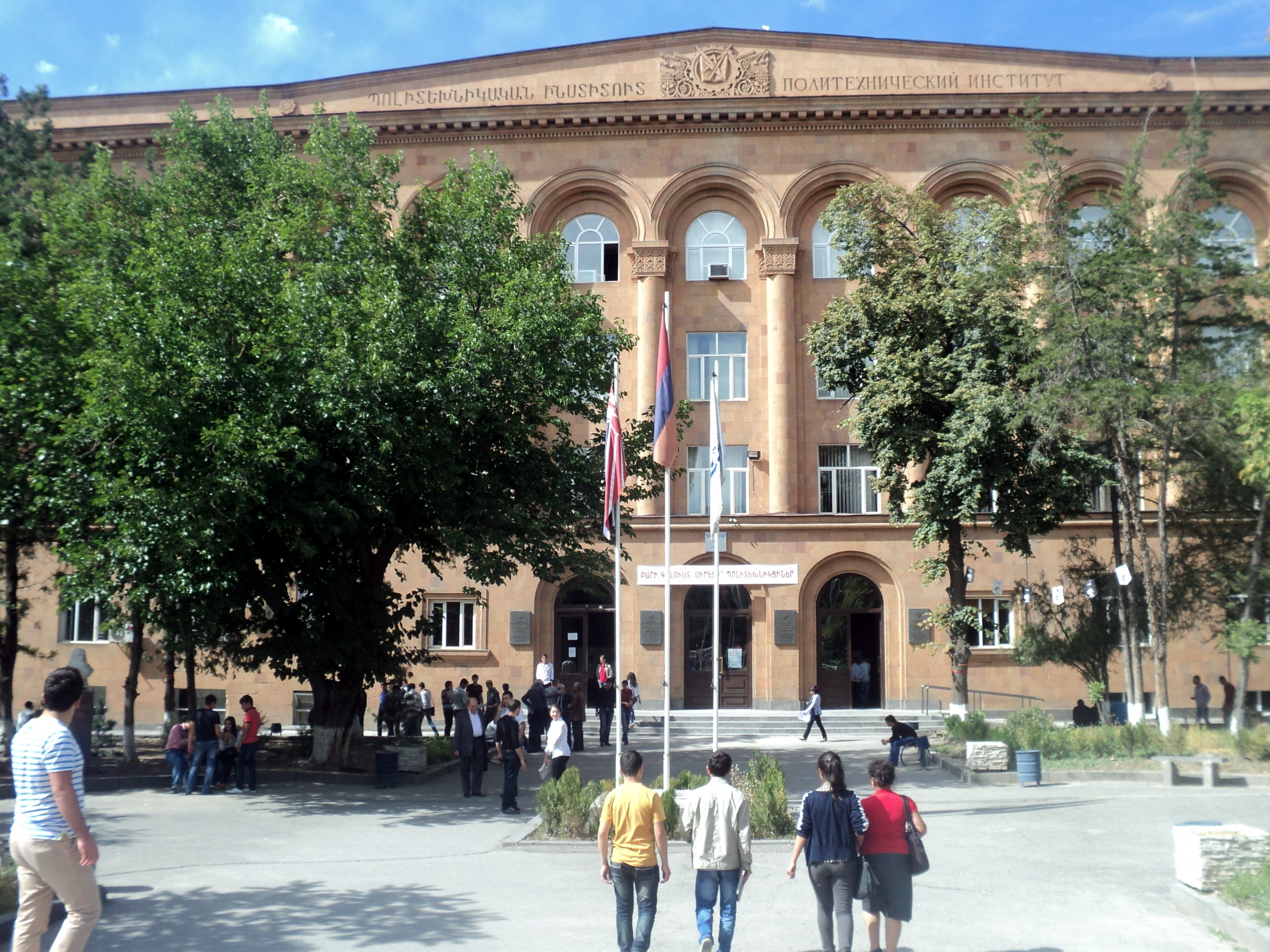
Государственный инженерный университет
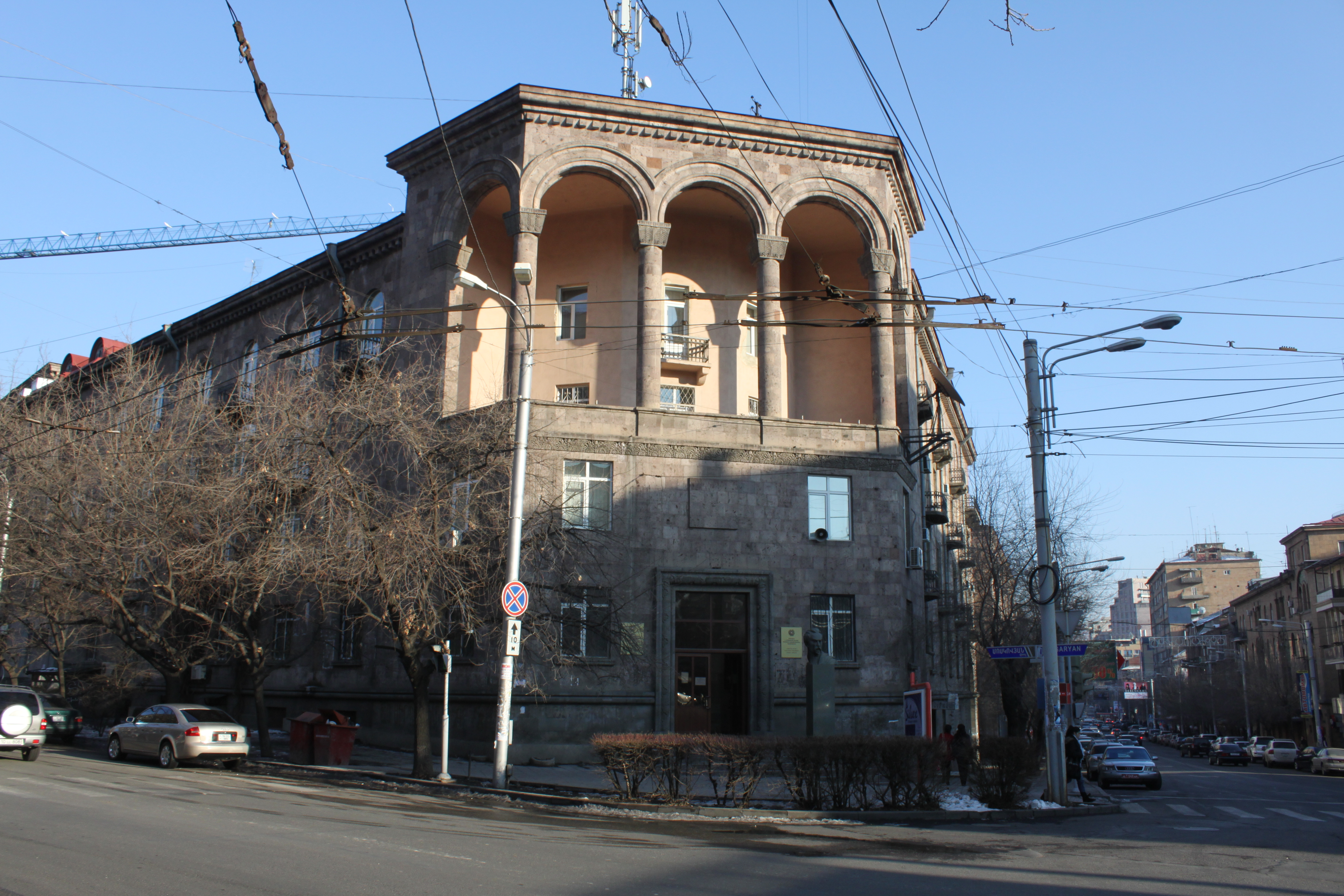
Ереванский государственный лингвистический университет
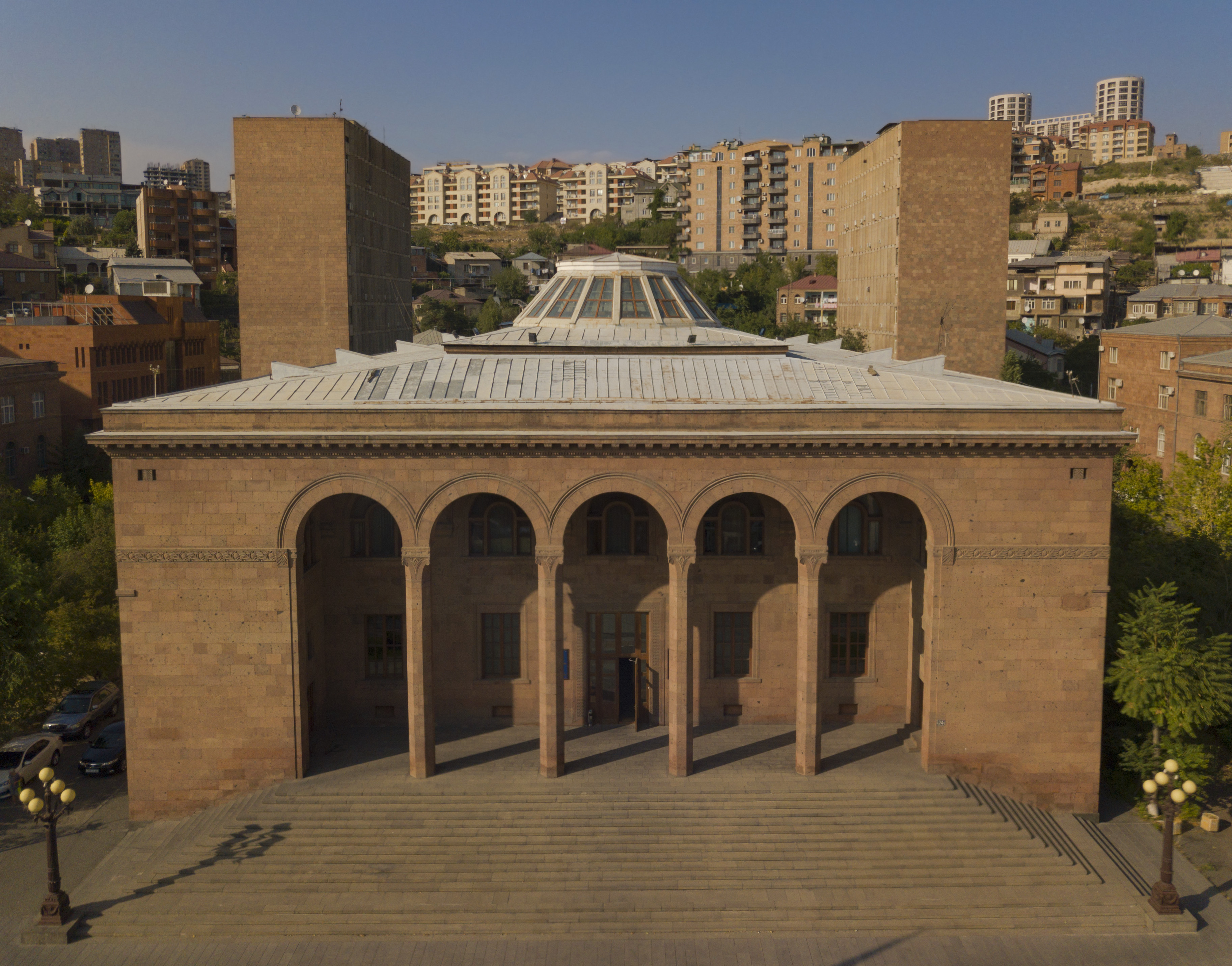
НАН РА

## Спорт

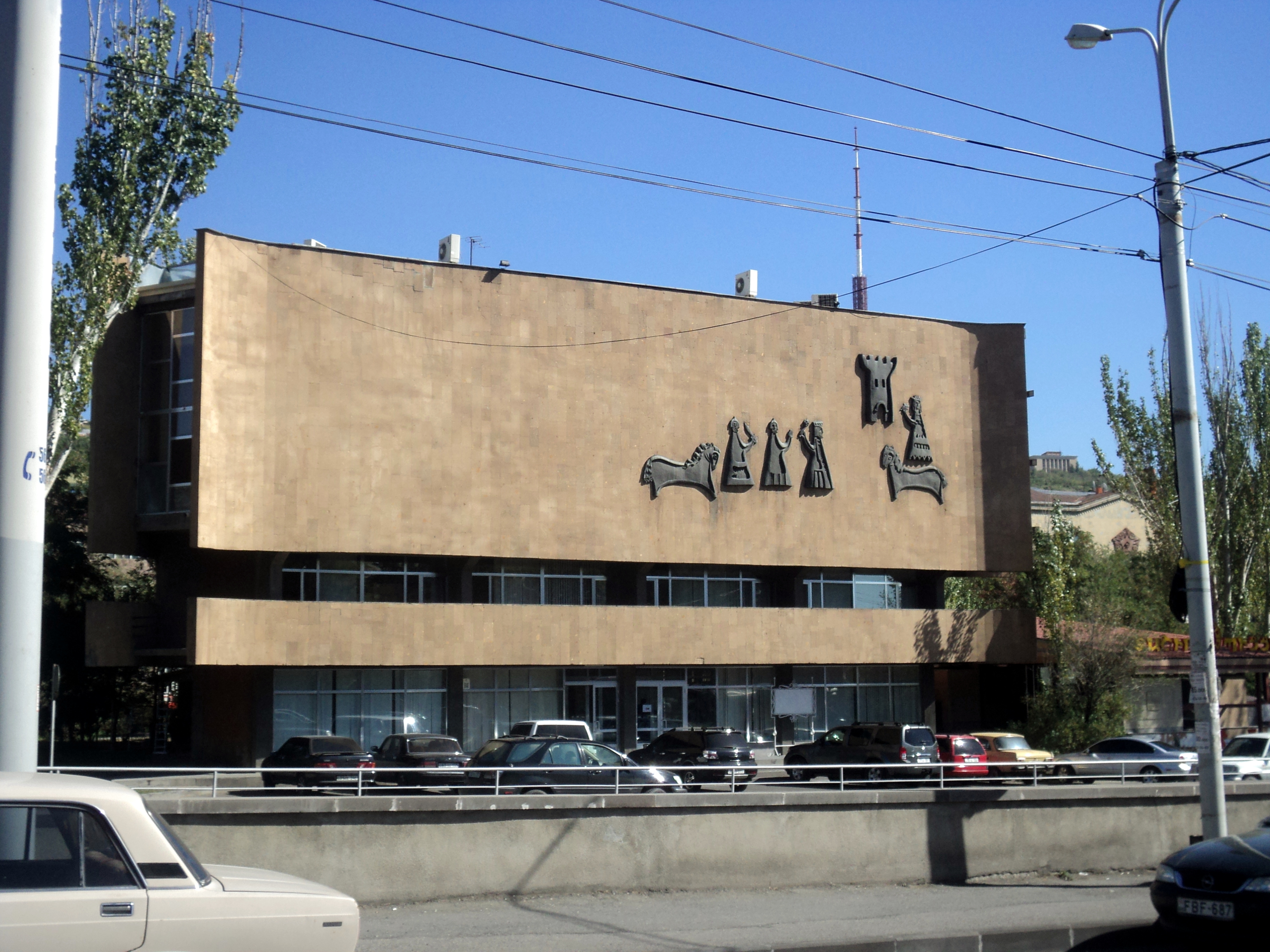
Шахматный центр Тиграна Петросяна

В районе Кентрон расположены многочисленные спортивные сооружения, в том числе стадионы.
Республиканский стадион имени Вазгена Саркисяна (арм. Վազգեն Սարգսյանի անվան Հանրապետական մարզադաշտ) на юго-востоке района Кентрон находится там с 1936 года. Это бывший стадион «Динамо», который был назван в честь убитого в 1999 году министра обороны Вазгена Саркисяна. Этот стадион является домашним стадионом для клубов «Пюник» и «Улисс».
Многофункциональный стадион «Раздан», построенный в 1972 году и названный так в честь главной ереванской реки, имеет вместимость 55000 мест и является домашним для клубов «Киликия» и «Арарат».
Шахматный центр Тиграна Петросяна (арм. Տիգրան Պետրոսյանի անվան շախմատի տուն) находится на восточной части района, в Кольцевом бульваре. Шахматный гроссмейстер Тигран Петросян заложил фундамент для дома Ереванской шахматной школы в 1970 году. В его честь объект был назван в 1984 году.
Спортивно-концертный комплекс имени Карена Демирчяна (арм. Կարեն Դեմիրճյանի անվան մարզահամերգային համալիր или кратко համալիր). Открытый в 1983 году, он был закрыт в 1985 из-за пожара и возобновил работу только в 1987 году. Вскоре после убийства этот комплекс был назван в честь политика Карена Демирчяна, который способствовал строительству. В 2005 году комплекс был продан за 5,7 млн долларов российскому холдингу, который в 2008 году реконструировал его за 42 млн долларов. Здесь проходят многочисленные спортивные и музыкальные мероприятия.
Здесь же находятся и детско-юношеские спортивные школы олимпийского резерва, такие как ДЮСШОР по прыжкам в воду имени Давида Амбарцумяна и Олимпийская школа бокса имени Владимира Енгибаряна.

## Список историко-архитектурных объектов
Список историко-архитектурных объектов, находящихся под охраной государства:
| Название                                      | Оригинальное название                                           | Изображение | Дата постройки                                             | Адрес                                | Примечания                                                    |
| --------------------------------------------- | --------------------------------------------------------------- | ----------- | ---------------------------------------------------------- | ------------------------------------ | ------------------------------------------------------------- |
| Пещерное поселение Норагюх 2                  | арм. ՔԱՐԱՅՐ-ԿԱՑԱՐԱՆ ՆՈՐԱԳՅՈՒՂ-2                                 |             | XXX—XV века до н. э.                                       | на берегу реки Раздан                |                                                               |
| Пещерное поселение Айгедзор                   | арм. ՔԱՐԱՅՐ-ԿԱՑԱՐԱՆ ԱՅԳԵՁՈՐ                                     |             | XX—XVI века до н. э.                                       | на берегу реки Раздан                | Недалеко от Конда                                             |
| Пещерное поселение Цицернакаберд              | арм. ԾԻԾԵՌՆԱԿԱԲԵՐԴ                                              |             | XX—XVI века до н. э.                                       | на берегу реки Раздан                |                                                               |
| Крепость «Цицернакаберд»                      | арм. ԲԵՐԴՇԵՆ ԾԻԾԵՌՆԱԿԱԲԵՐԴ                                      |             | 2-е—1-е тысячелетия до н. э.                               | на правом берегу реки Раздан         | В 600 метрах от одноимённого мемориала жертвам геноцида армян |
| Вишапакар                                     | арм. ՎԻՇԱՊԱՔԱՐ                                                  |             | 3-е—2-е тысячелетия до н. э.                               | возле здания городской администрации |                                                               |
| Канал в Конде                                 | арм. ՋՐԱՆՑՔ ԿՈՆԴԻ                                               |             | VII век до н. э.                                           | в районе Конд                        |                                                               |
| Пещерное поселение Дзорагюх                   | арм. ՔԱՐԱՅՐ-ԿԱՑԱՐԱՆ ՁՈՐԱԳՅՈՒՂ                                   |             | XV-XVIII века                                              |                                      |                                                               |
| Пещерное поселение Норагюх                    | арм. ՔԱՐԱՅՐ-ԿԱՑԱՐԱՆ ՁՈՐԱԳՅՈՒՂ                                   |             | XIII—XVI века                                              |                                      |                                                               |
| Церковь Сурб Катогике                         | арм. ԵԿԵՂԵՑԻ Ս. ԱՍՏՎԱԾԱԾԻՆ(ԿԱԹՈՂԻԿԵ)                            |             | XIII век                                                   | ул. Абовяна, 15                      |                                                               |
| Хачкар 1                                      | арм. խաչքար                                                     |             | XV век                                                     | близ церкви                          |                                                               |
| Хачкар Григориса Анании                       | арм. խաչքար Գրիգորի Անանի                                       |             | XVII век                                                   | близ церкви                          |                                                               |
| Хачкар Мелика Агамали                         | арм. խաչքար Մելիք Աղամալի                                       |             | 1693 год                                                   | близ церкви                          |                                                               |
| Хачкар Никогоса                               | арм. խաչքար Նիկողոսի                                            |             | 1694 год                                                   | близ церкви                          |                                                               |
| Фреска «Богоматерь с младенцем»               | арм. որմնանկար «Աստվածամայրը մանկան հետ»                        |             | XVIII век                                                  | близ церкви                          |                                                               |
| Фреска «Аветум»                               | арм. որմնանկար «Ավետում»                                        |             | XVIII век                                                  | близ церкви                          |                                                               |
| Хачкар Сукиаса                                | арм. խաչքար Սուքիասի                                            |             | 1586 год                                                   |                                      |                                                               |
| Церковь Святой Богородицы Зоравор             | арм. եկեղեցի Զորավոր ս. Աստվածածին                              |             | Основан в IX веке, перестроен в 1693 году                  |                                      |                                                               |
| Хачкар 1                                      | арм. խաչքար                                                     |             | XV век                                                     | близ церкви                          |                                                               |
| Хачкар 2                                      | арм. խաչքար                                                     |             | XV век                                                     | близ церкви                          |                                                               |
| Хачкар Элиаза                                 | арм. խաչքար                                                     |             | XVII век                                                   | близ церкви                          |                                                               |
| Хачкар Мовсеса                                | арм. խաչքար                                                     |             | XVII век                                                   | близ церкви                          |                                                               |
| Хачкар Фаноса                                 | арм. խաչքար                                                     |             | 1693 год                                                   | близ церкви                          |                                                               |
| Хачкар Ованеса                                | арм. խաչքար                                                     |             | 1693 год                                                   | близ церкви                          |                                                               |
| Хачкар Урихана                                | арм. խաչքար                                                     |             | 1693 год                                                   | близ церкви                          |                                                               |
| Гавит                                         | арм. գավիթ                                                      |             | XVII век                                                   | близ церкви                          |                                                               |
| Церковь Ованеса Мкртича                       | арм. ԵԿԵՂԵՑԻ ԿՈՆԴԻ Ս. ՀՈՎՀԱՆՆԵՍ ՄԿՐՏԻՉ                          |             | Основан в VII веке, полностью перестроен в 1705—1710 годах | находится в старом районе Конд       |                                                               |
| Хачкар 1                                      | арм. խաչքար                                                     |             | XVII век                                                   | близ церкви                          |                                                               |
| Хачкар 2                                      | арм. խաչքար                                                     |             | XVIII век                                                  | близ церкви                          |                                                               |
| Хачкар 3                                      | арм. խաչքար                                                     |             | XVIII век                                                  | близ церкви                          |                                                               |
| Хачкар 4                                      | арм. խաչքար                                                     |             | XVIII век                                                  | близ церкви                          |                                                               |
| Хачкар 5                                      | арм. խաչքար                                                     |             | XVIII век                                                  | близ церкви                          |                                                               |
| Хачкар 6                                      | арм. խաչքար                                                     |             | XVIII век                                                  | близ церкви                          |                                                               |
| Хачкар 7                                      | арм. խաչքար                                                     |             | XVIII век                                                  | близ церкви                          |                                                               |
| Хачкар 8                                      | арм. խաչքար                                                     |             | XVIII век                                                  | близ церкви                          |                                                               |
| Хачкар 9                                      | арм. խաչքար                                                     |             | XVIII век                                                  | близ церкви                          |                                                               |
| Хачкар 10                                     | арм. խաչքար                                                     |             | XVIII век                                                  | близ церкви                          |                                                               |
| Хачкар 11                                     | арм. խաչքար                                                     |             | XVIII век                                                  | близ церкви                          |                                                               |
| Хачкар 12                                     | арм. խաչքար                                                     |             | XVIII век                                                  | близ церкви                          |                                                               |
| Хачкар Агавела                                | арм. խաչքար Աղավելի                                             |             | XVIII век                                                  | близ церкви                          |                                                               |
| Хачкар Александра                             | арм. խաչքար Աղեքսանդրի                                          |             | XVIII век                                                  | близ церкви                          |                                                               |
| Хачкар Андреаса, Аристакеса и Пару            | арм. խաչքար խաչքար Անդրեասի, Արիստակեսի և Փարու                 |             | XVIII век                                                  | близ церкви                          |                                                               |
| Хачкар Гирхаса                                | арм. խաչքար                                                     |             | 1710 год                                                   | близ церкви                          |                                                               |
| Хачкар Григориса, Мкртума и Малхаса           | арм. խաչքար                                                     |             | XVIII век                                                  | близ церкви                          |                                                               |
| Хачкар Ханума                                 | арм. խաչքար                                                     |             | XVIII век                                                  | близ церкви                          |                                                               |
| Хачкар Маркаре                                | арм. խաչքար                                                     |             | XVIII век                                                  | близ церкви                          |                                                               |
| Хачкар Маркоса                                | арм. խաչքար Մարկոսի                                             |             | XVIII век                                                  | близ церкви                          |                                                               |
| Хачкар Мелик Нази                             | арм. խաչքար Մելիք Նազի                                          |             | XVIII век                                                  | близ церкви                          |                                                               |
| Хачкар Никогоса                               | арм. խաչքար Նիկողոսի                                            |             | XVIII век                                                  | близ церкви                          |                                                               |
| Хачкар Сатати                                 | арм. խաչքար Սատաթի                                              |             | XVIII век                                                  | близ церкви                          |                                                               |
| Хачкар Казара и Тиграна                       | арм. խաչքար Ղազարի և Տիգրանի                                    |             | XVIII век                                                  | близ церкви                          |                                                               |
| Хачкар Хачатура                               | арм. խաչքար Խաչատուրի                                           |             | XVIII век                                                  | близ церкви                          |                                                               |
| Церковь Сурб Саргис                           | арм. ԵԿԵՂԵՑԻ Ս. ՍԱՐԳԻՍ                                          |             | Построен в 1450 году, перестроен в 1842 году               |                                      |                                                               |
| Хачкар 1                                      | арм. խաչքար                                                     |             | 1511 год                                                   | близ церкви                          |                                                               |
| Хачкар 2                                      | арм. խաչքար                                                     |             | XVI век                                                    | близ церкви                          |                                                               |
| Хачкар 3                                      | арм. խաչքար                                                     |             | XVI век                                                    | близ церкви                          |                                                               |
| Хачкар 4                                      | арм. խաչքար                                                     |             | XVI век                                                    | близ церкви                          |                                                               |
| Надгробие 1                                   | арм. տապանաքար                                                  |             | XV վիշապաքար век                                           | близ церкви                          |                                                               |
| Надгробие 2                                   | арм. տապանաքար                                                  |             | XVI век                                                    | близ церкви                          |                                                               |
| Надгробие парона Маркара                      | арм. տապանաքար Պարոն Մարգարի                                    |             | 1583 год                                                   | близ церкви                          |                                                               |
| Надгробие Петроса                             | арм. տապանաքար Պետրոսի                                          |             | 1624 год                                                   | близ церкви                          |                                                               |
| Военной комплекс Ереванской крепости          | арм. ԶՈՐԱՆՈՑԱՅԻՆ ՀԱՄԱԼԻՐ ԵՐԵՎԱՆԻ ԲԵՐԴԻ                          |             | 1582 год                                                   | на левом берегу реки Раздан          |                                                               |
| Хачкар Хачатура                               | арм. խաչքար Խաչատուրի                                           |             | 1545 год                                                   | близ Матенадаран                     |                                                               |
| Хачкар 2                                      | арм. տապանաքար                                                  |             | 1596 год                                                   | близ Матенадарана                    |                                                               |
| Вишапакар                                     | арм. վիշապաքար                                                  |             | 2-е—1-е тысячелетия до н. э.                               | близ Матенадарана                    |                                                               |
| Красный мост                                  | арм. ԿԱՄՈՒՐՋ «ԿԱՐՄԻՐ»                                           |             | 1679 год                                                   | через реку Раздан                    |                                                               |
| Мост Норки (Гетари)                           | арм. ԿԱՄՈՒՐՋ ՆՈՐՔԻ (ԳԵՏԱՌԻ)                                     |             | 1644 год                                                   |                                      |                                                               |
| Жилой дом                                     | арм. ԲՆԱԿԵԼԻ ՏՈՒՆ                                               |             | XVIII век                                                  | ул. Таирова, 31                      |                                                               |
| Мечеть Тапабаши                               | арм. ՄԶԿԻԹ ԹԱՓԱԲԱՇԻ                                             |             | 1687 год                                                   | ул. Руставели, 4                     |                                                               |
| Мечеть Аббас Мирзы                            | арм. ՄԶԿԻԹ ԱԲԱՍ ՄԻՐԶԱՅԻ                                         |             | XIX век                                                    | ул. Советская, 4                     |                                                               |
| Голубая мечеть                                | арм. ՄԶԿԻԹ «ԿԱՊՈՒՅՏ»                                            |             | 1766 год                                                   | проспект Месропа Маштоца, 12         |                                                               |
| Площадь им. Андрея Сахарова                   | арм. ՀՐԱՊԱՐԱԿ` ԱՆԴՐԵՅ ՍԱԽԱՐՈՎԻ ԱՆՎԱՆ                            |             | 1850—1860 годы                                             |                                      | архитектор: А. Таманян                                        |
| здание Казначейства                           | арм. Արքունական պալատը և Նահանգական գանձատունը                  |             | 1901 год                                                   | ул. Налбандяна, 48                   | архитектор В. Мирзоян                                         |
| Часовня апостола Анании                       | арм. մատուռ Անանիա Առաքյալի                                     |             | 1889 год                                                   |                                      |                                                               |
| Здание коньячного завода «Арарат»             | арм. «ԱՐԱՐԱՏ» ԳԻՆԵԳՈՐԾԱԿԱՆ ԱՐԴՅՈՒՆԱԲԵՐՈՒԹՅԱՆ ՄԻԱՎՈՐՄԱՆ ՀԱՄԱԼԻՐԸ |             | 1887 год                                                   | ул. Исакова, 9                       |                                                               |
| «Дом Бабаевых»                                | арм. ԲՆԱԿԵԼԻ ՏՈՒՆ ԲԱԲԱԵՎՆԵՐԻ                                    |             | кон. XIX века                                              | ул. Агатангелоса, 3                  | архитектор: Б. Меграбян                                       |
| Жилой дом                                     | арм. ԲՆԱԿԵԼԻ ՏՈՒՆ                                               |             | кон. XIX века                                              | ул. Григора Лусаворича, 7            | Сохранился лишь каменный фасад здания                         |
| Жилой дом                                     | арм. ԲՆԱԿԵԼԻ ՏՈՒՆ                                               |             | XIX век                                                    | ул. Аптечная, 13                     |                                                               |
| Жилой дом Артема Яраляна                      | арм. ԲՆԱԿԵԼԻ ՏՈՒՆ ԱՐՏԵՄ ՅԱՐԱԼՅԱՆԻ                               |             | кон. XIX века                                              | ул. Екмаляна 1, 9-я линия            | Сохранился лишь фасад здания                                  |
| Винный погреб                                 | арм. գինու մառան                                                |             | XIX век                                                    |                                      |                                                               |
| Жилой дом                                     | арм. ԲՆԱԿԵԼԻ ՏՈՒՆ                                               |             | XIX век                                                    | ул. Республиканская, 2, 19-я линия   |                                                               |
| «Дом Вагана Папояна»                          | арм. ԲՆԱԿԵԼԻ ՏՈՒՆ ՎԱՀԱՆ ՊԱՊՈՅԱՆԻ                                |             | XIX век                                                    | ул. Маисян, 22                       |                                                               |
| Жилой дом                                     | арм. ԲՆԱԿԵԼԻ ՏՈՒՆ                                               |             | XIX век                                                    | ул. Пароняна, 3, 16-я линия          |                                                               |
| Жилой дом                                     | арм. ԲՆԱԿԵԼԻ ՏՈՒՆ                                               |             | XIX век                                                    | ул. Пароняна, 3, 18-я линия          |                                                               |
| Жилой дом                                     | арм. ԲՆԱԿԵԼԻ ՏՈՒՆ                                               |             | XIX век                                                    | ул. Пушкина, 25                      | архитектор: А. Таманян                                        |
| «Дом Маргаряна»                               | арм. ԲՆԱԿԵԼԻ ՏՈՒՆ Ս. ՄԱՐԳԱՐՅԱՆԻ                                 |             | XIX век                                                    | ул. Терьяна, 71                      | архитектор: Н. Буниатян                                       |
| «Дом Владимира Бражникова»                    | арм. ԲՆԱԿԵԼԻ ՏՈՒՆ ՎԼԱԴԻՄԻՐ ԲՐԱԺՆԻԿՈՎԻ                           |             | 1908 год                                                   | ул. Абовяна, 68                      | архитектор: В. Мирзоян                                        |
| Жилой дом                                     | арм. ԲՆԱԿԵԼԻ ՏՈՒՆ                                               |             | 1930 год                                                   | ул. Абовяна, 19                      | архитекторы: Ааронян и Маркарян                               |
| Административное здание                       | арм. ՎԱՐՉԱԿԱՆ ՇԵՆՔ                                              |             | 1912 год                                                   | ул. Мовсеса Хоренаци, 10             |                                                               |
| Административное здание                       | арм. ՎԱՐՉԱԿԱՆ ՇԵՆՔ                                              |             | 1908 год                                                   | ул. Мовсеса Хоренаци, 22             |                                                               |
| Больница Тер-Аветикяна                        | арм. բնակելի տուն և բուժարան Տեր-Ավետիքյանի                     |             | 1860 год                                                   |                                      |                                                               |
| Магазин Мелик-Огаджаняна                      | арм. խանութ` Մելիք-Օհանջանյանի                                  |             | 1860 год                                                   | ул. Мовсеса Хоренаци, 22             |                                                               |
| Больница Ованеса Ованесяна                    | арм. հիվանդանոց` Հովհաննես Հովհաննիսյանի                        |             | 1914 год                                                   |                                      |                                                               |
| Дом Барсега Егиазаряна                        | арм. բնակելի տուն` Բարսեղ Եղիազարյանի                           |             | 1884 год                                                   | ул. Абовяна, 6                       |                                                               |
| Дом Григора Егиазаряна                        | арм. բնակելի տուն` Գրիգոր Եղիազարյանի                           |             | 1884 год                                                   | ул. Абовяна, 8                       |                                                               |
| Дом Григора Амиряна                           | арм. բնակելի տուն` Գրիգոր Ամիրյանի                              |             | XIX век                                                    | ул. Абовяна, 10                      |                                                               |
| Дом Мкртича Енгибаряна                        | арм. բնակելի տուն` Մկրտիչ Ենգիբարյանի                           |             | XIX век                                                    | ул. Абовяна, 4                       |                                                               |
| Дом Степана Согомоняна                        | арм. բնակելի տուն` Ստեփան Սողոմոնյանի                           |             | XIX век                                                    | ул. Ф. Бузанда, 10                   |                                                               |
| Дом Ованеса Тер-Мкртича                       | арм. բնակելի տուն` Հովհաննես Տեր-Մկրտչյանի                      |             | XIX век                                                    | ул. Ф. Бузанда, 10                   |                                                               |
| Дом Геворга Антонянца                         | арм. բնակելի տուն` Գևորգ Անտոնյանցի                             |             | XIX век                                                    | ул. Ф. Бузанда, 17                   |                                                               |
| Дом Геворга Антонянца                         | арм. բնակելի տուն` Գևորգ Անտոնյանցի                             |             | XIX век                                                    | ул. Ф. Бузанда 17                    |                                                               |
| Дом Габриеля Абраамяна                        | арм. բնակելի տուն` Գաբրիել Աբրահամյանի                          |             | XIX век                                                    | ул. Ф. Бузанда, 25                   |                                                               |
| Дом Ерема Санахяна                            | арм. բնակելի տուն` Երեմ Սանահյանի                               |             | 1894 год                                                   | ул. Ф. Бузанда, 30                   |                                                               |
| Жилой дом                                     | арм. ԲՆԱԿԵԼԻ ՏՈՒՆ                                               |             | XIX век                                                    | ул. Ф. Бузанда, 30                   |                                                               |
| Жилой дом                                     | арм. ԲՆԱԿԵԼԻ ՏՈՒՆ                                               |             | XIX век                                                    | ул. Ф. Бузанда, 55                   |                                                               |
| Дом Карапета Абраамяна                        | арм. ԲՆԱԿԵԼԻ ՏՈՒՆ` ԿԱՐԱՊԵՏ ԱԲՐԱՀԱՄՅԱՆԻ                          |             | XIX век                                                    | ул. А. Таманяна, 21/1                |                                                               |
| Здание коньячного завода Амбарцума Согомоняна | арм. ԳՈՐԾԱՐԱՆԻ ՇԵՆՔ` ՀԱՄԲԱՐՁՈՒՄ ՍՈՂՈՄՈՆՅԱՆԻ ԿՈՆՅԱԿԻ ԳՈՐԾԱՐԱՆԸ   |             | 1890 год                                                   | ул. Мелик-Адамяна                    |                                                               |
| Жилой дом                                     | арм. ԲՆԱԿԵԼԻ ՏՈՒՆ                                               |             | XIX век                                                    | ул. А. Пушкина, 2                    |                                                               |
| Дом Арменака Меликяна                         | арм. ԱՐՄԵՆԱԿ ՄԵԼԻՔՅԱՆՑԻ                                         |             | XIX век                                                    | ул. А. Пушкина, 11                   |                                                               |
| Дом Агаджана Африкяна                         | арм. ԱՂԱՋԱՆ ԱֆՐԻԿՅԱՆԻ                                           |             | XIX век                                                    | ул. А. Пушкина, 19                   |                                                               |
| Дом Лаврента Фотинова                         | арм. ԲՆԱԿԵԼԻ ՏՈՒՆ` ԼԱՎՐԵՆՏԻ ՖՈՏԻՆՈՎԻ                            |             | XIX век                                                    | ул. А. Пушкина, 28                   |                                                               |
| Дом Гегама Мнацаканяна                        | арм. բնակելի տուն` Գեղամ Մնացականյանի                           |             | 1898 год                                                   | ул. Е. Кохбаци, 27                   |                                                               |
| Дом Эмина Тер-Григоряна                       | арм. բնակելի տուն` էմին Տեր-Գրիգորյանի                          |             | 1890 год                                                   | ул. Е. Кохбаци, 41                   |                                                               |
| Дом Ованеса Оганяна                           | арм. բնակելի տուն` Հովհաննես Օհանյանի                           |             | 1890 год                                                   | ул. Е. Кохбаци, 45                   |                                                               |
| Жилой дом                                     | арм. ԲՆԱԿԵԼԻ ՏՈՒՆ                                               |             | 1905 год                                                   | ул. Тиграна Великого, 1              |                                                               |
| Жилой дом                                     | арм. ԲՆԱԿԵԼԻ ՏՈՒՆ                                               |             | 1895 год                                                   | ул. Тиграна Великого, 3              |                                                               |
| Жилой дом                                     | арм. ԲՆԱԿԵԼԻ ՏՈՒՆ                                               |             | 1897 год                                                   | ул. Тиграна Великого, 9              |                                                               |
| Жилой дом                                     | арм. ԲՆԱԿԵԼԻ ՏՈՒՆ                                               |             | 1900 год                                                   | ул. Тиграна Великого, 11             |                                                               |
| Жилой дом                                     | арм. ԲՆԱԿԵԼԻ ՏՈՒՆ                                               |             | 1905 год                                                   | ул. Тиграна Великого, 13             |                                                               |
| Жилой дом                                     | арм. ԲՆԱԿԵԼԻ ՏՈՒՆ                                               |             | 1905 год                                                   | ул. Тиграна Великого, 15             |                                                               |
| Здание коньянчного завода Давида Сараджяна    | арм. Դավիթ Սարաջյանի գինու-կոնյակի գործարանը                    |             | 1896 год                                                   | ул. Тиграна Великого, 22             |                                                               |
| Здание мужской гимназии                       | арм. ուսումնական հաստատության համակառույց. Արական գիմնազիան     |             | 1905 год                                                   | ул. Амиряна, 28/6                    |                                                               |
| Здание женской гимназии Рипсиме               | арм. ուսումնական հաստատության շենք. Հռիփսիմյան իգական գիմնազիան |             | 1896 год                                                   | ул. Амиряна                          |                                                               |
| Здание консервного завода Есапяна             | բնակելի տուն էսապյանի (Էսապյանի պահածոյի գործարան)              |             | 1911 год                                                   | ул. Республиканская, 9               |                                                               |
| Резиденция Карла и Вильгельма Гилнера         | բնակելի տուն Կարլ և Վիլհելմ Գիլներների                          |             | XIX век                                                    | ул. Республиканская, 15              |                                                               |
| Дом Н. Ованисяна                              | арм. բնակելի տուն Ն. Հովհաննիսյանի                              |             | 1890 год                                                   | ул. Республиканская, 16              |                                                               |
| Дом А. Джалаляна                              | арм. բնակելի տուն բնակելի տուն Արտեմ Ջալալյանի                  |             | 1901 год                                                   | ул. Республиканская, 17              |                                                               |
| Дом В. Мкртчяна                               | арм. բնակելի տուն Վ. Մկրտչյանի                                  |             | 1896 год                                                   | ул. Республиканская, 18              |                                                               |
| Дом Ерванда и Исаака Тер-Аветикяна            | арм. բնակելի տուն Երվանդ և Իսահակ Տեր-Ավետիքյանների             |             | 1905 год                                                   | ул. Республиканская, 24              |                                                               |
| Дом Михаила фон дер Ноннеи                    | арм. բնակելի տուն Միխայիլ Ֆոն դեր Նոննեի                        |             | 1895 год                                                   | ул. Республиканская, 30              |                                                               |
| Дом губернатора                               | арм. բնակելի տուն (Նահանգապետի գրասենյակը)                      |             | 1905 год                                                   | ул. Республиканская, 37              |                                                               |
| Жилой дом                                     | арм. ԲՆԱԿԵԼԻ ՏՈՒՆ                                               |             | XIX век                                                    | ул. Республиканская, 46              |                                                               |
| Жилой дом                                     | арм. ԲՆԱԿԵԼԻ ՏՈՒՆ                                               |             | XIX век                                                    | ул. Республиканская 48               |                                                               |
| Жилой дом                                     | арм. ԲՆԱԿԵԼԻ ՏՈՒՆ                                               |             | XIX век                                                    | ул. Республиканская, 51              |                                                               |
| Жилой дом                                     | арм. ԲՆԱԿԵԼԻ ՏՈՒՆ                                               |             | XIX век                                                    | ул. Республиканская, 53              |                                                               |
| Здание администрации                          | арм. ԲՆԱԿԵԼԻ ՏՈՒՆ                                               |             | XIX век                                                    | ул. Республиканская, 32              |                                                               |
| Театр Джанфоладяна                            | арм. Ջանփոլադյանի թատրոն                                        |             | XIX век                                                    | ул. Налбандяна                       |                                                               |
| Здание лимонадного завода Гиляняна            | арм. գործարանի շենք. Գիլանյանի լիմոնադի գործարանը               |             | 1909 год                                                   | ул. Налбандяна. 20                   |                                                               |
| Дом Фаноса Согомоняна                         | арм. բնակելի տուն Փանոս Սողոմոնյանի                             |             | 1882 год                                                   | ул. Арама, 7                         |                                                               |
| Дом Фадея Калантаряна                         | арм. Ֆադեյ Քալանթարյանի                                         |             | 1900 год                                                   | ул. Арама, 9                         |                                                               |
| Дом Зармайра Андреасяна                       | арм. Զարմայր Անդրեասյանի                                        |             | 1885 год                                                   | ул. Арама, 23                        |                                                               |
| Дом Хачатура Тадевосяна                       | арм. բնակելի տուն Խաչատուր Թադևոսյանի                           |             | 1887 год                                                   | ул. Арама, 34                        |                                                               |
| Дом Гегама Тадевосяна                         | арм. բնակելի տուն Գեղամ Թադևոսյանի                              |             | 1887 год                                                   | ул. Арама, 36                        |                                                               |
| Дом Фаддея Тадевосяна                         | арм. բնակելի տուն Ֆադեյ Թադևոսյանի                              |             | 1910 год                                                   | ул. Арама, 44                        |                                                               |
| Здание банка                                  | арм. բանկի շենք                                                 |             | 1902 год                                                   | ул. Арама, 54                        |                                                               |
| Дом Карапета Азизяна                          | арм. բնակելի տուն Կարապետ Ազիզյանի                              |             | 1890 год                                                   | ул. Арама, 64                        |                                                               |
| Дом Мкртича Тер-Оганяна                       | арм. բնակելի տուն Մկրտիչ Տեր-Օհանյանի                           |             | 1900                                                       | ул. Арама, 75                        |                                                               |
| Дом Мкртича Мкртчяна                          | арм. բնակելի տուն Մկրտիչ Մկրտչյանցի                             |             | 1902 год                                                   | ул. Арама, 80                        |                                                               |
| Дом Акоба Ахназаряна                          | арм. բնակելի տուն Սարգիս Հախնազարյանի                           |             | 1895—1898 годы                                             | ул. Арама, 86                        |                                                               |
| Жилой дом                                     | арм. ԲՆԱԿԵԼԻ ՏՈՒՆ                                               |             | 1927 год                                                   | ул. Абовяна, 23                      | архитектор: О. Хизанян                                        |
| Жилой дом                                     | арм. ԲՆԱԿԵԼԻ ՏՈՒՆ                                               |             | 1928 год                                                   | ул. Абовяна, 29                      |                                                               |
| «Дом Африкяна»                                | арм. ԲՆԱԿԵԼԻ ՏՈՒՆ ԱՖՐԻԿՅԱՆՆԵՐԻ                                  |             | 1904 год                                                   | проспект Адмирала Исакова, 3         |                                                               |
| Жилой дом                                     | арм. ԲՆԱԿԵԼԻ ՏՈՒՆ                                               |             | 1928 год                                                   | ул. Саят-Нова, 25                    | архитектор: Н. Бан                                            |
| «Дом профессоров»                             | арм. ԲՆԱԿԵԼԻ ՏՈՒՆ «ՊՐՈՖԵՍՈՐՆԵՐԻ»                                |             | 1934 год                                                   | ул. Абовяна, 32                      | архитектор: С. Сафарян                                        |
| Жилой дом                                     | арм. ԲՆԱԿԵԼԻ ՏՈՒՆ                                               |             | 1901 год                                                   | ул. Закяна, 5                        |                                                               |
| Жилой дом                                     | арм. ԲՆԱԿԵԼԻ ՏՈՒՆ                                               |             | 1935 год                                                   | ул. Закяна, 8                        | архитектор Б. Аразян                                          |
| Жилой дом                                     | арм. ԲՆԱԿԵԼԻ ՏՈՒՆ                                               |             | 1929 год                                                   | проспект Месропа Маштоца, 27         | архитектор: Ф. Агалян                                         |
| Жилой дом                                     | арм. ԲՆԱԿԵԼԻ ՏՈՒՆ                                               |             | 1925 год                                                   | ул. Налбандяна, 23                   | архитектор: Н. Буниатян                                       |
| Жилой дом                                     | арм. ԲՆԱԿԵԼԻ ՏՈՒՆ                                               |             | 1927 год                                                   | ул. Налбандяна, 41                   | архитектор: Н. Буниатян                                       |